# Érsekújvár
Érsekújvár (szlovákul: Nové Zámky, németül: Neuhäus(e)l, latinul: Novum Castrum, törökül: Uyvar) város Szlovákiában.
A Nyitrai kerülethez tartozó Érsekújvári járás székhelye. A város a Kisalföld északi részén fekszik és a Nyitra folyó partján épült, melyet az itt kialakított Nyitra-csatorna kapcsol a Vág folyóhoz. A városhoz tartozik Jánosmajor (Jánov dvor) és Nyitrai-telep (Nitrianska osada) is.
Fontos forgalmi csomópont rendelkezik vasúti pályaudvarral és a 64-es (Komárom-Nyitra) és a 75-ös (Vágsellye-Sáró) országos főutak találkozásával. A városnak 1932 óta repülőtere is van. Ma elsősorban sportlétesítményekről ismert a város és jégkorongban az érsekújvári bikákat lehet kiemelni. Az 1982-ben átadott Egyetemi Kórháza révén országos jelentőségű egészségügyi központtá vált.
Lakói a 16. század végéig csaknem kizárólag magyarok voltak, ezután a háborúk hatásaként más nemzetiségek is megjelentek. Egészen a második világháború végéig a magyar elem maradt a domináns a városban. Az azt követő időszakban folyamatosan csökkent és a 2021-es népszámláláson a számuk a lakosság 21,44%-a (8101 ember) mondta magyarnak magát. Jelenleg a város egyetlen magyar iskolájába körülbelül a gyerekek tizede jár. A magyar óvodáknak köszönhetően azonban elmondható, hogy oda szlovák gyermekek is járnak. A város műemlékeinek nagy része a második világháború alatt megsemmisült.

## Fekvése
A Kisalföld szlovákiai részén, a Duna menti alföld vidékén, a Nyitra partján helyezkedik el. A várostól 6 km-re keletre folyik a Zsitva, a várostól északra pedig a Tormás-patak. A város az Érsekújvári-lapályon terül el, amely – mint neve is mutatja – régen kiterjedt mocsár volt. 119 m-es tengerszint feletti magasságban fekszik. 100 km-re van Pozsonytól, és 120 km-re Budapesttől.

## Közigazgatás
Érsekújvár a Nyitrai kerülethez tartozó Érsekújvári járás székhelye. Nyitra vármegyéhez tartozik annak alapítása óta. A trianoni békeszerződés előtt a vármegye egyik járása volt az Érsekújvári járás. Ennek székhelye 1886-tól – amikor a vármegyéknek állandó járási székhelyeket kellett kijelölniük – Nagysurány volt. Maga Érsekújvár azonban az 1871-es községi törvény megalkotásától kezdve rendezett tanácsú város volt, így nem tartozott a járáshoz.
A város 1918-tól csehszlovák fennhatóság alá került, amit a trianoni békeszerződés erősített meg 1920-ban. A Csehszlovákiához került korábbi magyar területeken 1918-tól 1922-ig a régi közigazgatási felosztás maradt érvényben, de az Érsekújvári járás székhelye ekkor már Érsekújvár volt.
1922-ben Csehszlovákia közigazgatási felosztását átalakították, úgynevezett nagymegyéket hoztak létre, a mai Szlovákia területén hatot, melyek közül Érsekújvár és az Érsekújvári járás a Nyitra székhelyűhöz tartozott. A városok nagy részét ekkor a járásokhoz csatolták, így Érsekújvár az Érsekújvári járás része lett. 1928-ban a nagymegyék megszűntek, ezután Szlovákia területe közvetlenül járásokra oszlott, de ezek határai lényegében változatlanok maradtak.
A város és környéke az első bécsi döntéstől (1938) a moszkvai fegyverszünetig (1945) ismét Magyarország része, ez idő alatt az ekkor létrehozott Nyitra és Pozsony k.e.e. vármegye székhelye volt. 1939. július 15-én megyei várossá alakult. E rangot 1945-ig tartotta meg, amikor ismét Csehszlovákiához került és a járáshoz csatolták, melynek továbbra is a székhelye maradt.
Az Érsekújvári járás 1945-től 1960-ig a Nyitrai kerülethez tartozott, majd 1990-ig – jelentősen megnövekedett területtel – a Pozsony székhelyű Nyugat-Szlovákiai kerülethez. 1990-ben megszűntek a kerületek, Szlovákia ismét közvetlenül járásokra (Okres) oszlott. 1996-ban azonban megint hat kerületet hoztak létre, melyek közül az Érsekújvári járás ismét a Nyitraihoz tartozik.

### Területe
A város teljes területe 7257 ha, mely az 1996-os adatok alapján az alábbi módon oszlik meg:
- 5477 ha – mezőgazdasági föld, ebből
  - 5040 ha – szántóföld,
  - 59 ha – szőlő;
- 777 ha – nem mezőgazdasági föld, ebből
  - 196 ha – erdő,
  - 581 ha – beépített rész.

A város területén található mesterséges tó az Új Bánya-tó (Nová Baňa), illetve a Kurzweil-tó (más néven Bánya-tó), mely egykor Kurzweil Gáspár majd fia, Emil téglagyárának agyagbányájaként szolgált.

### Városrészek
A város több részre tagolható:
- Városrész: Újgúg (Nový Gúg);
- Lakótelepek: Bástya I (Bašty II), Bástya II (Bašty I), Dél (Juh), Folyópart (Nábrežie), Vasút előtt (Prednádražie), Nyugati lakótelep (Západ);
- Egyéb részek: Nagyliget (Veľký háj);
- Majorok: A városhoz tartozik Jánosmajor (Jánov dvor), Nyitrai-telep (Nitrianska osada) és a ma már nem létező Margithalma.

## Közlekedés
Közúton Érsekújvárról a 75-ös úton elérhető Vágsellye (innen az E571-es úton Pozsony), az 509-es úton Párkány, a 64-es úton Komárom vagy Nyitra.
Vasúton elérhető Berlin, Prága, Pozsony, Budapest, Nyitra, Komárom. Érsekújváron halad keresztül a 130-as vasútvonal Pozsonyból Párkány államhatárig. Innen indul a 140-es vonal Nagysurányon keresztül Nyitrára és Privigyére, valamint a 135-ös vonal Komárom államhatárig. Az Aranyosmarótra és Zólyomba közlekedő vonatok egy része is érinti Érsekújvárt, azonban a 151-es aranyosmaróti és a 150-es zólyomi vasútvonal Nagysurányból indul, ezért a Pozsonyból Zólyomba közlekedő gyorsvonatok a Tótmegyer és Nagysurány közötti vasútvonalon elkerülik Érsekújvárt.

## Népessége
| Év:            | 1994.  | 2004.   | 2014.   | 2024.   |
| -------------- | ------ | ------- | ------- | ------- |
| Emberek száma: | 43 448 | 41 469  | 38 941  | 36 002  |
| Eltérés:       |        | -4,55 % | -6,09 % | -7,54 % |

| Év:            | 2023.  | 2024.   |
| -------------- | ------ | ------- |
| Emberek száma: | 36 410 | 36 002  |
| Eltérés:       |        | -1,12 % |

Népviseletét Nyulassy Lajos (1837) és Löger Gusztáv (1899) is megörökítette.
A népességének alakulásában jelentős szerepet játszott a vár törököktől való visszafoglalása 1685-ben, melynek során a várvédőket lemészárolták. Ezt követően megindult az újratelepítés és Érsekújvár 1691-ben mezővárosi rangot kapott. Jelentősek voltak még az egyes járványok, melyek súlyos csapást mértek Érsekújvárra is. 1876-ban rendezett tanácsú városi rangot kapott. Az államfordulat után 1922-ben elveszítette városi címét, melyet csak 1960-ban kapott vissza. A magyar értelmiség egy része nem kapott állampolgárságot az első Csehszlovák köztársaságban, illetve a hivatalnokoknak és egyéb állami alkalmazottaknak, akik nem tettek esküt, megszűnt a munkaviszonyuk, részben pedig kiutasították őket. A város két világháború közötti népszámlálási adatain a csehszlovák nemzeti érdekek, illetve az új betelepülők (hivatalnokok, kolonisták) csoportjai látszódnak. Az első bécsi döntést követően a cseh és szlovák kolonisták és hivatalnokok nagy része elhagyta a várost. Nagy részük önként, egy részüket kiűzték még az átmeneti katonai közigazgatás alatt. 1938–1945 között a város Nyitra-Pozsony k.e.e. vármegye székhelye volt. A második világháború végén, 1944. októberében és 1945. márciusában stratégiai fontosságú vasútállomása miatt három súlyos légitámadás érte, amelyek elpusztították épületeinek kétharmadát és megölték mintegy 2 ezer lakosát. A vasútállomáson az átutazók egy része is halálát lelte. Zsidó lakosságát 1944-ben koncentrációs táborokba hurcolták. Magyar lakosságának egy része elmenekült, jelentősebb részét a második világháború után Magyarországra telepítették, helyükre magyarországi szlovákok települtek. A háború utáni magyarellenes állami intézkedések éreztették hatásukat a nemzetiségi kimutatásokban is. A lakosság növekedése a szocialista tervgazdaság központi ipartelepítésének is köszönhető. A prágai tavasz elfojtását követően többen disszidáltak. A bársonyos forradalmat követően a tervgazdaságot leépítették, a privatizáció során számos nagy foglalkoztatottságú állami céget tönkretettek. A munkahelyhiány elvándorlást eredményezett, s ma is magas a külföldön jobb megélhetést keresők száma.
1880-ban 10584 lakosából 7819 magyar és 1466 szlovák anyanyelvű volt.
1890-ben 11299 lakosából 9875 magyar és 900 szlovák anyanyelvű volt.
1900-ban 13385 lakosából 12197 magyar és 822 szlovák anyanyelvű volt.
1910-ben 16228 lakosából 14838 magyar és 964 szlovák anyanyelvű volt.
1919-ben 19943 lakosából 12379 magyar, 6851 csehszlovák, 453 egyéb nemzetiségű, 258 német és 9 ruszin volt. Ebből 17 612 katolikus, 1934 zsidó, 168 református, 137 evangélikus, 13 görögkatolikus és 24 egyéb vallású volt.
1921-ben 19023 lakosából 9378 magyar és 7686 csehszlovák volt. A hivatalosan kimutatott számadatok alapján a korabeli csehszlovák tankönyvek a csehszlovák államfordulatig harcos magyar bástyaként hivatkozzák, melyet a fordulat erősen megrázott.
1930-ban 22457 lakosából 10193 magyar, 9561 csehszlovák, 1609 zsidó, 256 német, 17 ruszin, 303 egyéb nemzetiségű és 518 állampolgárság nélküli volt. Ebből 18457 katolikus, 2535 izraelita, 256 evangélikus, 224 református, 27 görögkatolikus és 958 egyéb vallású volt.
1941-ben 23306 lakosából 21553 magyar és 1308 szlovák volt.
1970-ben 24962 lakosából 6937 magyar, 17706 szlovák és 194 cseh volt.
1980-ban 34147 lakosából 9460 magyar, 24094 szlovák és 331 cseh volt.
1991-ben 42923 lakosából 13350 magyar és 28680 szlovák volt.
2001-ben 42262 lakosából 11632 magyar és 29446 szlovák volt.
2011-ben 39 646 lakosából 8863 (22,36%) magyar, 25 618 (64,62%) szlovák és 4642 nem megállapított nemzetiségű.
2021-ben 37 791 lakosából 8101 (+1056; 21,43%) magyar, 26 543 (+707; 70,23%) szlovák, 36 (+36) cigány, 9 (+14) ruszin, 527 (+58) egyéb és 2575 ismeretlen nemzetiségű volt.
A város lakosságának változása a történelem folyamán:
| Év   | Lakó |
| ---- | ---- |
| 1694 | 1200 |
| 1713 | 1525 |
| 1731 | 2970 |
| 1755 | 3873 |
| 1779 | 4671 |
| 1787 | 5167 |
| 1811 | 5493 |
| 1821 | 5957 |
| 1830 | 6904 |

| Év   | Lakó   |
| ---- | ------ |
| 1851 | 6936   |
| 1857 | 7622   |
| 1869 | 9483   |
| 1880 | 10 584 |
| 1890 | 11 299 |
| 1900 | 13 204 |
| 1910 | 16 228 |

| Év   | Lakó   |
| ---- | ------ |
| 1940 | 23 306 |
| 1945 | 13 400 |
| 1946 | 18 710 |
| 1950 | 20 031 |
| 1961 | 22 041 |
| 1965 | 23 457 |
| 1991 | 42 923 |
| 2001 | 42 262 |
| 2011 | 39 646 |

Nemzetiségi összetétel:
|         | Év (adatok százalékban) |      |      |       |      |      |       |       |       |
|         | 1700                    | 1720 | 1890 | 1910  | 1930 | 1938 | 1991  | 2001  | 2011  |
| Magyar  | 61                      | 46   | 71   | 91,43 | 45   | 88   | 31,10 | 27,50 | 22,36 |
| Szlovák | 25                      | 36   | 8    | 5,94  | 42   | 9,5  | 66,82 | 69,70 | 64,62 |
| Német   | 13                      | 17   | 4    | 2     | -    | -    | -     | <0,1  | <0,05 |
| Cigány  | -                       | -    | 3    | -     | -    | -    | -     | 0,11  |       |
| Zsidó   | -                       | -    | 13   | 8,48  | 8    | -    | -     | 0,4   | 0,07  |
| Cseh    | -                       | -    | -    | -     | -    | -    | -     | -     | 0,54  |

## Történelme

### Őskor és ókor
A mai város területe már az újkőkorban lakott volt. Elsősorban zselizi típusú kerámiák kerültek elő, az itt élők növénytermesztéssel és állattenyésztéssel foglalkoztak. A feltárások során bronzkori sírokra is bukkantak. A bronzkori lakosok halottaikat elégették, hamvaikat urnákba helyezték, és a sírokba különböző ékszereket és munkaeszközöket is elhelyeztek.
Az egykori Nyárhíd településrészen egy rablótámadás során zsákmányolt tárgyak kerültek a felszínre. Vörös égetett kerámiatálakat találtak itt domborműves díszítéssel és növényi ornamentikával (terra sigillata).
Vaskori leletek kerültek elő a Bajcs határában található Ragonya területéről a Kr. e. 5–3. századból. Ezek trák-szkíta hamvasztásos sírok voltak, melyekből több vastárgy és korongozott kerámia is előkerült. A Kr. e. 2. századból római sírkövek maradtak az utókorra, melyeket az egykori Klein-malomba (ezt 1972-ben felrobbantották) építettek be a római légiók pecsétes tégláival együtt.

### Középkor

#### Kora középkor
A város délnyugati részén tárták fel a Kisalföld egyik legnagyobb avar-szláv temetőjét a 7–9. századokból. Összesen 528 sírt tártak fel, melyek közül 12 lovassír. Bennük nyakékeket, gyűrűket, bronz fülbevalókat, kerámiákat és állati csontokat is találtak. A település feltehetőleg kézműves-kereskedelmi jellegű volt, és a Via Bohemica („Cseh út”, későbbi nevén Via Magna, „Nagy út”) mentén feküdhetett. A 9–10. században érkeztek a területre a honfoglaló magyarok.

#### Nyárhíd, Lék, Gúg, Györök
A város a középkor során még nem létezett, így története a területén elhelyezkedő községek történetével egyezik meg. Települést legkorábban a 11–13. században hoztak itt létre. Ezen korai települések közül négyet tártak fel és igazoltak történelmileg: Nyárhíd, Lék, Gúg és Györök. Ezeket a településeket 1691-ben csatolták a városhoz.
Nyárhíd a mai városközponttól 3 km-re északra feküdt. Első említése 1183-ból származik, ekkor a község vámhíddal rendelkezett a Nyitra folyón. A községen haladt át a Via Magna, amely Budát és Prágát kötötte össze. Egy másik út észak felé, Privigyére vezetett. Nyárhíd királyi település volt egészen 1245-ig, amikor IV. Béla a kunoknak adományozta. A kunokkal jelentkező problémák miatt 1264-ben a király visszavette a községet, és a csútmonostori Szent Euszták premontrei kolostornak adományozta (ma: Csőt, Budatétény része, a kolostor az M0-s híd melletti Nagy-Háros-szigeten állt). 1295-ben Csútmonostor elcserélte a községet Esztergommal. Ettől kezdve az esztergomi érsek tulajdona lett.
Lék a komáromi és naszvadi út találkozásától északra, a Nyitra folyó bal partján terült el. A község a Pázmán nemzetség tulajdona volt. 1317-ben Károly Róbert az esztergomi érseknek adományozta. 1544-ben Várdai Pál érsek a faluban predialista családok tulajdonjogát erősítette meg.
Gúg feltehetően alapítójáról kapta a nevét. Gúg a mai városközponttól 2,5 km-re feküdt a Nyitra folyó bal oldalán, a Berek nevű erdő mellett. A települést először 1295-ben említik, amikor az esztergomi érsek megvette a székesfehérvári johannitáktól.
Györök (néhol Gyorok) az Udvard és Nyárhíd közötti gázlónál terült el. Első említése 1247-ből származik. Valószínűleg 1317-ben Károly Róbert az esztergomi érseknek adományozta.

### Az érsekújvári vár

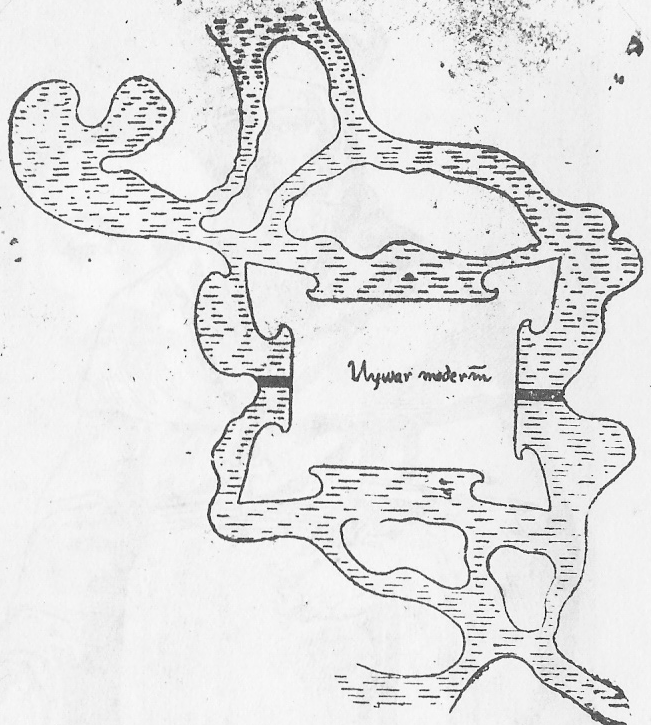
Oláhújvár, Érsekújvár kisebbik vára

A mohácsi vész után, de kiváltképp Buda elfoglalását követően megnőtt az igény a végvárrendszer kiépítésére. Várdai Pál esztergomi érsek saját birtokai védelmében léki birtokán, a Nyitra bal partján elrendelte egy erődítmény építését. Az építkezés 1545–1546 között történt. Az ekkori erőd egy négybástyás egyszerű palánkvár volt, amely már elkészültekor is elavultnak számított, mivel facölöpjei gyorsan rongálódtak. A vár fejlődésének második szakasza Oláh Miklós (1493–1568) esztergomi érsek idejére esik. Ő megerősítette a palánkvárat. Ezt a várat Castrum Novumnak nevezték. Ekkoriban már magyar neveként az Oláhújvár kezdett elterjedni, éppen az érsek munkássága miatt. Oláh Miklós után Verancsics Antal lett az érsek. Az ő ideje alatt, 1571. július 7-én a bécsi Haditanács elhatározta, hogy a Nyitra jobb partjára egy új erődöt emel, mivel a régi várat annak kedvezőtlen helyzete és elavult volta miatt nem tudták tovább tartani. Ez az építkezés 1573-ban kezdődött meg, és 1580-ban fejeződött be. A várat Ottavio és Giulio Baldigara olasz építészek tervezték. Zserotin Frigyes vezette az építkezéseket (a Zserotin és Frigyes bástyákat róla nevezték el). A tervek alapján a vár egy várost foglalt magában, melyben derékszögű utcatrendszert alakítottak ki, téglalap alakú főtérrel. A vár hatszög alaprajzú volt, és hat fülesbástyája volt. Érsekújvár (Novum Castellum vagy Castellum Novum) így a kor egyik legkorszerűbb reneszánsz erődje lett. Hasonló várak Európában másutt is voltak, ilyen Károlyváros és Naarden erődje. A vár hat bástyájának a neve: Zserotin, Frigyes (Mihály), Cseh, Forgách, Császár és Ernő bástya. A bástyák nevének eredete: 
- A Zserotin és Frigyes később (a Frigyes Mihály lett) bástyák az építésvezetőről;
- A Forgách bástya Forgách Simonról, a Dunáninneni kerület főkapitányáról;

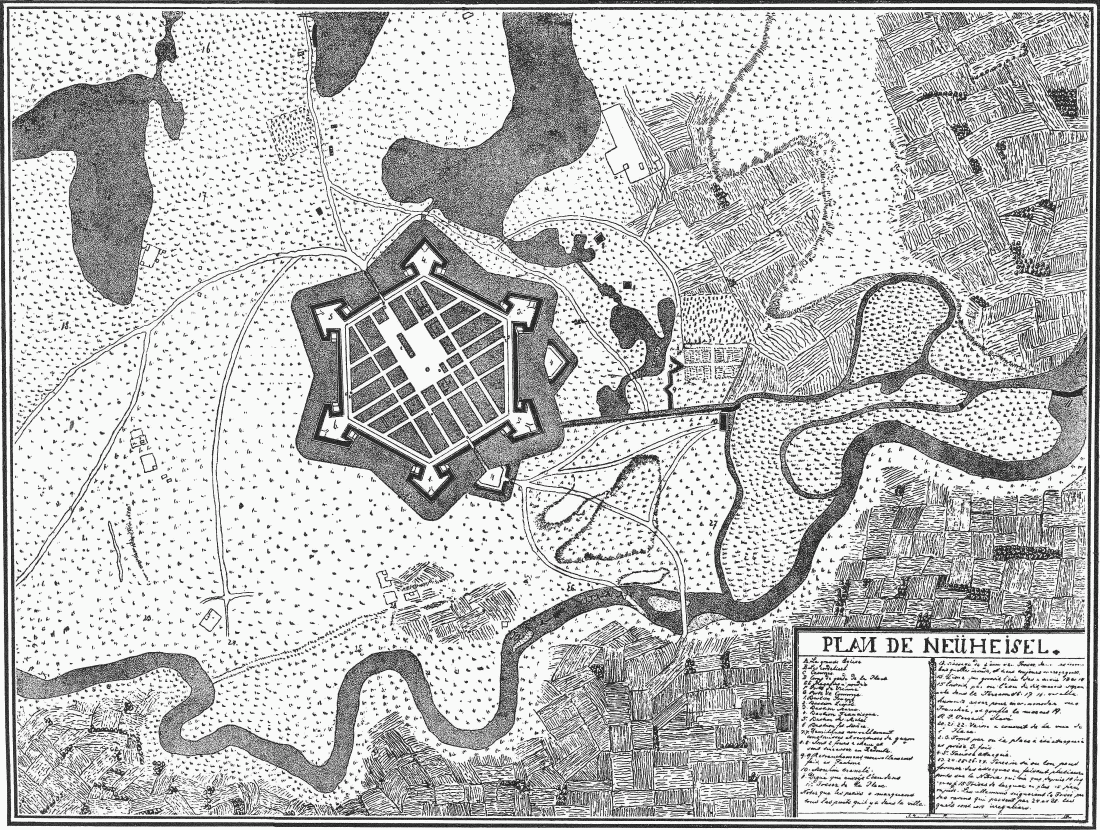
A Baldigara testvérek által tervezett nagyobbik vár

- Az Ernő bástya Ernő főhercegről, Magyarország helytartójáról;
- A Császár bástya Miksa magyar királyról és egyben német-római császárról kapta a nevét;
- A Cseh bástya a cseh rendeknek az építésre felajánlott anyagi hozzájárulása miatt kapta a nevét.[18]

Az erődítmény két kapuja a Bécsi és Esztergomi kapu volt. Alatta összetett alagútrendszer húzódott. A várat vizesárokkal vették körbe, melybe a Nyitra vizét vezették. A várat Zserotin Frigyes 1580. október 2-án adta át Forgách Simonnak, aki így Újvár kapitánya lett.
A főtér nyugati felében a várkapitány palotája állt, ahol fürdő is volt. A 16. század utolsó negyedében a kapitány palotája mellett építették fel a református templomot. Ez a templom már egy 1595-ös metszeten látható. Az erőd legnagyobb temploma volt. Az érsekújvári kálvinista gyülekezetnek két lelkésze volt. Ebben az időben és az idők folyamán háromszor székelt itt református püspök. Az 1600-as években a református templom mellett építettek fel egy kupolával rendelkező épületet, amely a református kollégiumnak adott otthont. 1584–1585 között épült az érsekújvári plébániatemplom és a mögötte található plébániai iskola. Pázmány Péter az 1620-as években, a főtér északi oldalán egyemeletes érseki palotát építtetett és a reformáció visszaszorítására ferencrendi szerzeteseket hívott a városba. 1631. május 24-én maga Pázmány szentelte fel a ferences templomot és kolostort. A városban három temető volt, egy mindjárt a plébániatemplom mellett a váron belül, a másik kettő a ma is létező Szűz Mária-kápolna (1700-ban épült) és a Szent Háromság-kápolna (1722-ben épült) helyén, a váron kívül volt.

### Változó idők – Érsekújvár különböző uralmak alatt

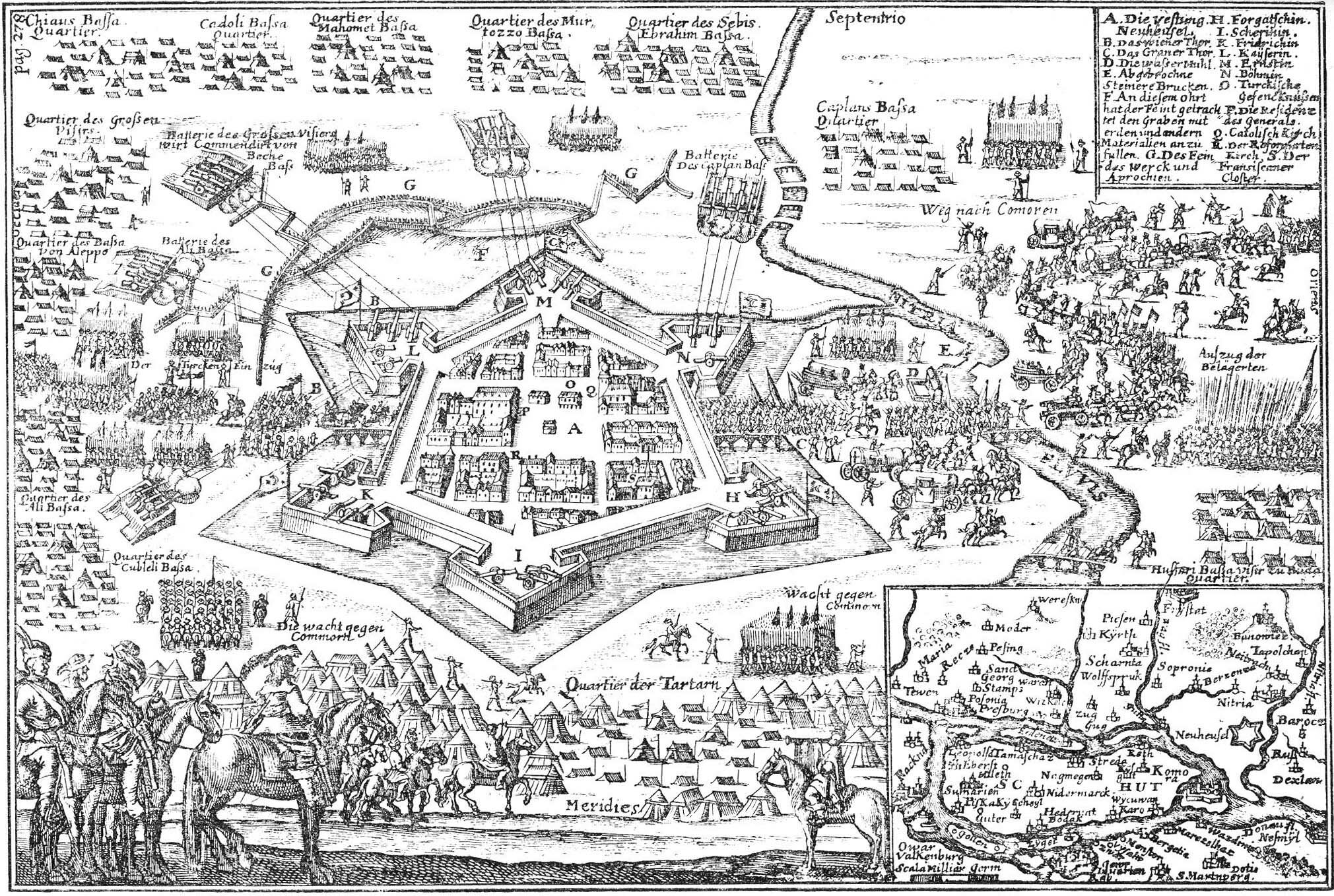
Érsekújvár 1663-as török ostroma

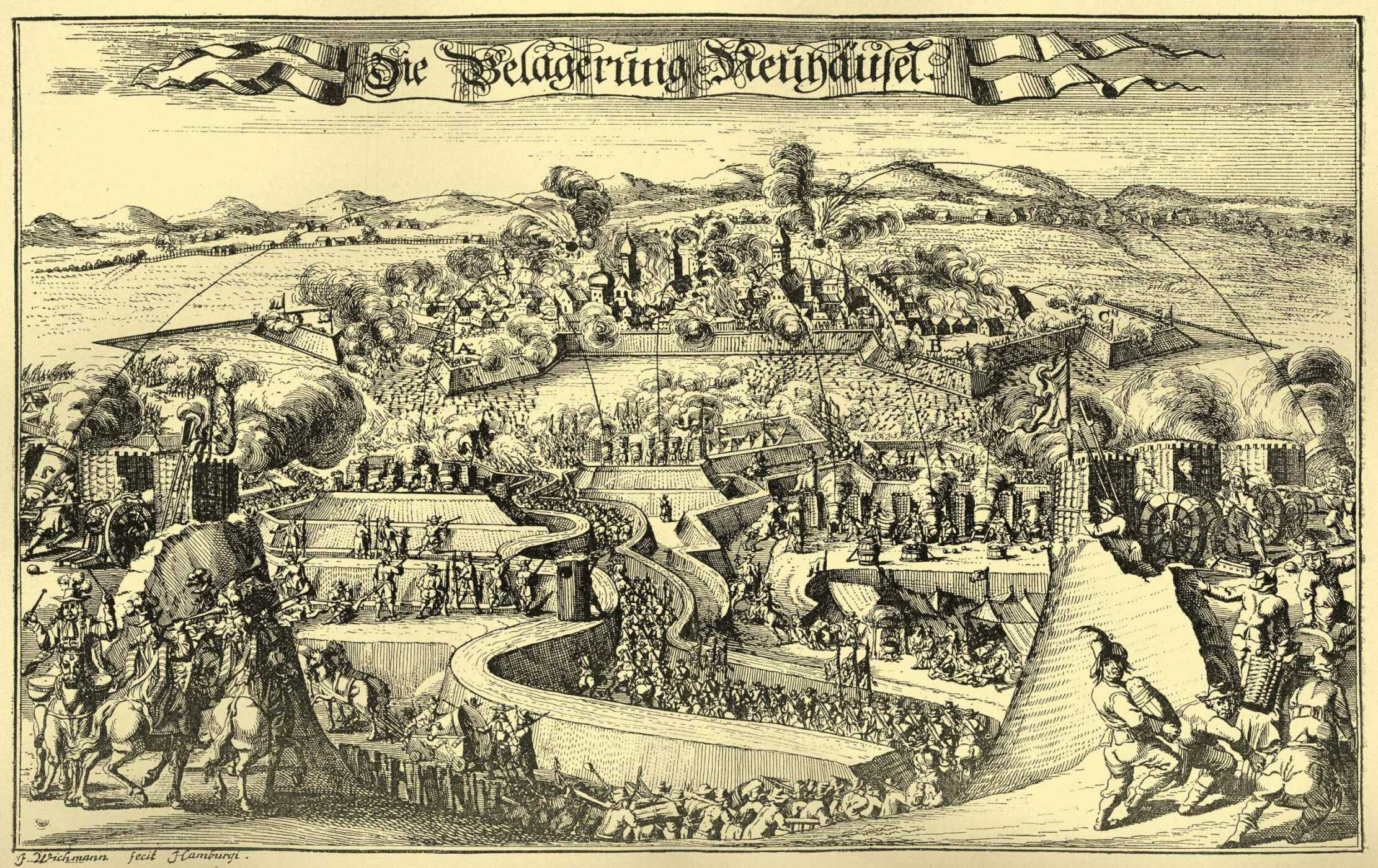
A Szent Liga csapatainak 1685-ös ostroma

#### Rendi felkelések
Az 1605-ös Bocskai-féle felkelés alkalmával Mátyás főherceg titkos megállapodást kötött Bocskaival, hogy a várat az ő kezére adja, mivel félt, hogy esetleg a török elfoglalná. A bécsi békében a várat visszakapták a császáriak. 1606-ban a császár a zsitvatoroki békében 20 évre békét kötött a portával. Újvárra azonban nem köszöntött béke, mivel Bethlen Gábor már 1620-ban elindult elfoglalni a Felvidéket.
1621. március 12-én Nyitra vármegye hűségesküt tett II. Ferdinándnak, amit csak Thurzó Szaniszló, Litassy István és Csuty Gáspár ellenzett. 1621 áprilisában az ostromlott Érsekújvárba rendelte Csuty Gáspárt Thurzó Szaniszló mellé. 1621 májusában és júniusában végig az ostromlott várban tartózkodott, sőt május 16-án Bethlen tárgyalóbiztosnak is kinevezte Thurzó Szaniszlóval és Hoffmann Györggyel együtt. Érsekújvárott Csuty a belső elhárítást is vezette, amely megakadályozta a vár feladását és időhúzó tárgyalásba bocsátkoztak Forgách Zsigmond nádorral. 1621. július 10-én Bethlen vezére, Horvát István nagy győzelmet aratott az őket ostromló császáriak fölött.
A rendek azonban hamarosan Bethlen ellen fordultak, így az 1621-es nikolsburgi békében elvesztette Újvárt.

#### A török kor
Esztergom vármegye a megszállt székhely miatt itt tartotta közgyűléseit.
A törökök nem gondolták komolyan a császárral kötött békét, így többször portyáztak a Garam és a Vág mentén. 1652-ben Nagyvezekénynél, a vezekényi csatában Forgách Ádám érsekújvári várkapitány 1 300 emberével legyőzte a 4 000 fős török sereget, és kiszabadította az általuk ejtett mintegy 150 foglyot. 48 keresztény[forrás?] és 800 török esett el a csatában, azonban az elesettek között volt négy Esterházy is. 1652. szeptemberében Nyitra vármegye 200 lovast rendelt fenntartani Újvárba.
1655 december végén Érsekújvár környékén a törökök három falut kiraboltak és a lakosságot részint leölték, részint fogságba vitték. 1661-ben és 1662-ben, valamint 1664-ben ismét Érsekújvár környékén garázdálkodtak. 1661-ben 200 embert, 1662-ben egy behódolt faluból két nemest, egy cigányt és negyven jobbágyot, 1664-ben pedig újabb 200 keresztényt vittek el, sőt átkeltek a Vágdunán, s annak partján három csallóközi falut vertek fel, a 40 éven felüli lakosságot levágták, az ifjúságot pedig foglyul ejtették.
1663-ban Köprülü Ahmed nagyvezír vezetésével a török új hadjáratra indult. 1663. augusztus 4-én két küldött hamis hírt hozott Forgách Ádámnak, hogy a törökök Párkánynál egy pontonhídon kelnek át a Dunán. Az északi oldalon már 4-5 ezer török volt, azonban a Duna áradása elvitte a pontonhidat, így a török tábor ketté lett vágva. Forgách merész vállalkozásra szánta el magát: ötezer emberével elhagyta az érsekújvári várat és elindult a török ellen. A hír azonban hamis volt, a teljes török sereg átkelt ugyanis a Dunán és elindult Érsekújvár felé. Augusztus 6-án Forgách Ádám Köbölkútnál érte el a törököt. A törökök serege 20-25 000 fő volt, Kose Ali, Gurdzsu Mehmed és a budai Sari Husszein pasa vezették a török sereget. A csata Forgách seregének vereségével végződött, melyben meghalt az újvári vár legtöbb védője is. Újvárra gyorsan segédcsapatok érkeztek Komáromból és Győrből. Augusztus 8-án a törökök a vár alá vonultak, és augusztus 18-án elkezdték a vár ostromát. Az ostrom előtt felégették a váralját és elpusztították a környéket, többek között ekkor pusztult el Lék, Gúg és Nyárhíd is. A törökök a Forgách, Zserotin és Frigyes bástyákat támadták, melyek gyengén voltak erődítve. Augusztus 26-án megérkeztek a vár alá a tatárok, majd hamarosan a kozákok és a havasalföldi, illetve moldvai fejedelem segédcsapatai is. Így az ostromló sereg teljes száma 100-120 ezerre nőtt. Szeptember 22-én két szerencsétlen robbanást követően beomlottak a falak a Frigyes bástyánál, és a magyarok szabad elvonulás ellenében szeptember 24-én megadták magukat. A várat a törökök szeptember 26-án vették birtokba. Ezután megalakították az Újvári ejáletet. Érsekújvár eleste komoly következményekkel járt. Nyitra, Léva, Galgóc, Komját, Nógrád, Drégely és Buják környéke a török portyák áldozata lett. Noha Érsekújvár csak 22 évig volt török kézen, a törökök nagy károkat okoztak a környéken. A Szent Adalbert plébániatemplomot török minaretté alakították, a református templomot pedig nagymecsetté. A katolikus templom képeit, szobrait és egyéb műkincseit kidobták és megsemmisítették. Az Újvári ejáletnek ezen idő alatt két helytartója volt: Kurd Mehmed pasa és Kücsük Mehmed pasa. A török pasák az érseki palotában székeltek. A protestáns kollégiumot továbbra is iskolaként, illetve könyvtárként használták. A ferencrendi kolostort a törökök laktanyának, a templomot lőpor- és élelmiszerraktárnak használták.

#### A felszabadítás és a városi kiváltságok

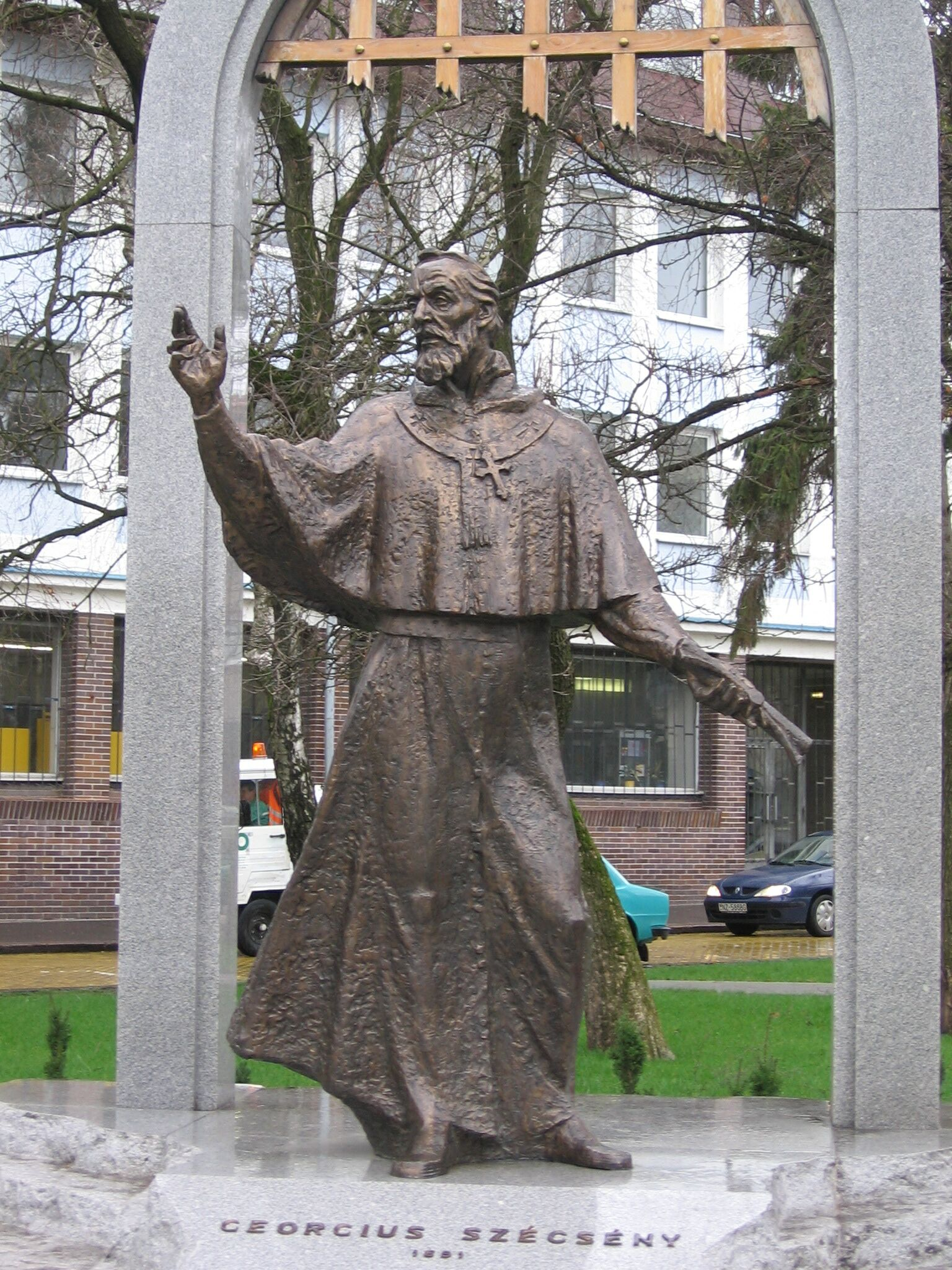
Széchényi György érsek szobra a város főterén

Az 1680-as években XI. Ince pápa és a német rendek megelégelték a török jelenlétet Magyarországon, ezért rákényszerítették I. Lipótot, hogy űzze ki a törököt. Így pápai védnökség alatt megalakult a Szent Liga, amelyhez Lengyelország, a német rendek és Velence is csatlakoztak. 1686-tól az oroszok is háborút indítottak a török ellen. 1683. október 9-én Párkány mellett vereséget mértek a Szent Liga csapatai a törökre és elfoglalták a várost, négynapos ostrom után október 28-án kapitulált Esztergom is. A gyors kapituláció miatt Kara Musztafa nagyvezír Buda vásárterén felakasztatta Ibrahim esztergomi pasát. Esztergom elfoglalásával Érsekújvár utánpótlási lehetősége megszűnt.
1685. július 7-én érkeztek meg a szövetséges csapatok Újvár alá. Hannibal Heister és Aeneas Caprara megkezdte a vár ostromát az esztergomi kapunál. Augusztusra Ibrahim vezír segítséget küldött a vár felmentésére, a segédcsapatokat azonban legyőzték Lotaringiai Károly főherceg csapatai 1685. augusztus 16-án a táti csatában. 1685. augusztus 19-én támadást intéztek a vár ellen. Reggel 7 órakor 3000 katona ostromolta meg a várat, két óra múlva a törökök kitűzték a fehér zászlót. Az ostromlók ekkor már nem törődtek a megadással és az 5000 várvédő nagy részét lemészárolták. Jacobus Tollius 1687-es útja során még mindig a szörnyű pusztítás nyomait említi az erődített várossal kapcsolatban, valamint elcsodálkozott azon, hogy az ostromló fegyverek és -művek még mindig eredeti helyükön voltak. I. Lipót a várat 1691-ben 10 ezer forint ellenében, s a fenntartási költségek állásával visszaadta Széchényi György esztergomi érseknek, aki 1691. október 29-én Érsekújvárt a vár alatti terület kivételével városi rangra emelte. Az érsek kiűzte Érsekújvárról a protestánsokat, akiknek a temploma vagy az ostrom alatt, vagy azt követően semmisült meg. A kiváltságlevélben a városhoz csatolták a már elpusztult négy középkori település (Nyárhíd, Lék, Györök és Gúg) területét is. 1733. június 6-án Esterházy Imre egyesítette a váralját a várossal. A Városi Tanács a felszabadulás után az egykori református kollégiumban kapott helyet.

#### A kuruc kor

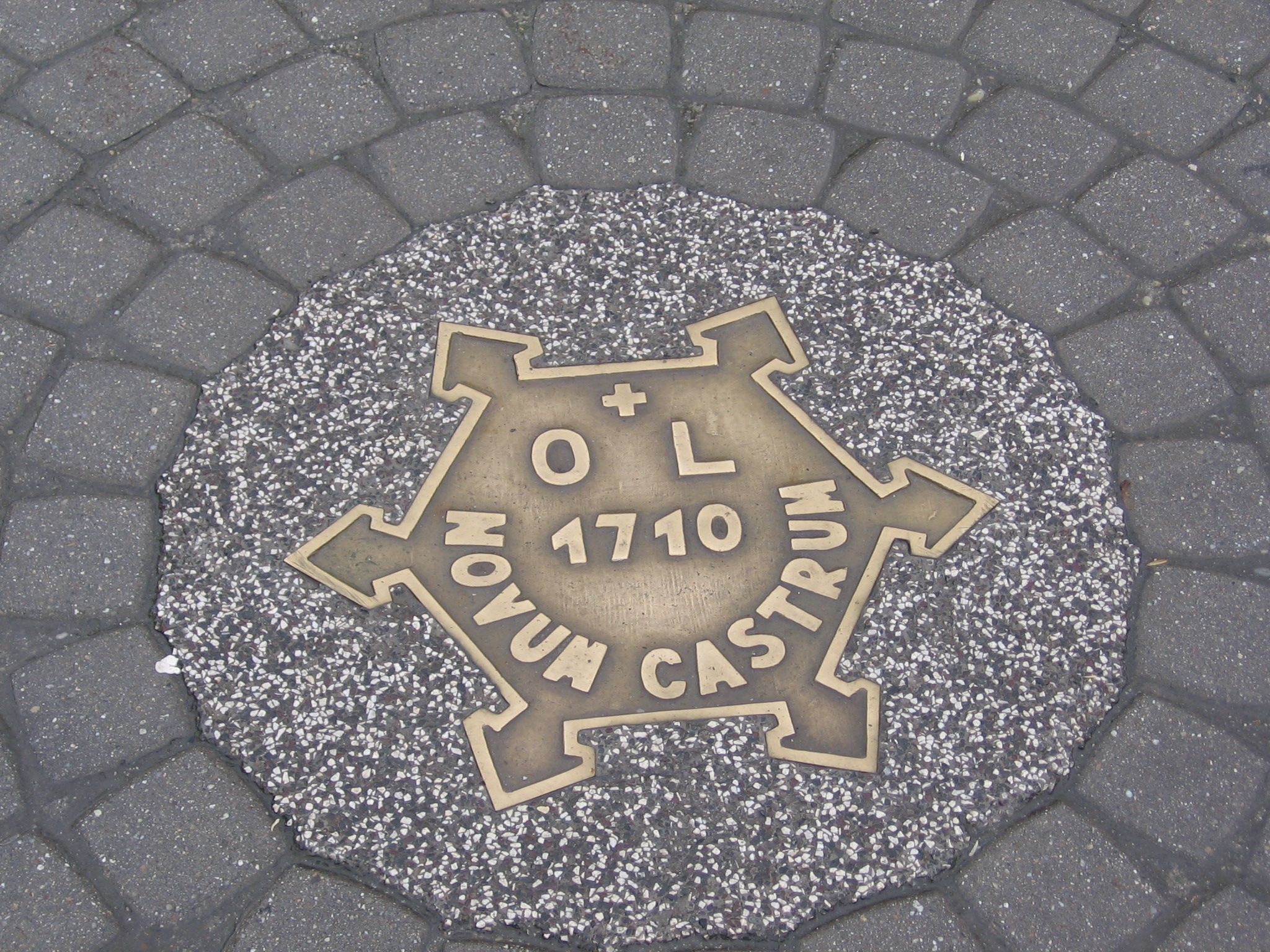
Bronz tábla Ocskay László lefejezésének a helyén a város főterén

A kuruc kor 1704-ben köszöntött Újvárra. 1704. november 16-án a várat harc nélkül birtokba vették a kurucok, majd Bottyán János lett a vár parancsnoka. 1706-ban II. Rákóczi Ferenc hosszabb ideig tartózkodott a várban. Itt írta alá 1706. május 20-án a fegyverszünetet. A kurucok itt adták ki a Mercurius Veridicus („Igazmondó Merkúr”) című hadiújság néhány számát. 1708 szeptemberében Sigbert Heister lövetni kezdte Érsekújvárt, de bevenni nem tudta. Érsekújvárral kapcsolatba hozható Ocskay László kuruc brigadéros sorsa is, aki nem sokkal a trencséni csata után állt át a császár oldalára. Jávorka Ádám hadnagy 1710. január 1-jén elfogta Ocskayt, akit Újváron hadbíróság elé állítottak, és 3-án a város főtéren lefejeztek. Ezen a helyen ma egy bronz emléktábla áll (emléktáblát készítettek már 1929-ben, 1975-ben is, amelyeket a politikai változások miatt eltávolítottak).
A császári seregek 1710. szeptember 14-én vették ostrom alá a várost, és szeptember 23-án el is foglalták. 1724–1725 között az érsekújvári erődöt III. Károly király parancsára lebontották. Ezzel véget ért az erőd 150 éves története. A vár körüli vizesárkot 1822-ben szüntették meg. Azonban a város alaprajzában máig látható a hatszög alakú elrendezés.

### A nyílt mezőváros és a boldog békeidők

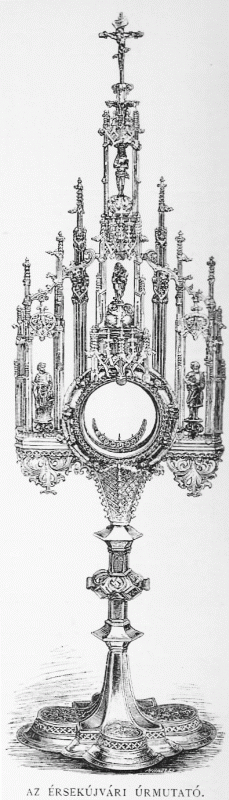
Az érsekújvári úrmutató 1886-ban

1797-től haláláig, 1813. január 15-ig Bernolák Antal volt a helyi katolikus esperes, illetve az egyházi iskola felügyelője. Szobra a főtéren található, hamvai a Szentháromság kápolnában nyugszanak, a Bernolák park mellett. Róla van elnevezve a városi könyvtár, és 1992-től az ő nevét viseli a helyi egyházi általános iskola is.
V. Ferdinánd király 1843. február 1-jén megerősítette a város címerhasználati jogát. Az 1848–49-es szabadságharcban Érsekújvár, mint nyílt város nem vett részt a harcokban, de a különböző seregek gyakran keresztülvonultak rajta. 1848-ban a jobbágyság megszüntetésével Érsekújvár önállósodott, megszűnt az esztergomi érsekhez fűződő hűbéri viszony. Ettől kezdve a város élén polgármester állt.

#### A város gazdasága és kereskedelme
A 18. században Érsekújvár főleg mezőgazdasági jellegű település volt. A 19. században került csak sor jelentősebb mértékben a kézműipar elterjedésére, bár már kisebb-nagyobb próbálkozások előtte is megjelentek. A legrégibb céhet a cserzővargák alapították, még 1609-ben. 1816-ban már 325 iparos és kereskedő működött a városban. A kereskedelmet főleg betelepült idegenek (zsidók, szerbek, görögök, olaszok és örmények) tartották a kezükben. 1848-ban alakult meg a takarékpénztár. 1872-ben megszüntették a céheket, ezután több iparegylet (szabó, kovács, kalapos, cipész) keletkezett. Ezeken kívül jelentős volt még a malomipar és téglagyártás. Az első 13 kerekű malmot még Pázmány Péter alapította itt. 1883-tól évente rendszeresen marha- és lóvásárokat tartottak. A téglagyár pedig ADK (Adler–Deutsch–Kurtzweil) jelzésű téglákat gyártott. A téglagyárat eredetileg 1889-ben alapította Kurtzweil Gáspár. Ma róla van elnevezve az újvári halastó, ahonnan eredetileg az agyagot bányászták. Kezdetben KG jelzésű téglákat gyártottak (Kurtzweil Gáspár Cserép- és Téglagyára). Eredetileg csak 30 alkalmazottat foglalkoztatott, évente 1,5 millió téglát gyártottak itt. A 19. század végén változás állt be a város mezőgazdaságában, mivel elkezdtek nagyobb mennyiségben gyümölcsöt és szőlőt termeszteni. 1900. május 1-jén indult be a Bánhegyi-féle bőrgyár, mely 1904-től már cipőt is gyártott. A gázgyár 1902-ben, a lengyár 1906-ban létesült.

#### Iskolaügy, sport és egészségügy
Az oktatás kiemelkedő jelentőségű támogatója volt Flenger Mihály (1771–1825). Az ő pénzügyi adományával alakult meg 1829-ben a róla elnevezett lányiskola. 1842-ben megalakult az algimnázium. Az első óvoda, mely hosszú ideig Nyitra vármegyében az egyetlen volt, 1843-ban nyílt meg. 1854-ben az érsekújvári tanítóképzőt áthelyezték Esztergomba. 1861-ben Simor János esztergomi érsek megalapította a Simor-leányiskolát. 1911-ben átadták a gimnázium új épületét, melyben ma a szlovák tannyelvű gimnázium székel.

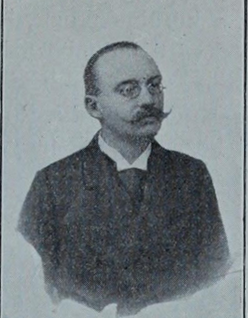
Dr. Dohmann István

1907-ben alakult meg az ESE, az Érsekújvári Sport Egylet.
A városban az 1700-as évek elején pestis, 1831-ben kolera pusztított. A városban az első gyógyszertár 1764-ben nyílt meg. A városban ispotály is nyílt, amelynek azonban nem a gyógyítás volt a fő feladata, hanem a betegekről, idősekről és magatehetetlenekről gondoskodtak itt. Érsekújvárnak sokáig nem volt saját orvosa. Még 1803-ban is a sebészeti beavatkozásokat népi felcserek végezték. Az Érsekújvári Kórház megépítéséhez szükséges anyagi háttér megteremtésében Kapisztóry Ferenc (1818–1900) vállalt osztályrészt. A kórház építése 1894-ben kezdődött és 1896. június 1-jén adták át. Az első igazgatója Dr. Dohmann István volt. Egy kivételével a kórház ápolónői a Páli Szent Vince által alapított szerzetesrend tagjai, az Irgalmas Nővérek voltak. Az országos jelentőségű Érsekújvári Egyetemi Kórházat 1969 és 1982 között építették.

#### Közlekedés
1850-ben nyílt meg a forgalom előtt a Párkánynána-Pozsony között a vasútvonal. Ezzel megteremtődött a vasúti összeköttetés Bécs és Pest között, melynek egyik csomópontja Érsekújvár lett. 1902-ben alapították a városban a postát.

#### Más nemzetiségek megjelenése

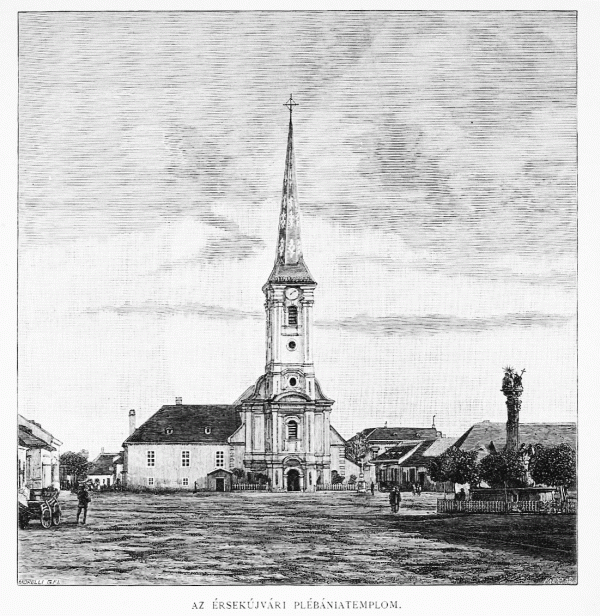
A főtér 1886-ban

A cigányok 1782-ben telepedtek le Érsekújvárott, és megalapították a pérót (ezt az 1960-as években számolták fel). 1856-tól 1868-ig cigányiskola is működött a városban. A zsidók csak 1840-től telepedhettek le. 1859-ben épült fel a neológ zsinagóga (ez a második világháború alatt megsérült, majd lebontották). A hitközségben beállt szakadások miatt 1880-ban ortodox zsinagógát is építettek a városban.

#### Katonaság
1850-től a városban lovasezred állomásozott. 1893-ban felépítették a huszárkaszárnyát.

#### A magyar millennium
A millenniumot kicsit megkésve ünnepelték a lakosok, hiszen a tervezett Kossuth- és Czuczor-szobrok csak 1906-ra lettek készen. Mindkettő Székely Ernő szobrász alkotása volt. 1906-ban a Rákóczi-szabadságharc 200. évfordulójának alkalmából mindkét szobrot felavatták a főtéren, amely akkor vette fel a Kossuth tér nevet. Emellett a város három emléktáblát is készíttetett Tóth András debreceni szobrásszal: Bottyán Jánosnak a Népbank épületén, II. Rákóczi Ferencnek az érseki palotán (1703-ban itt lakott), Bercsényi Miklósnak pedig a ferences kolostor (1704–1708 között itt lakott) falán. Ezen emléktáblák közül már csak Bercsényié van meg, az érseki palotát 1945 után lebontották, a Kossuth-szobrot 1919-ben ledöntötték. A régi Czuczor-szobor 1945-ben tűnt el. Az evangélikus templom 1905-ben épült.

### Azelső világháború,Csehszlovákiaés azelső bécsi döntés

#### Az első világháború vége
Az első világháborúban a település nem sérült meg különösebben. Érsekújvár számára az első világháború vége új háborút hozott. A csehszlovák hadsereg (a mai Dél-Szlovákiában gyakorlatilag kizárólag csehekből állt) megérkezését a városba megelőzte egy rablóbanda, mely fosztogatott Érsekújvárott:
Meglepő epizód volt a Virág-féle rablóbanda. A banda azt a célt szolgálta, hogy a csehek előtt betört egy-egy városba, ott a fölállított gépfegyverekkel, tüzekkel pánikot keltett. A megrémült lakosság a közelben levő cseh katonasághoz fordult segítségért. Olyan jegyzőkönyveket vettek föl, hogy a cseheket egyenesen úgy hívták be a városba, mint rendcsinálókat. Ezek a jegyzőkönyvek állítólag az antant főbizottsága elé kerültek.

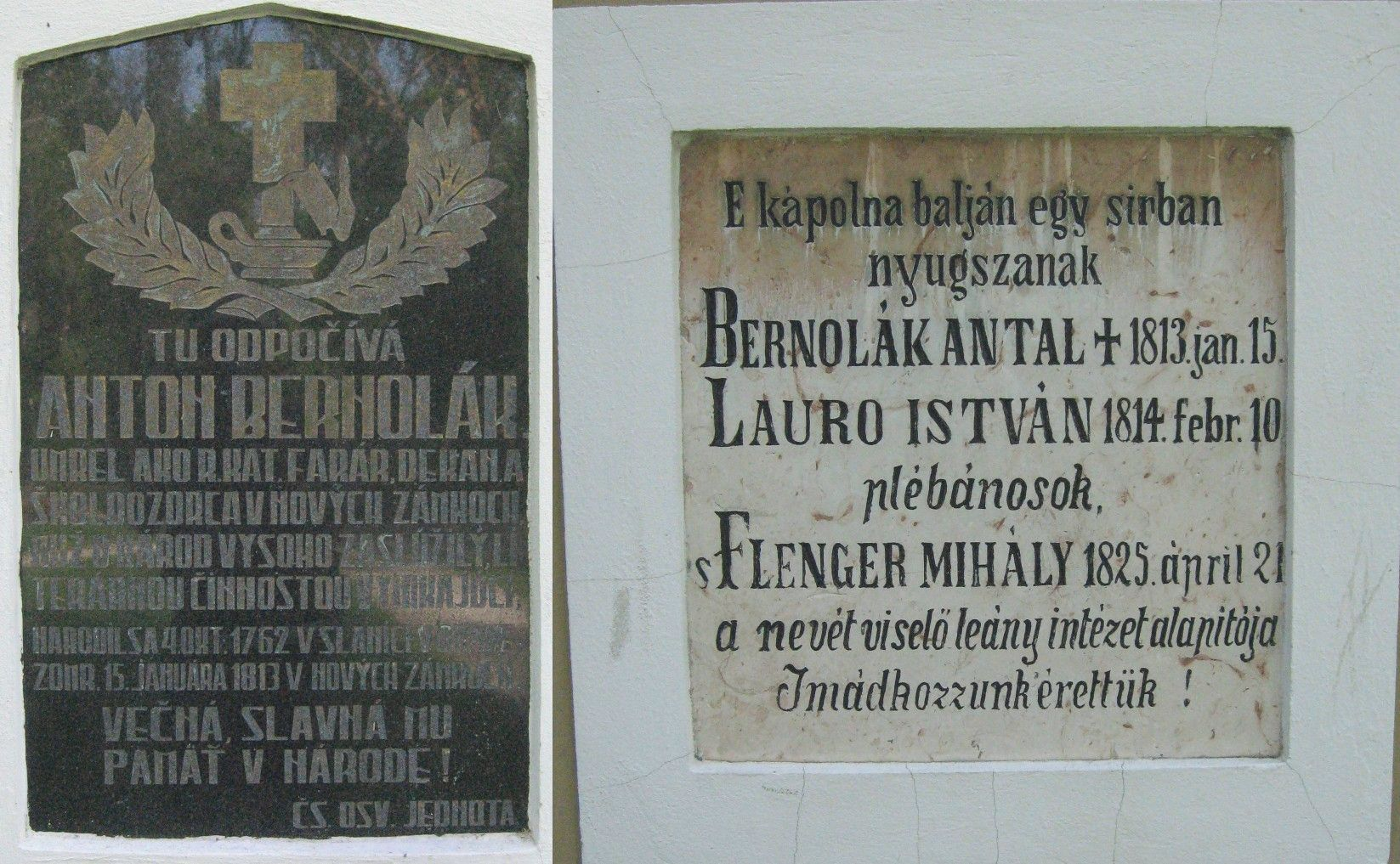
Bernolák Antal szlovák író és Flenger Mihály iskolaalapító emléktáblái

Az érsekújvári levéltárban található csehszlovák források szerint a rablóbanda az egykori honvédségből állt össze, amelynek eredeti célja a csehszlovák seregek megállítása volt a tornóci hídnál. Egy kis összecsapás után azonban a magyar katonák szétfutottak, majd részint rendezetlenül visszatértek a városba, ahonnan az éjszaka folyamán a város trezorjával a polgármester a rendőrség biztosítása mellett Komáromba menekült. Így a város védtelen maradt a fosztogatással szemben. A csehszlovák sereg elől a banda kocsikkal megrakodva Komárom felé haladt tovább, ahol azután elfogták őket.

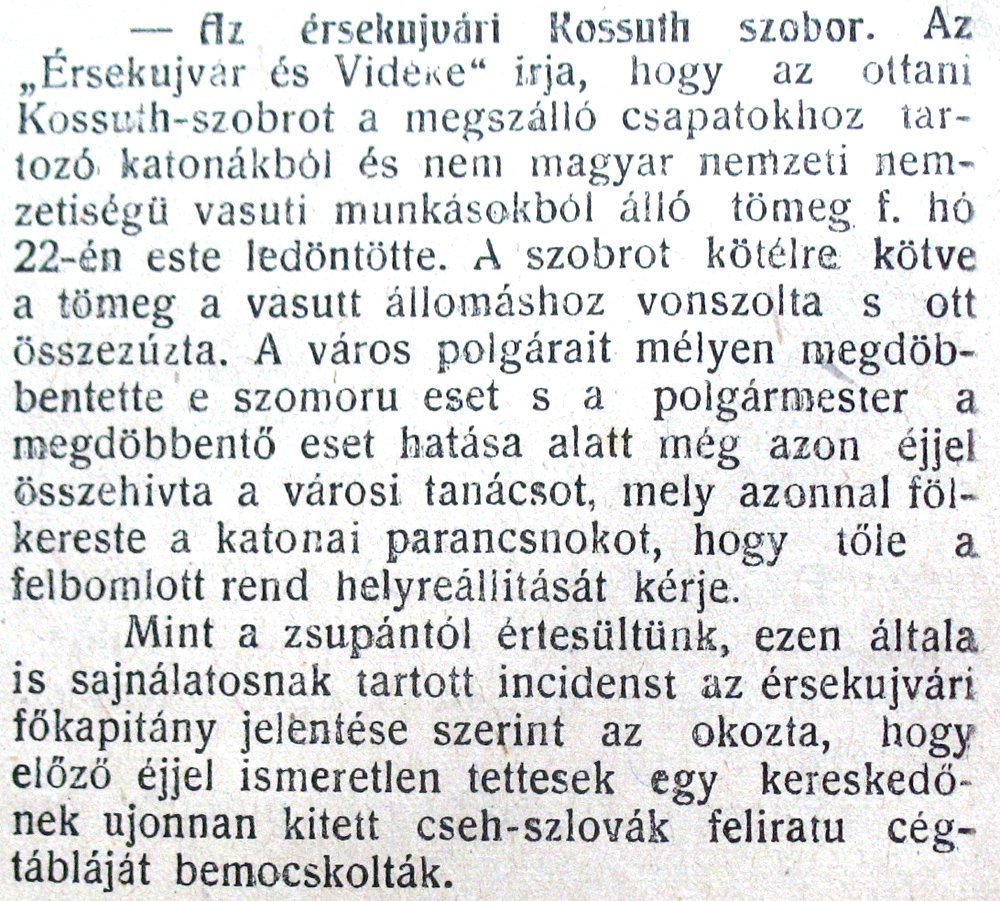
A Kossuth szobor ledöntésének körülményeiről a Komáromi Lapokban

1919. június 3-án elfoglalta a várost a Magyar Vörös Hadsereg, azonban június 19–20. között a csehek ellentámadásában Érsekújvár elesett. Cseh oldalról elesett Jiří Jelínek őrnagy. Az új államhatalom rendeleteket foganatosított a magyarság ellen. Ledöntötték a Kossuth- és a Czuczor-szobrot, fokozatosan leépítették a magyar iskolahálózatot.

#### A két háború közti időszak
- 1920-ban megnyitották az első szlovák nyelvű osztályt. 1921-ben az állami gimnáziumot reálgimnáziummá alakították. 1924-ben megalapították az első állami népiskolát és polgári iskolát a Czuczor Gergely utcában. 1925-ben a gimnáziumot átvette a várostól a csehszlovák állam. Az 1935/1936-os tanévre már sikerült elérni, hogy több diák tanult a szlovák tagozaton, mint a magyaron.
- 1921-ben a Szokol Testnevelési Egylet elkezdte építeni a Szokolház nevű sportházat. 1922-ben emellett avatták fel az elesett legionáriusok emlékművét.
- 1923. január 1-jétől Érsekújvárt nagyközséggé degradálták, bár Városi Tanácsát megtarthatta. Ugyanebben az évben szlovák nyelvű emléktáblát avattak Bernolák Antal sírjánál.
- 1923-ban megjelent Érsekújvárott az első autóbusz. Felépült a Baťa üzletház. A Bláha és Aranyoroszlán Szállók tovább működhettek.

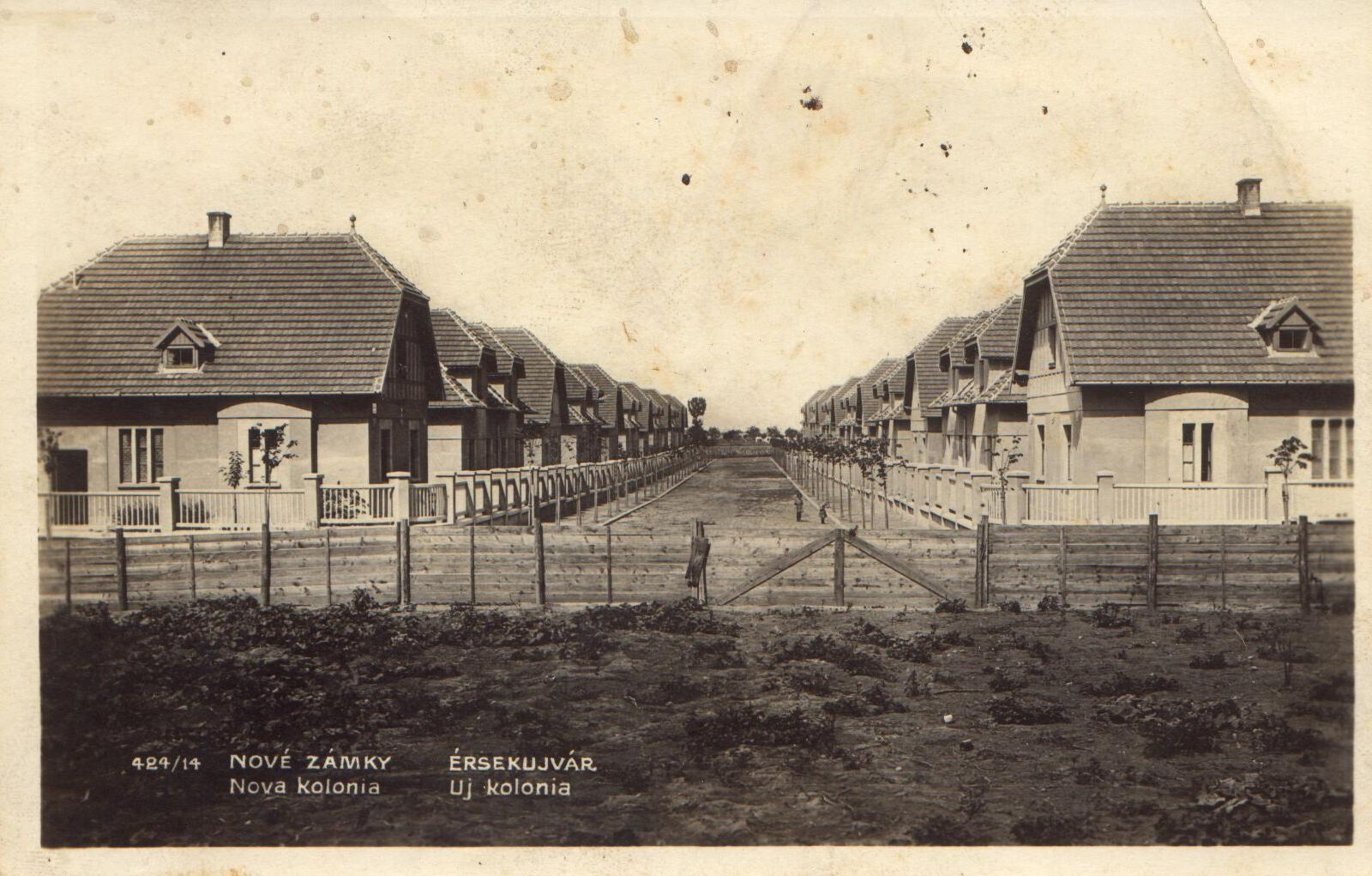
Új építkezések Érsekújvárott 1930 körül

- 1924-ben kiépítették a vasutasnegyedet (a háború alatt lebombázták, ma a három hidak után városrész), ahová betelepített lakosokat költöztettek a nemzetiségi arány javítása céljából.
- 1928-ban vezették be az elektromosságot, és ebben az évben helyeztek el emléktáblát Ján Majzon szülőházán. 1931-ben a zlíni Baťa Tamás megvette a helyi bőrgyárat, és további fejlesztéseket hajtott végre benne. 1932-ben Baťa repülőteret is épített itt. Ugyanebben az évben látogatott el Móricz Zsigmond is Érsekújvárra. Felesége, Simonyi Mária ugyanis érsekújvári származású volt.
- 1933-tól fűszergyár is működött itt.
- 1934-ben megalapították a Matica slovenská helyi kirendeltségét.
- 1935. augusztus 18-án az egykori vár néhány kövének felhasználásával a Czuczor Gergely utcán emlékművet avattak a török uralom alól való felszabadulás 250. évfordulójának emlékére.
- 1936-ban múzeumot létesítettek az Aranyoroszlán Szállóban.
- 1937-ben a Bernolák téren szobrot emeltek Bernolák Antalnak.
- 1938-ban Tatarik Emil (1887–1957), a csehszlovák sakktársaság tagja, megnyitotta a Strandot – a helyi szabadtéri fürdőt, mely a város északi részén helyezkedik el, a Nyitra folyó két ága között.

#### Azelső bécsi döntésés amásodik világháború

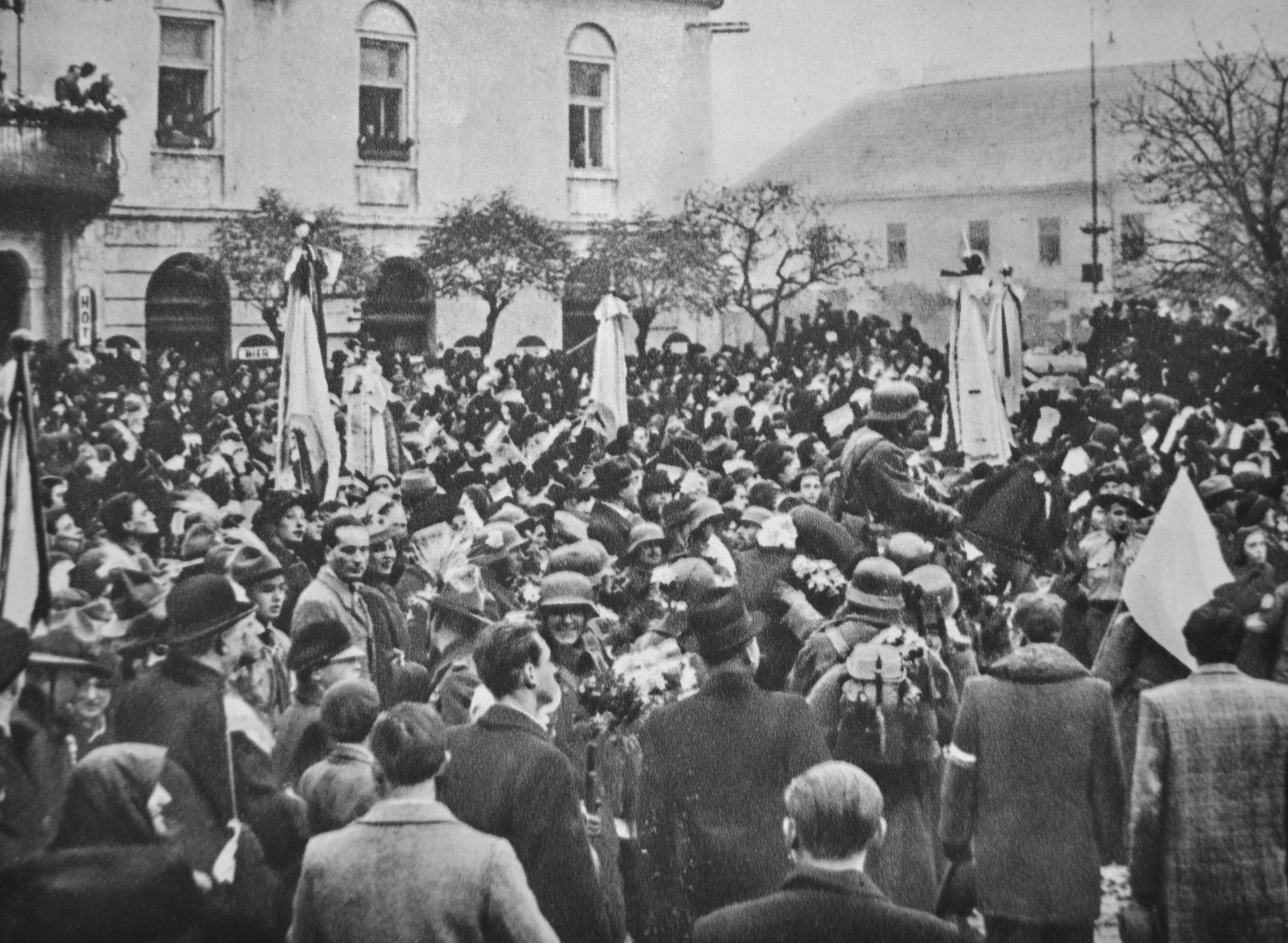
A főtér 1938 novemberében

1938-ban Érsekújvár volt a Felvidék 4. legnagyobb városa Pozsony, Kassa és Nagyszombat után. Az első bécsi döntés értelmében 1938. november 8-án Érsekújvár visszakerült Magyarországhoz. A magyar csapatokat ünneplő tömeg fogadta a város főterén. A bevonuló magyar csapatok ledöntötték a legionáriusok emlékművét. A Szent Jobbot szállító aranyvonat 1939. április 30-án érkezett Érsekújvárra.
Érsekújvár 1939. július 15-étől megyei város lett.
A református templomot 1942-ben adták át. A templomot 1957-ben újították fel. A gimnáziumot visszanevezték Pázmány Péter Gimnáziumnak. 1944. március 19-én a Margaréta-terv értelmében a német katonaság elfoglalta Magyarországot.

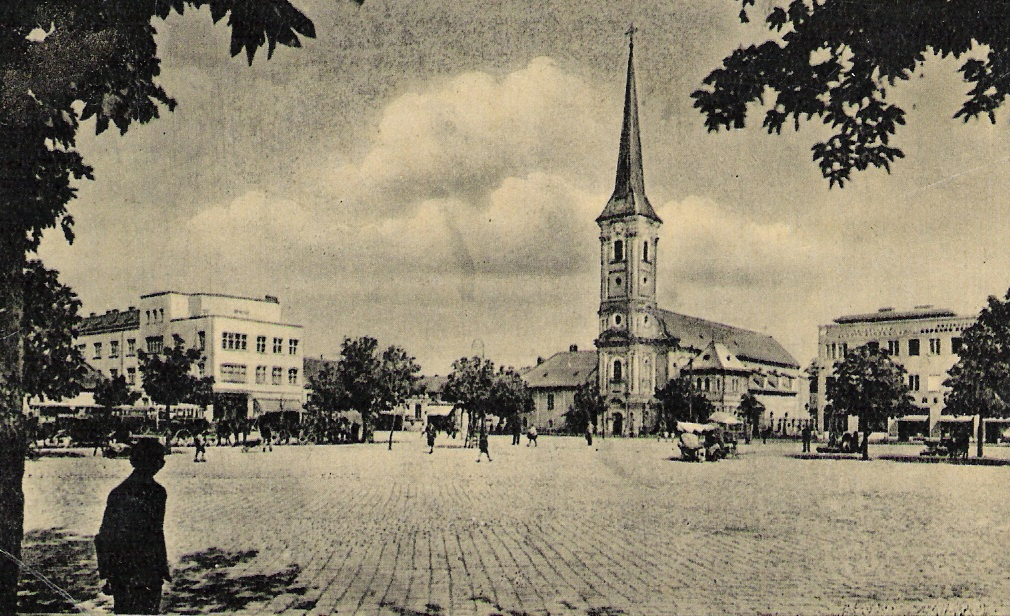
Érsekújvári képeslap az első bécsi döntés után 1940-ből

Megkezdődött a holokauszt. 1944. július 13-án az újvári zsidóságot koncentrációs táborba szállították. A 4800 zsidóból 4386 meghalt Auschwitzban. A zsidókat az Érsekújvár-környéki falvakból és Szencről is Érsekújvárott gyűjtötték össze, ahonnan azután a koncentrációs táborba szállították őket.

#### A bombázások
A második világháborúban a mai szlovákiai városok közül Érsekújvár volt a legbombázottabb város. Angol és amerikai gépek összesen három alkalommal bombázták a várost ebben az időben. Két bombázás volt 1944 őszén: 1944. október 7-én és 14-én. Október 14-én szőnyegbombázással a vasútállomás teljes környékét megsemmisítették. A mozdonyház területén 364 lövedék-krátert számoltak meg. Csak a víztorony maradt meg nagyobb sérülések nélkül, miközben 40 mozdony, 1 370 megrakott vagonnal megsemmisült.
A legtragikusabb a harmadik bombázás volt 1945. március 14-én (két héttel az oroszok bevonulása előtt), amikor az angol-amerikai repülők 700 bombát dobtak a városra. A város kétharmad része elpusztult, a bombázások következtében 4000 lakos halt meg, 6 000 lakos maradt fedél nélkül, 3 394 házból 2 023 lakóház pusztult el. A legtöbb történelmi épület elpusztult, vagy 1945 után lebontották őket. Az eltűnt épületek közé tartozik a városháza, az Arany Oroszlán Szálló, a várkapitány háza, az érseki palota (mely a török pasák és II. Rákóczi Ferenc székhelye volt), a neológ zsinagóga 1858-ból, a Zserotin téri zsidó polgári iskola épülete. A Fő tér régi épületei közül csak a két templom és a ferences kolostor maradt meg. A bombázások során keletkezett romokat még 1946-ban is takarították. Az érseki palota csak gyengébben sérült, ennek ellenére az akkori városi tanács a lebontása mellett döntött, hasonlóan jártak el az impozáns neológ zsinagóga esetében is, melynek a hajója megsérült, a tornyai azonban sértetlenek maradtak, végül azonban ez is lebontásra került.
1945. március 29-én a II. ukrán front elérte a várost, így Érsekújvárott befejeződött a második világháború.

### Kitelepítések, kényszermunkák, a szocializmus ideje és rendszerváltás
1945 után sem köszöntött Érsekújvárra a béke. Az önkormányzatot megszüntették, majd helyette egy főleg idegenekből álló Közigazgatási Bizottságot hoztak létre, melyet a Szlovák Nemzeti Tanács nevezett ki. 1945. április 24-től kezdődően a városban Járási Nemzeti Bizottság működött. Ekkor a szlovák lakosság 50%-a a Demokrata pártra, 40%-a a Kommunista pártra, 8%-a a Munka Pártra és 2%-a a Szabadság Pártra szavazott.
A háború befejezését követően egyfajta „népvándorlás” volt jellemző egész Európára. Érsekújvár vidékére is elsősorban olyan betelepülők érkeztek Észak-Szlovákiából, akik a náci kollaboráns Szlovák Állam idejében aktív politikai tevékenységet folytattak. Itt aztán mint a szlovakizáció képviselői tevékenykedtek.
1947–48-ra megérett a helyzet a magyar lakosság kitelepítésére is. Mivel erre Beneš a németek kitelepítésével ellentétben nem kapott nemzetközi jóváhagyást, ezért csak lakosságcseréről lehetett szó. A csehszlovák-magyar lakosságcsere elsősorban a tehetősebb polgárokat érintette. 1946-ban felállították Újvárban a Körzeti Betelepedési Hivatalt, amely az Érsekújvári, Ógyallai és Verebélyi járásokban bírt joghatósággal. Magyarországra 252 családot telepítettek ki, melyből 132 család birtokolta az újvári határ 45%-át. Helyükre 244 család (1500 személy) érkezett Békéscsabáról.

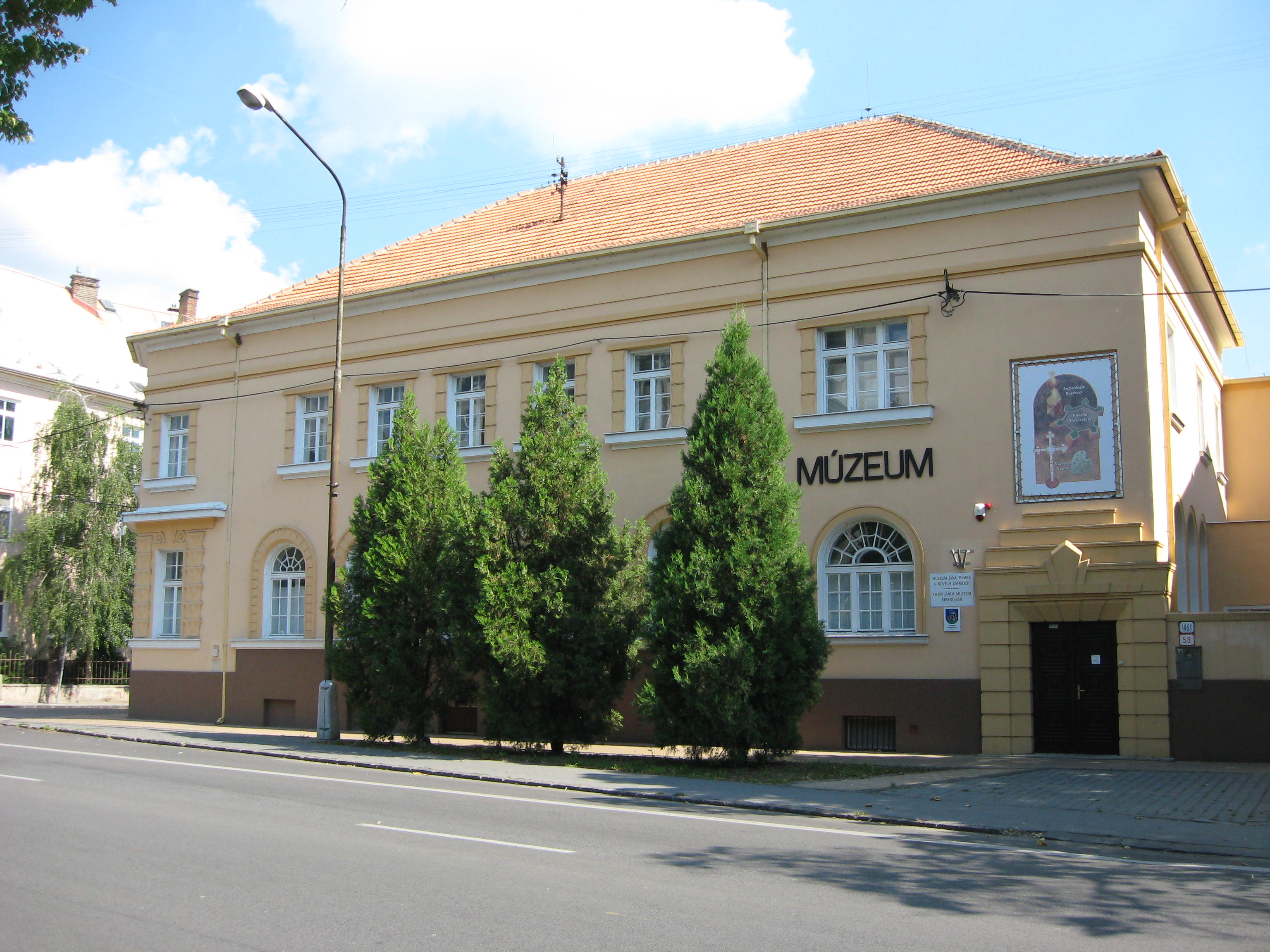
A Thain János Múzeum

Az érkezőket anyagi jólétről biztosították, melyet meg is kaptak. Ez később konfliktusforrás lett, mivel az újonnan érkezettek nem értettek a földműveléshez, felélték a nagy házakat, majd általában a földekkel együtt drága pénzen továbbadták őket. Így a mezőgazdasági termelés visszaesett. Míg a kitelepítettek római katolikusok voltak, a betelepülők evangélikusok. A reszlovakizáció emellett folyamatosan zajlott. A hivatalos állami ideológia szerint Szlovákiában nem éltek magyarok, csak az 1000 éves elnyomás alatt elmagyarosított szlovákok. Így a helyi lakosságot arra bírták rá, hogy vallják magukat szlováknak. Aki ezt vonakodott megtenni, azt kényszermunkára és kitelepítésre ítélték a Szudétavidékre. Az első reszlovakizációs dekrétumot 1948. január 11-én adták ki.
1948 februárjában kormányválság keletkezett, a Demokrata Párt megerősítette kereszténydemokrata irányultságát, a szociáldemokraták viszont megerősítették a szövetséget a kommunistákkal. Ezen kormányválság eredményeképp kommunista kormány alakult. Újvárban is megalakult a Járási Akciós Bizottság, mely február 28-án felvonulást tartott. A kommunista párt rövid időn belül betiltotta a többi pártot. Elkezdődött a kollektivizálás, az államosítás és a vallás üldözése.
Az országban elsőként 1949. március 20-án itt alapították meg a csehszlovákiai magyarság kulturális szervezetének, a Csemadok-nak első alapszervezetét. 1948-ban Dél-Szlovákia egyik legnagyobb gyárát, a Baťa cipőgyárat államosították. Ezt hamarosan átépítették az elektrotechnikai Elektrosvit gyárrá. Több új vállalatot is alapítottak a városban, köztük a Milexet (tejüzem), a Vunart, a Slovliket és a Teslát (elektrotechnikai). Felépült az új híd, ismét felépült a lebombázott vasúti negyed (a köznyelvben csak: "három hidak után"), átadták az új kórházat. Ez a gazdasági fellendülés a 60-as évek közepéig töretlen volt, azután lassult.
Az 1968-as eseményekbe a helyiek röplapok terjesztésével (Szocializmus Emberi Arccal) kapcsolódtak be. 1968. augusztus 20-án a Varsói Szerződés államai elfoglalták az országot. Elkezdődött a normalizáció. Erre az időre esik a lakótelepi építkezések nagy része. A Jednota bevásárlóközpont építését 1971-ben kezdték meg és 1976-ban adták át.
1989-ben Érsekújvár Fő terén is volt egy gyűlés, melyre a Nyilvánosság az Erőszak Ellen nevű párt tagjai is eljöttek. 1990 júniusában megalakult Érsekújvárott is az önkormányzat. 1993. január 1-jétől, Csehszlovákia felbomlásával a város a Szlovák Köztársaság része lett. 1996-ban a köztársasági elnök látogatott a városba. A Fő téren újra felállították a Szentháromság-szobrot, több személyt rehabilitáltak. Emlékművet avattak a deportált zsidóknak és a második világháború befejezésének 50. évfordulójára. Megépült az új kultúrközpont, a vásárcsarnok, és a Millennium sportcsarnok.

## A város jelképei

### Címer
A város címerében zöld mezőben ezüst színnel a csillag alakú vár van ábrázolva. A címerkészítők címertanilag a várat egyedülállóan jelenítették meg, mivel a címerben láthatók a bástyák elővédművei is, melyekből összesen hat darab van háromszög alaprajzzal. A címer közepén kör alakú főteret ábrázoltak, melyből hat irányba indulnak ki az utak a bástyák irányában. A címert először V. Ferdinánd király 1843. február 16-ai címerlevelében engedi használni. A miniatúrába azonban olyan elemek is belekerültek, melyek a heraldika szabályainak ellentmondanak, nevezetesen zöld mezőben piros erőd és klasszicista ábrázolási elemek.
A címerhasználatot 1979. december 11-én újították meg. A várat egy kora gót pajzsba helyezték, ami kicsit anakronisztikus, hiszen a kora gót pajzs használata a 14. századra tehető, a várat pedig a 16. században kezdték építeni. A pajzsot később kicserélték alul ívelt késő gót pajzsra, amely már megfelelő.
A címer használata:
- a város pecsétjén,
- a polgármester jelképeiben,
- a tiszteletbeli polgár és egyéb emléklapokon,
- az érsekújvári Városi Hivatal épületén,
- a város tanácskozó és ülésező termeiben,
- a város területének megjelölésében,
- a városi képviselők és a Városi Hivatal dolgozóinak igazolványán,
- a Városi Rendőrség és Tűzoltóság egyenruháin és járművein.

A címer használatát írásos dokumentumokon, illetve a címeres pecséteket csak akkor alkalmazzák, ha a város szerveinek döntéseiről, illetve rendelkezéseiről van szó, valamint különleges események alkalmával. Címerrel ellátott levelezőpapírt csak a Városi Hivatal és a polgármester használ. A város címerének számít a címer egyszínű megjelenítése fémből, kerámiából vagy egyéb anyagból. A városi címert a polgármester előzetes engedélye alapján ingyenesen jogi és magánszemélyek is használhatják, ha a város népszerűsítéséről és képviseletéről van szó. A térítési díjat a címer vállalkozói célokra történő felhasználására a Városi Tanács szabályozza.

### Pecsét
A városi pecsétet a címer alkotja, mely körül Mesto Nové Zámky (Érsekújvár város) felirat látható. A pecsét a polgármesternél van letétben.
A pecsét használata:
- jelentős dokumentumok és rendelkezések hitelesítésére,
- a tiszteletbeli polgár emléklapon,
- egyéb, a polgármester vagy a Városi Tanács által meghatározott esetekben.

### Zászló
A városi zászló két vízszintes sávból (fehér és zöld) áll, melyek magasságának aránya 1:1. Fordítottan helyezkednek el a színek Vágújhely zászlóján. A felső sáv ezüst vagy fehér, az alsó sáv zöld. Hasonlóan, mint az ország más városainak zászlói, az érsekújvári is úgynevezett fecskefarokban végződik (arányai 2:3). A zászlót a polgármester és a város szervei használják hivatalos és ünnepélyes alkalmakkor olyan módon, hogy a hivatali épületeken vagy azon épületeken, melyekben az eseményt megrendezik, kifüggesztik. A zászló használatát a polgármester szabja meg. Ha a városi és állami zászlót együtt használják, a két zászlót azonos magasságban függesztik ki és az állami zászló elölnézetből a városi zászló bal oldalán van.
A városi zászló használatánál be kell tartani:
- a zászlón nem lehet semmilyen szöveg, ábrázolás, kép, szalag,
- a zászlótartó oszlopon a városi zászlót kivéve nem lehet más zászló,
- a városi zászlót tilos használni sérült vagy piszkos formában.

## Legendák, mondák, történetek

### Az érsekújvári cigányzenekar

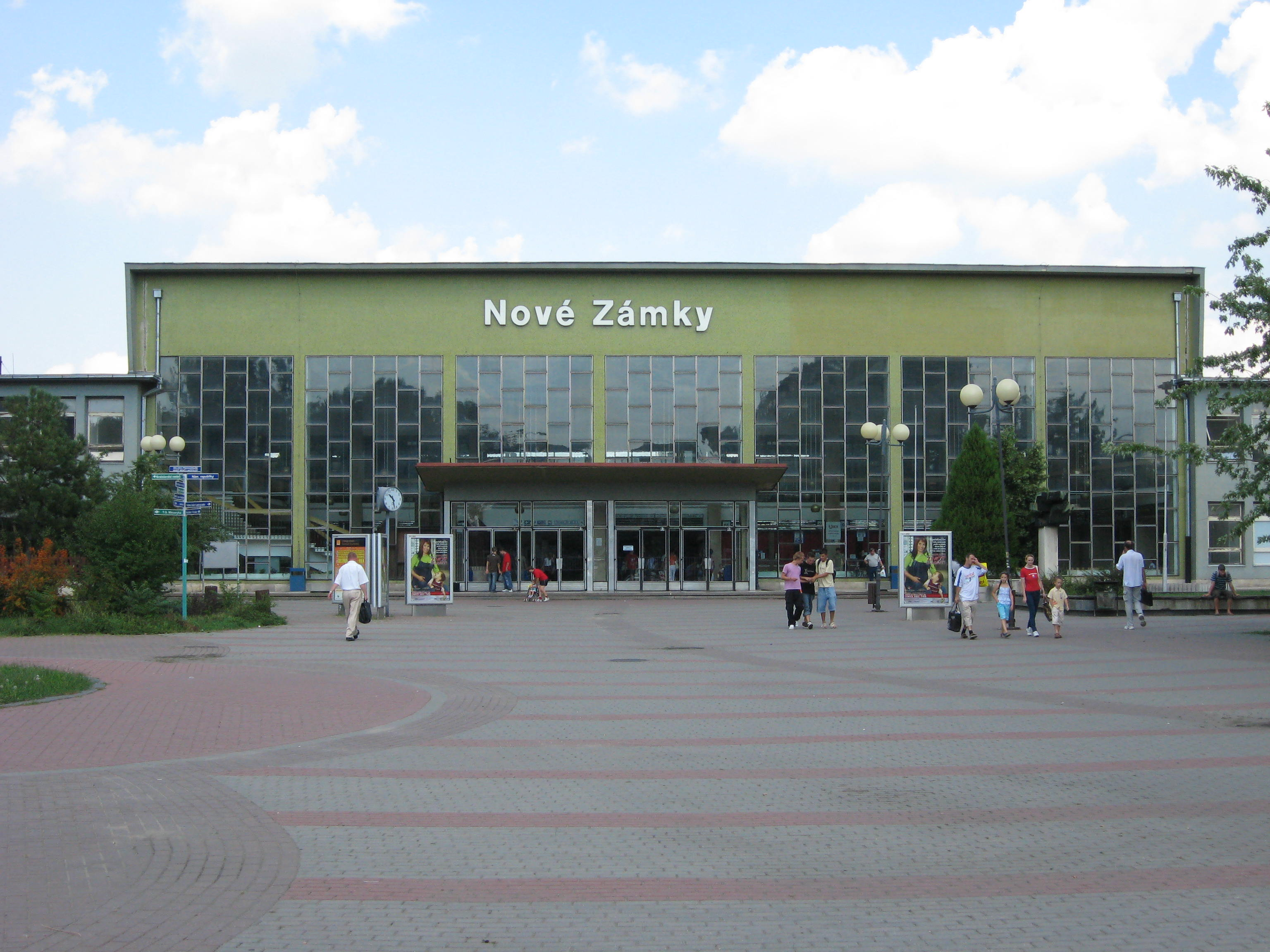
Az érsekújvári új vasútállomás, amelyet 1966–1971 között Fifík építész tervei szerint építettek

1900-ban, miután megépült az Érsekújvár-Nagysurány vasútvonal, Érsekújvár jelentős vasúti csomópont lett.
Az eredeti érsekújvári vasútállomás középen földszintes, két oldalt pedig kétszintes épület volt, mely a 19. században a nagyobb méretű épületek közé tartozott. A vasúti étkezőnek 24 órás nyitvatartása és 1919-ben hatvan alkalmazottja volt, száz férőhellyel.
Már a 18. század második felében cigány családok telepedtek le a városban. Az első írásos emlékek a cigányokról 1775-76-ig nyúlnak vissza. A városi krónikában 1783-ból találunk egy bejegyzést, amikor is a cigányokat két csoportra osztják: az egyik csoportot az "új városi jobbágyok" alkotják, a második csoportba pedig 13 család tartozott, akik báránynyíróként dolgoztak. Őket az Esztergomi érsekség telepítette le 1782-ben, hogy így mentse meg őket a kivégzéstől, mely a Honti per miatt várt rájuk. 1843-ban az érsekség kezdeményezésével jött létre az első cigány polgári iskola is, amely 1865–1868-ig működött.
A cigányság leggyakrabban kovács mesterségben (és rokon foglalkozásokban: lakatos, fúró-, szög-, kazánkészítő), valamint agyagfeldolgozásban (téglakészítő) talált munkát. Különleges csoportot alkotott a kereskedelemmel foglalkozó cigányság, akik elsősorban baromfi-, tojás-, gyümölcs-, zöldség-, vasáru-, de disznó- és lókereskedelemmel is foglalkoztak. A cigányok felvásárolták a régi ruhákat, rongyokat és csontokat is. Néhány cigány dolgozott mint napszámos mezőgazdasági munkákban is, azonban a 19. század végére a többségük a keletkező iparban talált megélhetést.

El nem hanyagolható azonban a muzsikus cigányok csoportja sem. 1854-ben Érsekújvárott 43 cigánycsalád élt, 218 taggal, akik közül 22 zenész volt. A 19. század végén Kolompár Komlós Lajos érsekújvári származású cigányprímás nemcsak otthon, hanem Bécsben, Budapesten, Londonban, Berlinben és Drezdában is ismert lett. A 19. század második felében az újvári vasútállomás jellegzetessége lett a helyi cigányzenekar, mely a „Rákóczi-indulóval“ fogadta a beérkező és távozó vonatokat. Ez a jó szokás fennmaradt egészen az első világháború végéig, bár a Bach-korszakban be volt tiltva. Az első világháború után a bevonuló cseh csapatok a magyar cigányzenét betiltották. 1938-tól aztán 1944-ig ismét játszhattak a cigányok. A világháború után aztán többet senkinek nem jutott eszébe ezen szokás felújítása. A cigányzenekar alapításáról a következő legendák maradtak fenn:

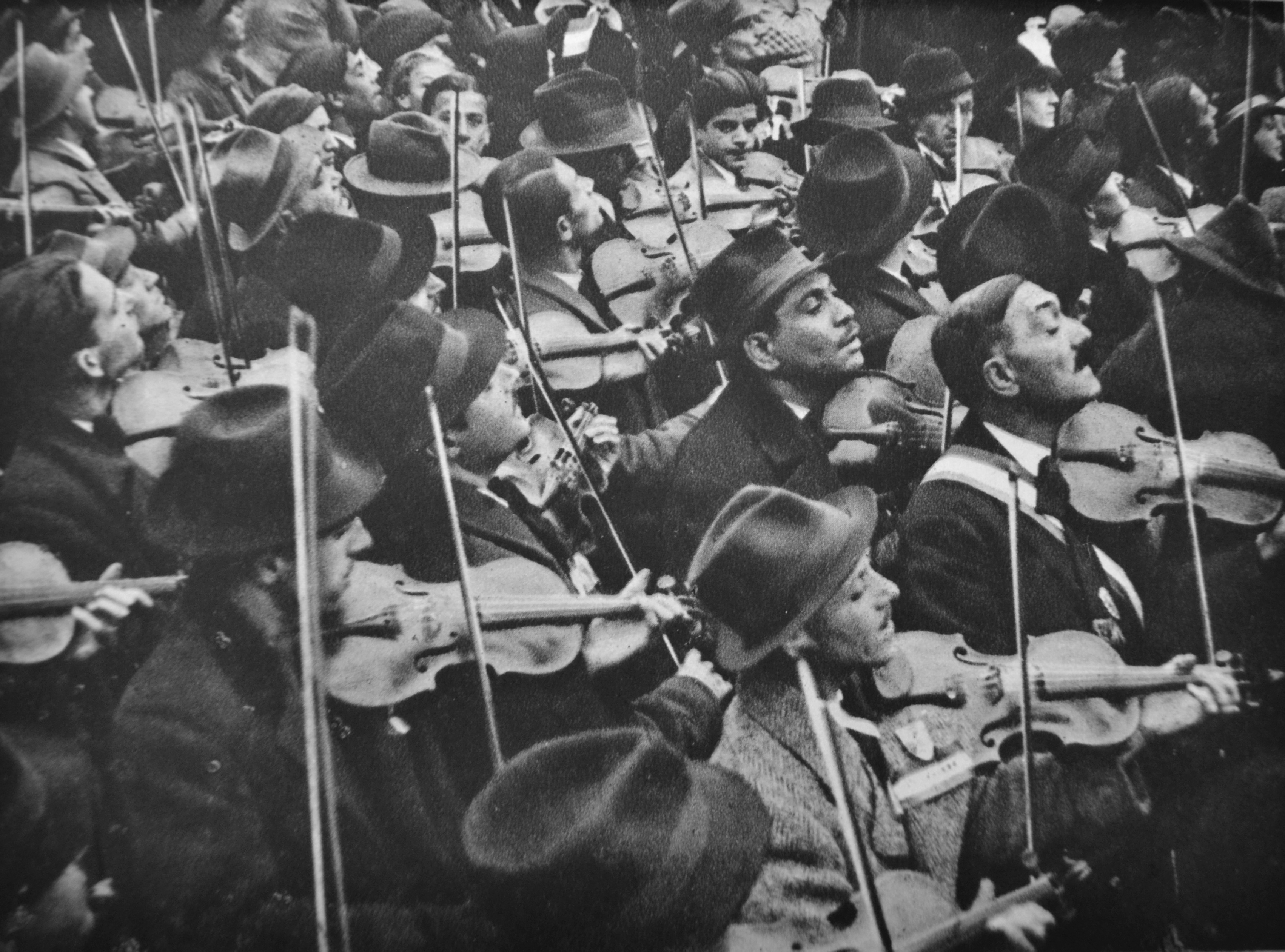
A főtéren 1938. november 8-án ismét játszhatnak a cigányok

A legenda szerint egy újvári származású esztergomi kanonok nagyon szeretett szerenádokat adni beöltözése előtt. Végrendeletében ezért a vagyonát az újvári muzsikus cigányokra hagyta, akiknek meghagyta, hogy az újvári állomáson mindig cigányzenével fogadják és búcsúztassák az utasokat.
Egy másik történet szerint az Érsekújvár környéki vadászatok adták a cigányzene alapját. A vadászatok után az urak bejöttek mulatni a városba. Mivel az urak szerették a cigányzenét, gyakran kérték a prímást. Így esett meg, hogy a mulatságokon az akkori idők leghíresebb bandája játszott, Kolompár Komlós Lajos vezetése alatt. Az egyik urat azonban ki kellett a bandának kísérni az állomásig és míg el nem ment a vonat, addig játszaniuk kellett. A muzsika a vonat utasainak is tetszett, ezért pénzt dobtak a cigányoknak. Ekkor az úr így szólt Ugron Gábor Lajos prímáshoz: „Ezt megcsinálhatjátok máskor is.” Azóta napi négy alkalommal játszott a cigányzenekar az újvári állomáson.
A harmadik legenda szerint Teleki Sámuel, a híres Afrika-kutató tért haza egyszer és az újvári állomáson utazott keresztül. Amikor a vonat beért az állomásra, megcsapta a fülét a cigányzene. Kinézett az ablakon és látta, hogy valamilyen oknál fogva a cigányok éppen a vendéglőben zenéltek. Annyira megörült, hogy hosszú évekig tartó utazása után ismét hall otthoni cigányzenét, hogy rögtön alapítványt tett, melynek járulékából bizonyos összeget kap az a cigányzenekar, amely az utasokat zeneszóval köszönti.
Sokan hallották az újvári cigányzenét. Az átutazó perzsa sahnak a perzsa himnuszt is eljátszották. A hagyomány úgy tartja, hogy Erzsébet királyné is átutazott Érsekújváron, és nagyon meghatotta a cigányzene.

## Gazdaság
A város gazdasága a múltban nagyrészt a mezőgazdaságra épült. Bár a cserzővargák már 1609-ben megalapították itt első céhüket, az ipar és a kereskedelem igazán csak a 19. században terjedt el. Kassák Lajos is egy érsekújvári lakatosműhelyben inaskodott. A 20. század elejére a város legjelentősebb iparága a bőr- és cipőgyártás lett, emellett azonban működött itt lengyár, téglagyár és gázgyár is. Az első világháború után nem történt jelentős változás az ipari termelésben, a cipőgyárat átvette a csehországi Baťa cég. A szocializmusban az itteni cipőgyártást megszüntették, és Érsekújvárra helyeztek két nagy elektrotechnikai céget: a Teslát, mely főként égőtestek gyártásával foglalkozott és az Elektrosvitet, amely főleg ezek burkolatát gyártotta, emellett bányászlámpákat és abszorpciós hűtőszekrényeket is gyártott. A gázgyár továbbra is megmaradt, emellett felépült a Novofruct, mely konzervipari termékeket gyártott és a Mäsokombinát Novum, mely húsfeldolgozással foglalkozott, továbbá a Sigma szivattyúgyár is itt létesült. A rendszerváltozás után az összes régi céget privatizálták, a termelés nagyrészt megszűnt. Szerencsére a termelés megszűnése fokozatos volt, így a város meg tudta tartani a villanyégők gyártása terén szerzett hosszú éves tapasztalatait. Ennek ellenére a cégek terén még mindig viszonylag nagy fluktuáció mondható a városban. Jelentősebb foglalkoztató csak az Osram, a többi cég viszonylag kevés számú alkalmazottat foglalkoztat. A rendszerváltozás után a városban megjelentek a nagyáruházak, melyek közül a városban jelen van a Tesco, Lidl, Kaufland, Jednota és Billa.

### Jelentősebb cégek
- Novofruct SK a.s. – élelmiszeripar
- Pastorkalt a.s. – hűtéstechnika fejlesztése, gyártása és forgalmazása
- Plasted a.s. – műanyag ablakok gyártása, asztalos tevékenység
- Osram Slovakia a.s. – fényforrások gyártása és forgalmazása
- Ami s.r.o. – lámpák gyártása és forgalmazása
- Asn Metal s.r.o. – precíziós gépészeti gyártás
- Delta NZ Trans – áruforgalom és szállítmányozás
- Baltranz a.s. – szállítmányozás
- Orgeco s.r.o. – dekoratív világítástechnika
- Vunar Product a.s. – gépipar
- Kabelschlepp Systemtechnik s.r.o. – vezetékhordozók gyártása
- EleSvit s.r.o. – égőtestek gyártása és forgalmazása (az egykori Elektrosvit hagyományaira építve)
- Helios Lighting, s.r.o. – fényvetők, lámpatestek gyártása és forgalmazása
- Sventex s.r.o. – égőtest nagykereskedés

## Intézmények

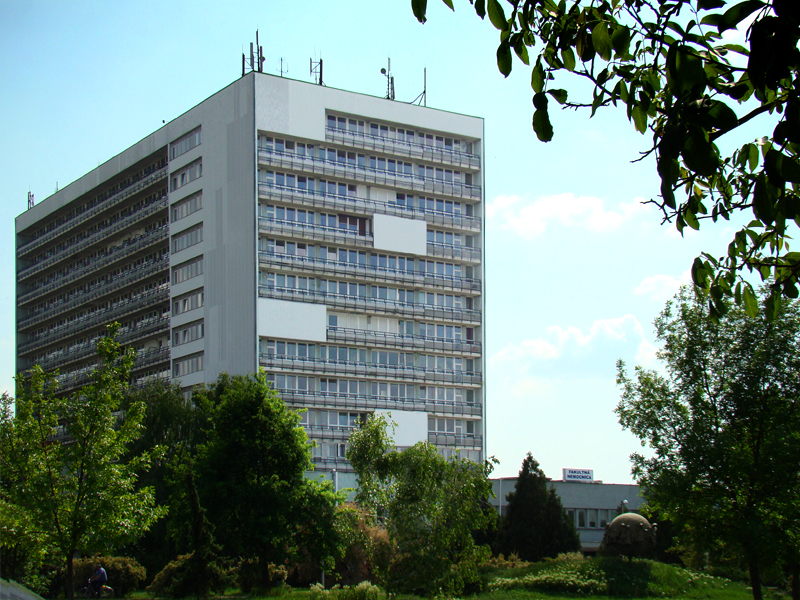
Az újkórház

- Újkórház – 1982-ben épült a Tóth József utcában (ma Slovenská ulica). Tizenhárom emeletes épülete ma Egyetemi Kórházként működik és Dél-Szlovákia egyik legjobban felszerelt kórháza.
- Vasútállomás – Az új vasútállomást 1966-ban kezdték kialakítani, Fifík építész tervei szerint készült. 1971. május 22-én a közlekedési miniszter jelenlétében adták át ünnepélyesen a forgalomnak.

### Alapiskolák
Az alapiskola a szlovákiai magyar szóhasználatban a magyarországi általános iskola megfelelője. A szó a szlovák základná škola tükörfordítása.
- Czuczor Gergely Alapiskola
- Dévényi Utcai Alapiskola (Devínska)
- Bethlen Gábor Utcai Alapiskola (Základná škola Gabriela Bethlena)
- Vár Utcai Alapiskola (Hradná)
- Hídi Alapiskola (Mostná)
- Rakparti Alapiskola (Nábrežná)
- Speciális Alapiskola
- Speciális Magánalapiskola
- Bernolák Antal Egyházi Alapiskola
- Az Egészségügyi Intézmény Mellett Működő Alapiskola

### Középiskolák
- Pázmány Péter Gimnázium (magyar)[43]
- Gimnázium (szlovák)
- Jedlik Ányos Elektrotechnikai Szakközépiskola és Kereskedelmi Akadémia
- Közgazdasági Szakközépiskola
- Egészségügyi Szakközépiskola
- Építészeti Szakközépiskola
- Kereskedelmi Szakközépiskola
- Közlekedési Szakközépiskola

### Főiskolák
- Pozsonyi Közgazdaságtudományi Egyetem kihelyezett Kereskedelmi Kara
- Trencséni Alexander Dubček Egyetem kihelyezett Szociális-Gazdasági Kapcsolatok Kara
- Pozsonyi Közgazdasági és Közigazgatási Vezetőképző Főiskola kihelyezett képzése
- Pozsonyi Szt. Erzsébet Egészségügyi és Szociálismunkás Főiskola kihelyezett Gondozói kara

### Szállók
- Arcadia panzió
- Epicure
- Hotel Grand
- Hubert panzió (Penzión Hubert)
- Korzó Szálló (Hotel Korzo)
- Panónia Szálló (ezelőtt Priemstav, Royal)
- Hotel Stardust
- Sporthotel (Športový hotel)

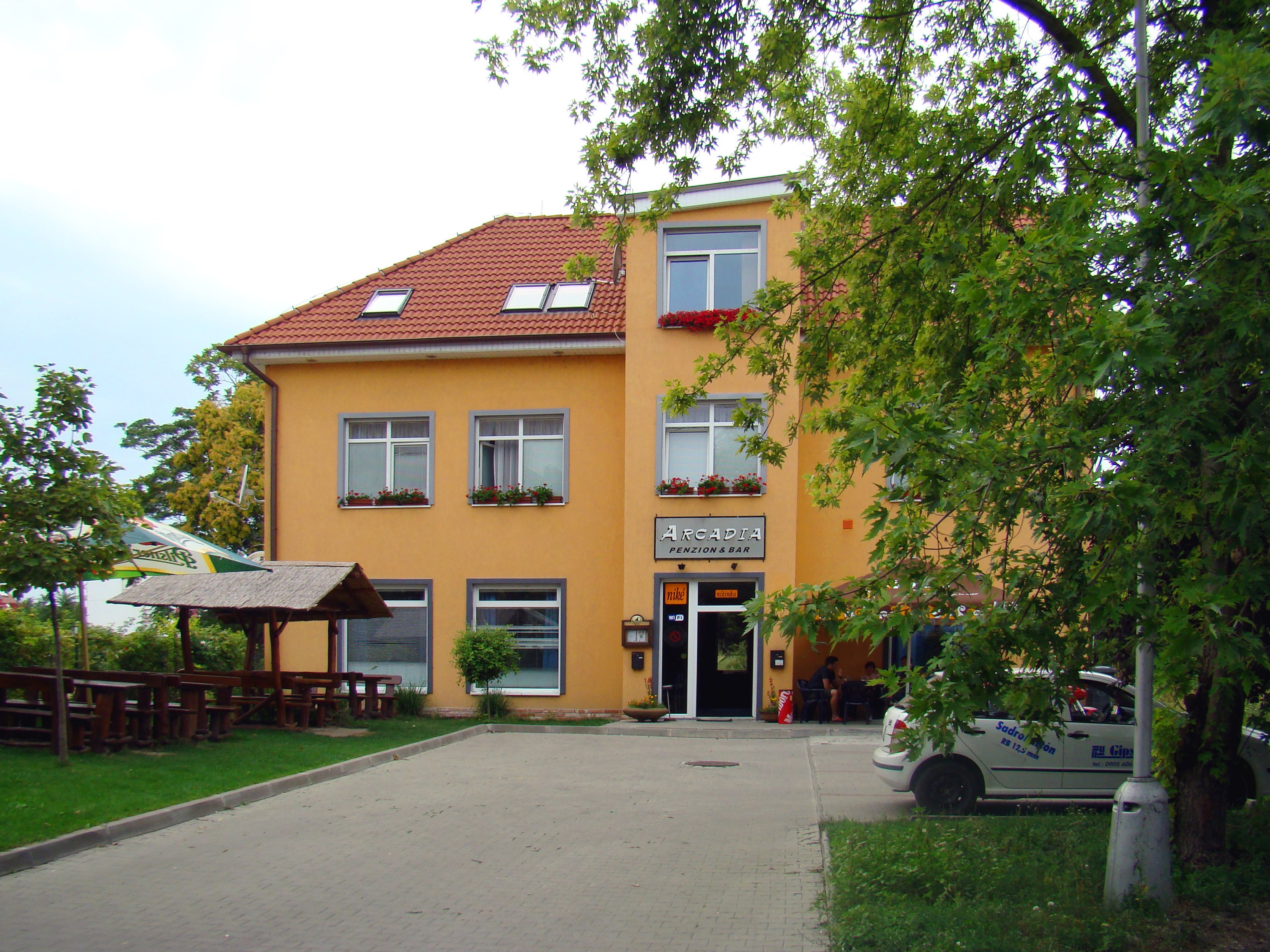
Arcadia panzió
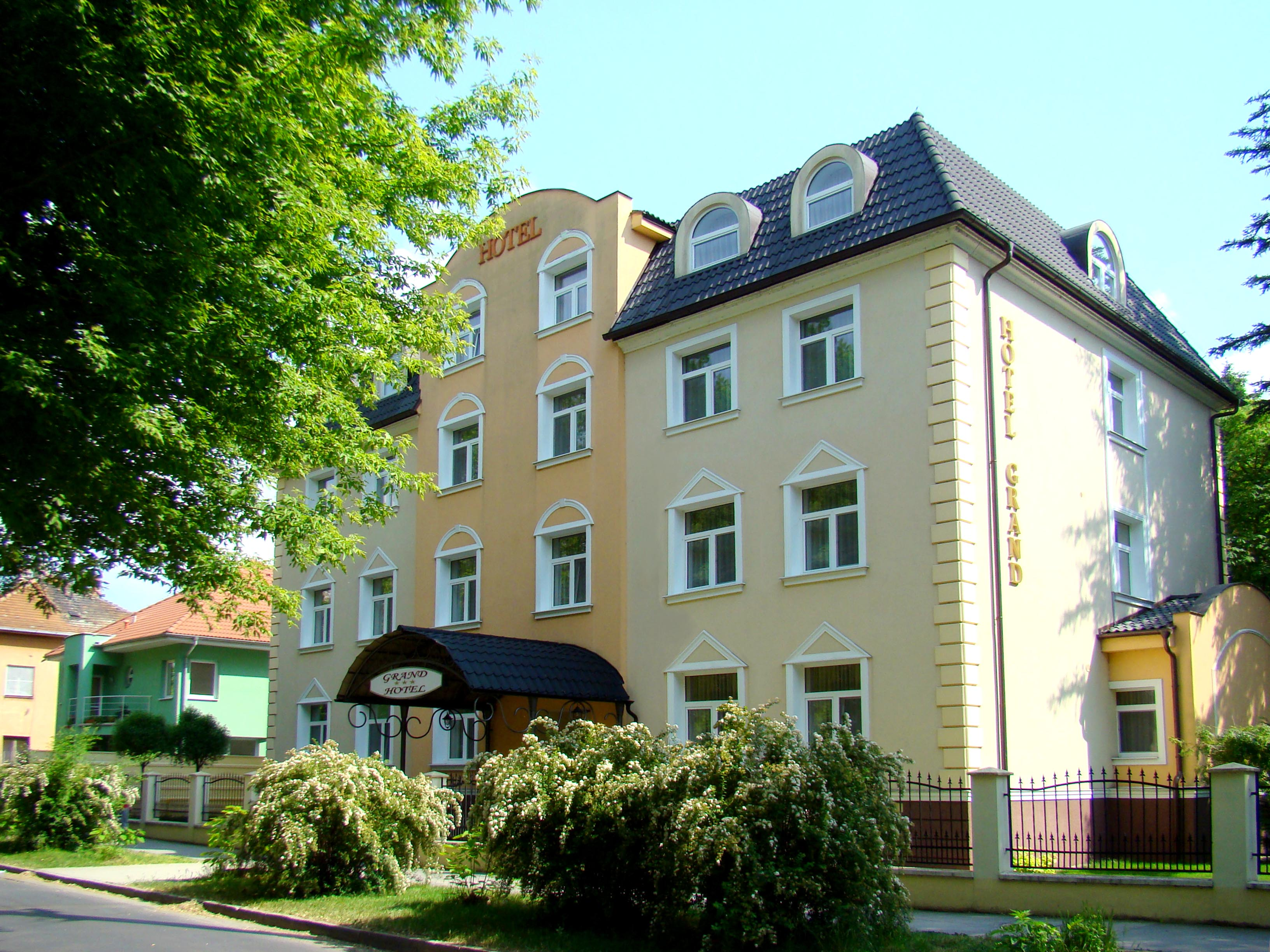
Hotel Grand
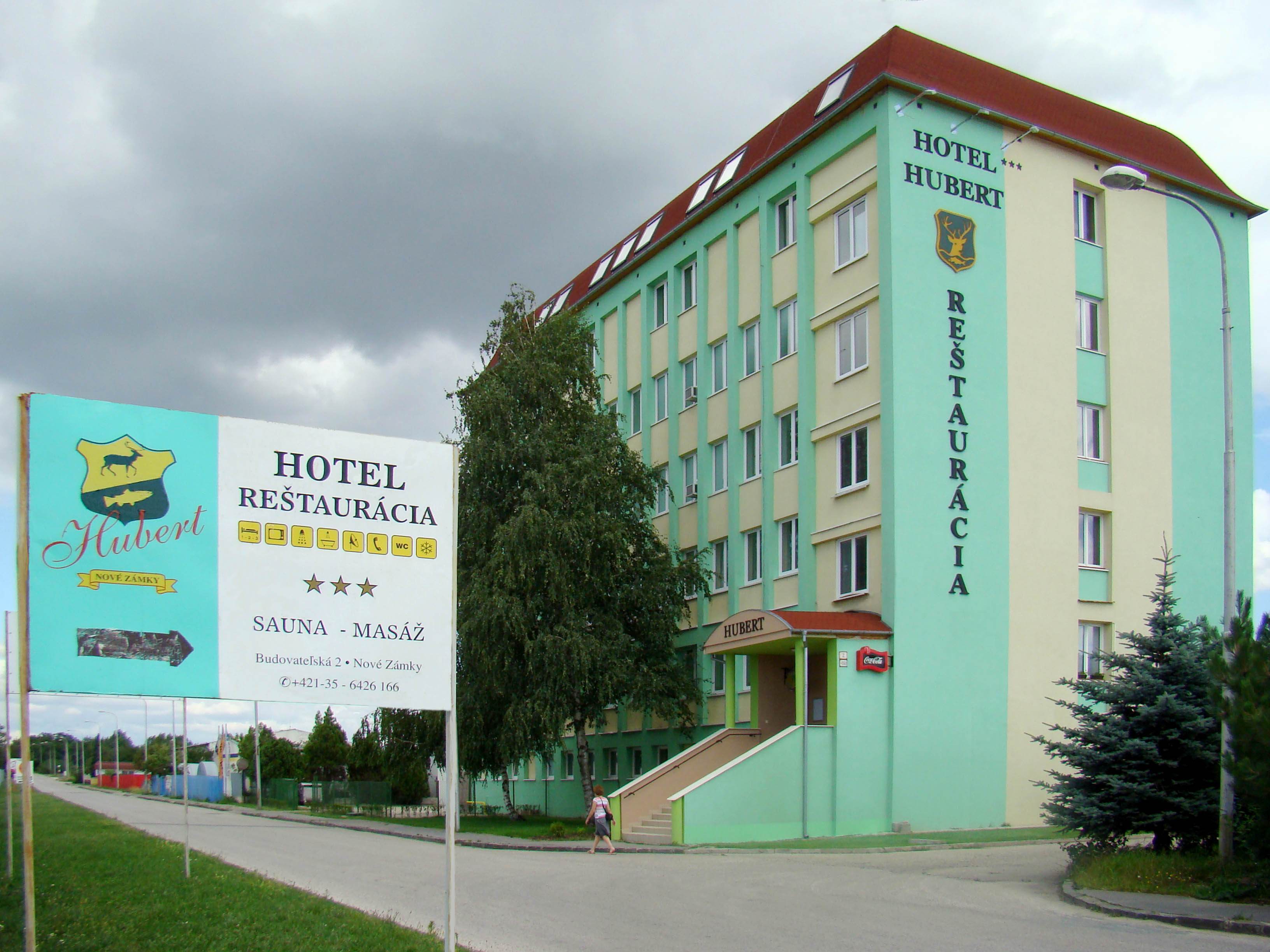
Hubert panzió
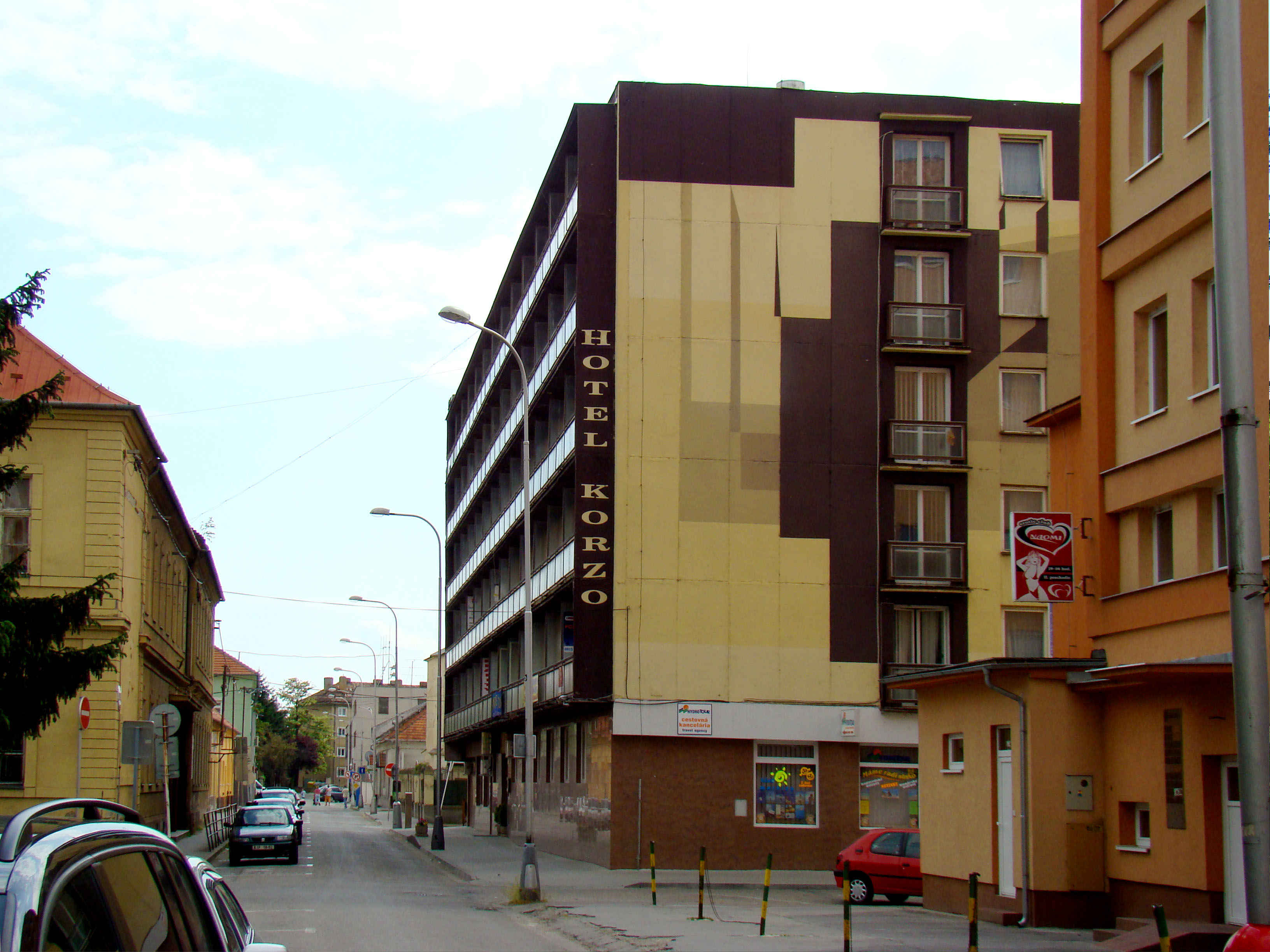
Korzó Szálló
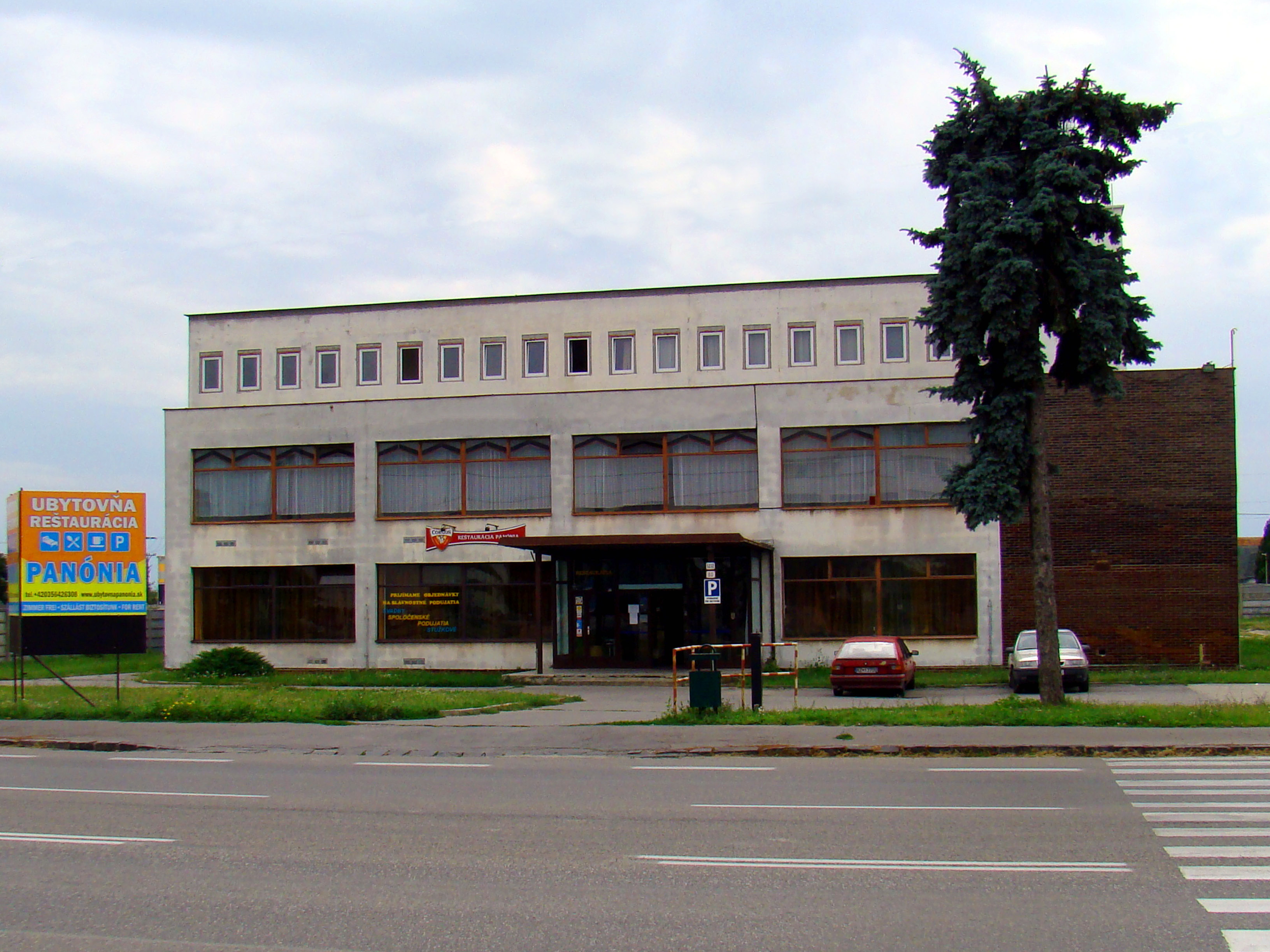
Panónia Szálló (ezelőtt Priemstav, Royal)
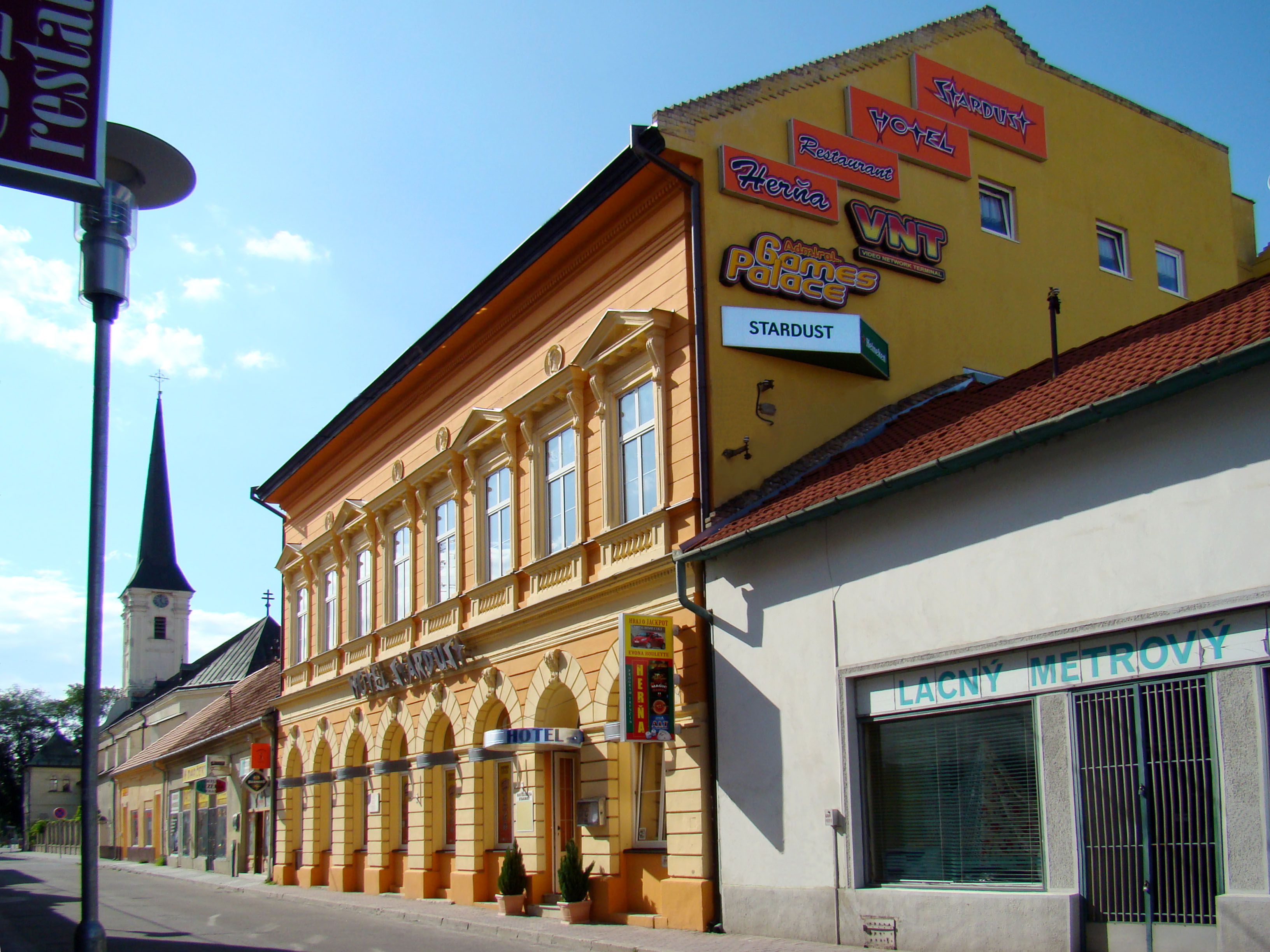
Hotel Stardust
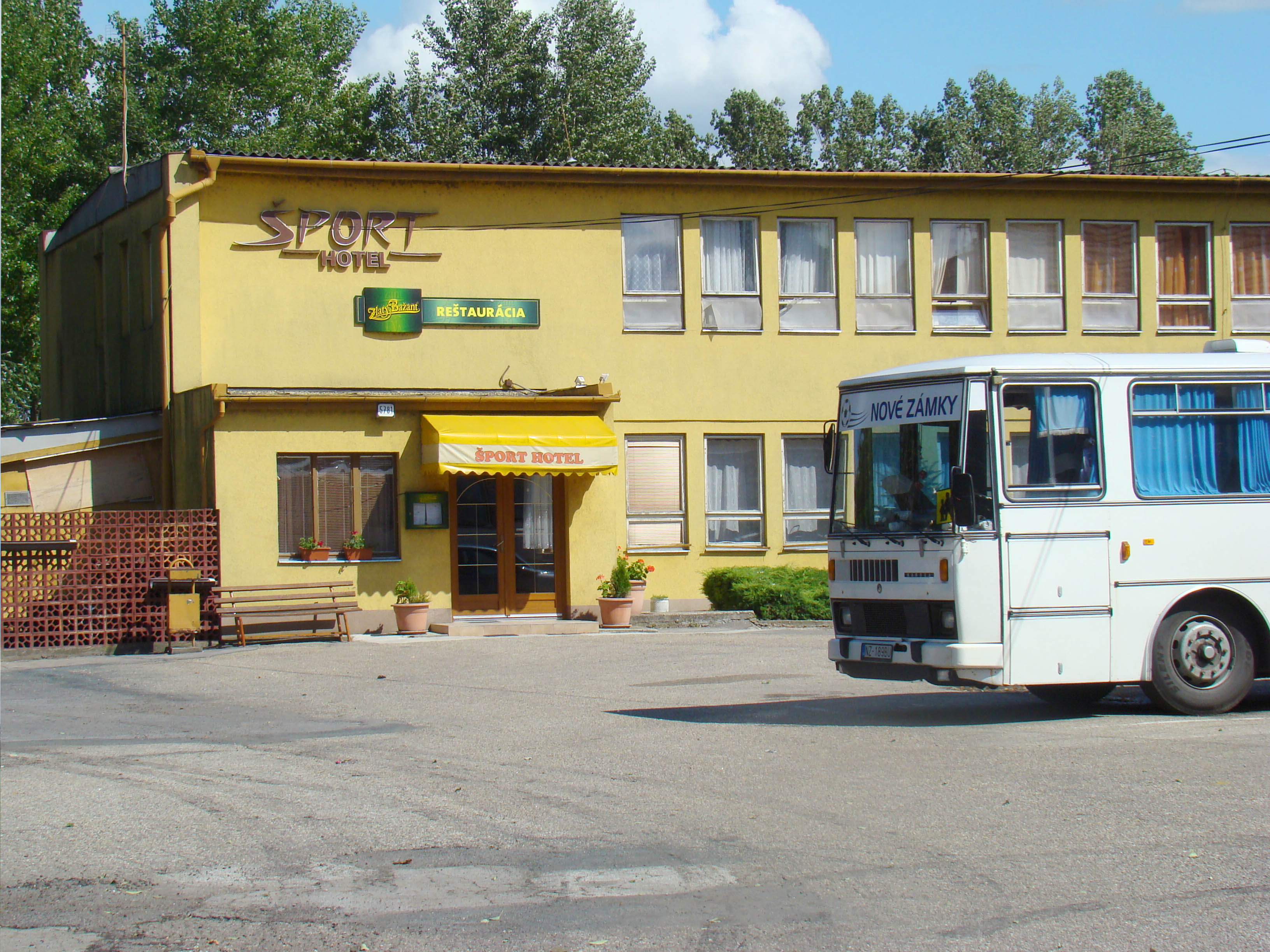
Sporthotel

## Nevezetességek

### Plébániatemplom

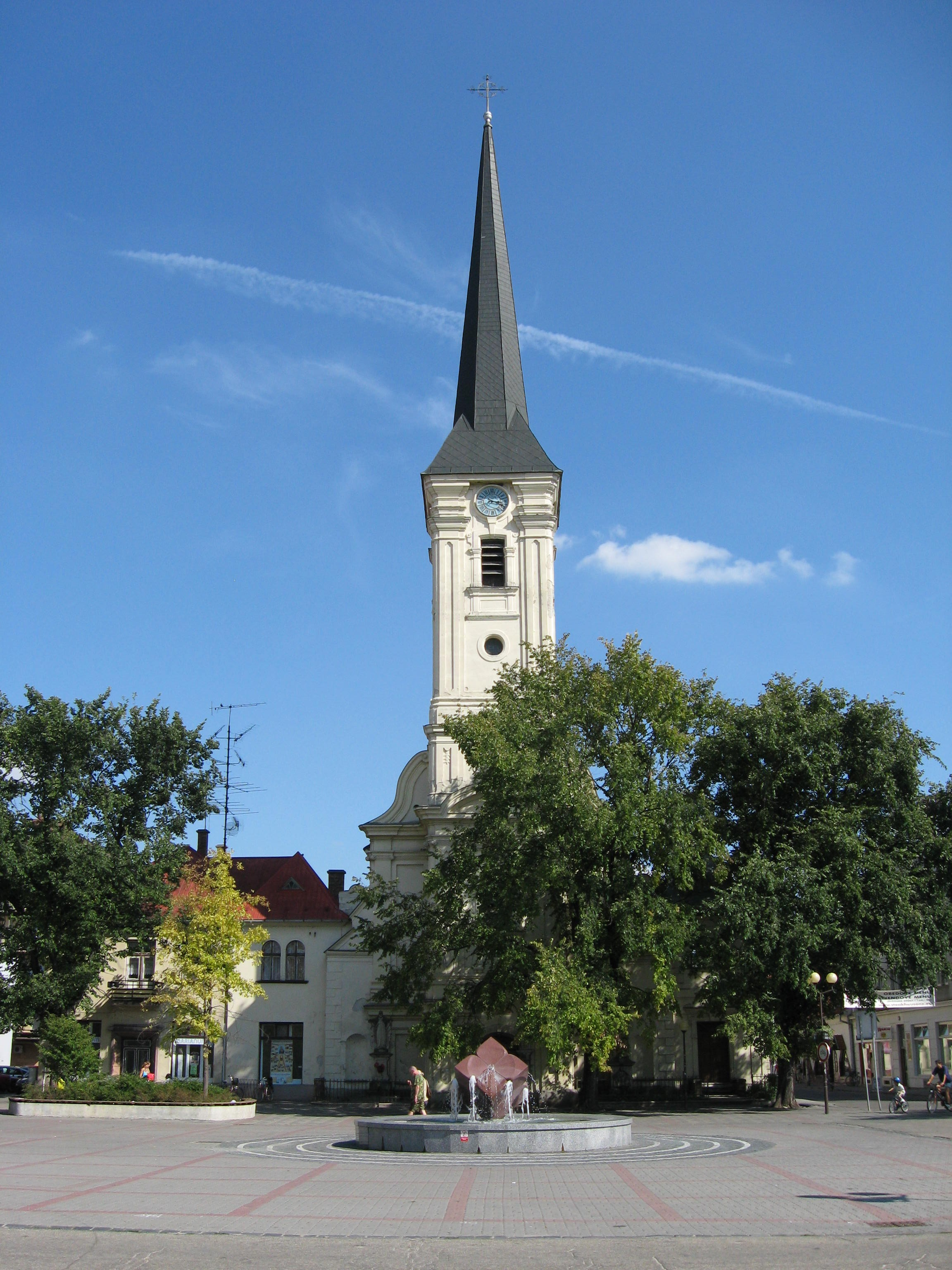
A Fő tér a plébániatemplommal

A Szent Kereszt-templomot eredetileg 1584–1585 között építették, azonban már 1572-ben létezett itt egyházközség Török János plébános vezetése alatt. Eredetileg egy késő gótikus stílusú egyszerű templom volt, melyet többször átépítettek.
Először a Bocskay-felkelés alkalmával 1605-ben Homonnai Drugeth Bálint foglalta el Érsekújvárt és vette el a templomot a katolikus hívektől. Ezen felkelés után a templom olyan mértékben megsérült, hogy csaknem az egészet újjá kellett építeni 1611-ben. Ekkor Forgách Ferenc esztergomi érsek szentelte fel a templomot Szent Adalbert tiszteletére.
Pázmány Péter 1633-ban újra kijavíttatta a templomot és a templomnak egy Mátyás korabeli gótikus ezüst szentségtartót adományozott, melyet az érsek kapott Kun László szatmári kapitánytól ajándékba.
A templom 1663 és 1685 között minaret volt, míg az egykori református templom volt a nagymecset.
1693-ban Széchényi György esztergomi érsek újíttatta meg. Az ő emlékét hirdeti a bejárat feletti felirat, miszerint:
„Georgius Széchényi Archi-Episcopus Strigoniensis Anno 1693” (Széchényi György Esztergomi érsek az Úr 1693. évében).
A felújítás után Széchényi Pál kalocsai érsek szentelte fel a templomot 1694. november 29-én az Úr mennybemenetelének tiszteletére. Egy, a templom falán fennmaradt vers, Kudlik Sándor pap 1723-ban íródott szerzeménye szerint:
Barbareis expost dextris dum strata iacerem,
Erixit rursum Széchényiana manus.
 Postea bombarum tactu lacerata patebam;
 Sed per Saxoniae sum renovata Ducem.

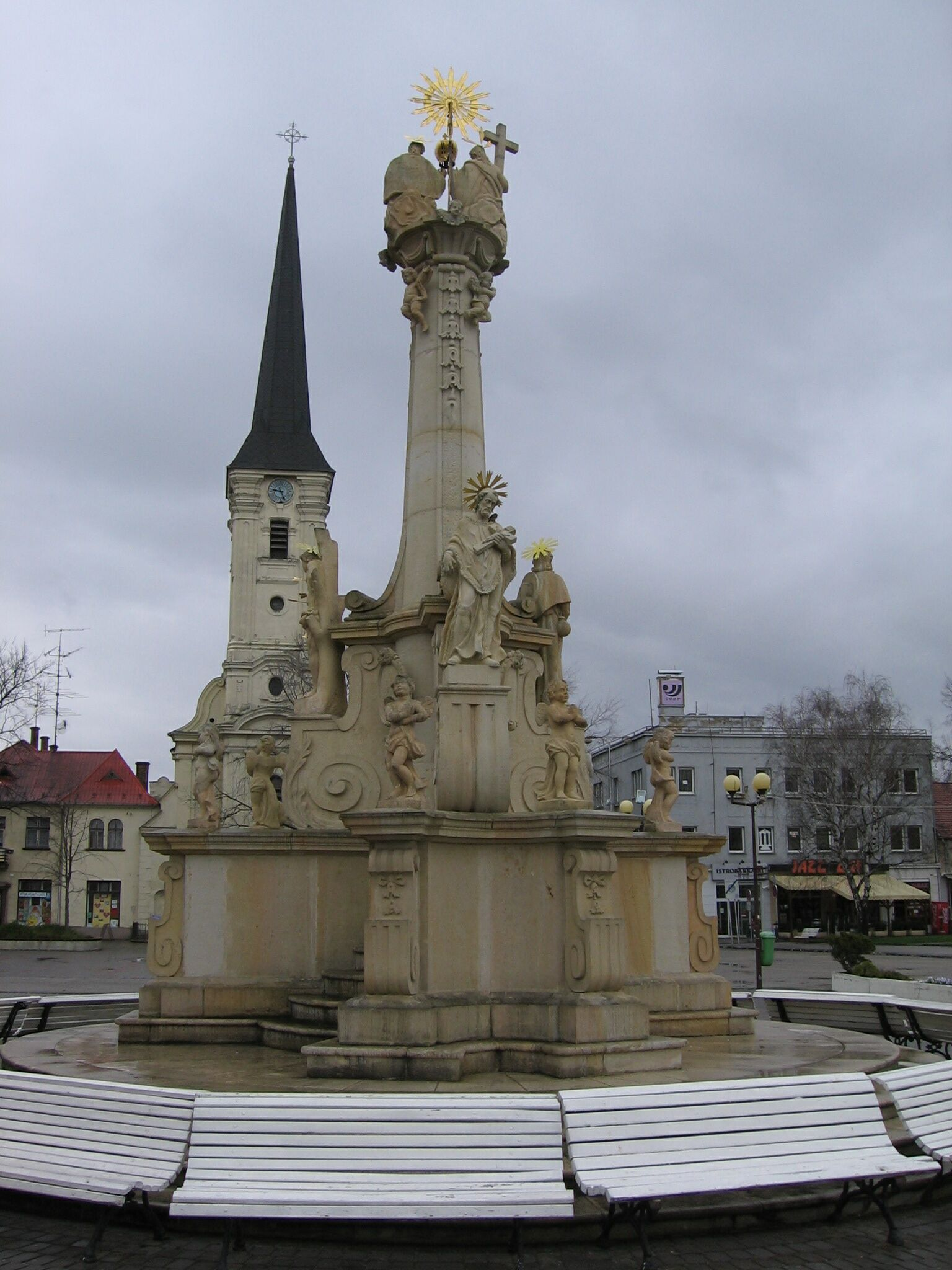
A Fő tér a plébániatemplommal és a Szentháromság szoborral

1787-ben Batthyány József érsek javíttatta ismét a templomot. 1810. május 9-én a templomot és a plébániát is elpusztította a városi tűzvész, melyből csak a sekrestye és az örökláng maradt meg. 1811-ben mindkettőt megújították. A templom főkapuján máig megmaradt a felirat:
„Et tandem tristes caroll nost fata per ignes tota cints tali sto reparata stav 1811.”
1867-ig azután a templom jellegzetes késő barokk és klasszicista elemekkel volt díszítve. 1867. július 19-én egy erős vihar ledöntötte a templomtornyot, ami rászakadt a templomra és betörte annak boltozatát. Nem sokkal ezután egy gyors javítással a legsúlyosabb hibákat kijavították. 1877-ben azután Simor János Lippert József építész tervei szerint megújíttatta az egész templomot. Simor János a szentségtartót 369 forintért megjavíttatta és 16 ametiszttel és 9 rubinnal díszítette. A templom ezen felújításakor neoklasszicista stílust kapott és ekkor alakították ki a kör alakú ablakokat is. A templom érdekessége lett, hogy a templom toronysisakja és a toronytörzs azonos magasságú. 1877. október 21-én maga Simor János szentelte fel az új templomot a Szent Kereszt tiszteletére.
A templom utolsó jelentős felújítását 1996-ban végezték, amikor kicserélték a padlózatot és megújították a templombelsőt.

### Szentháromság-szobor

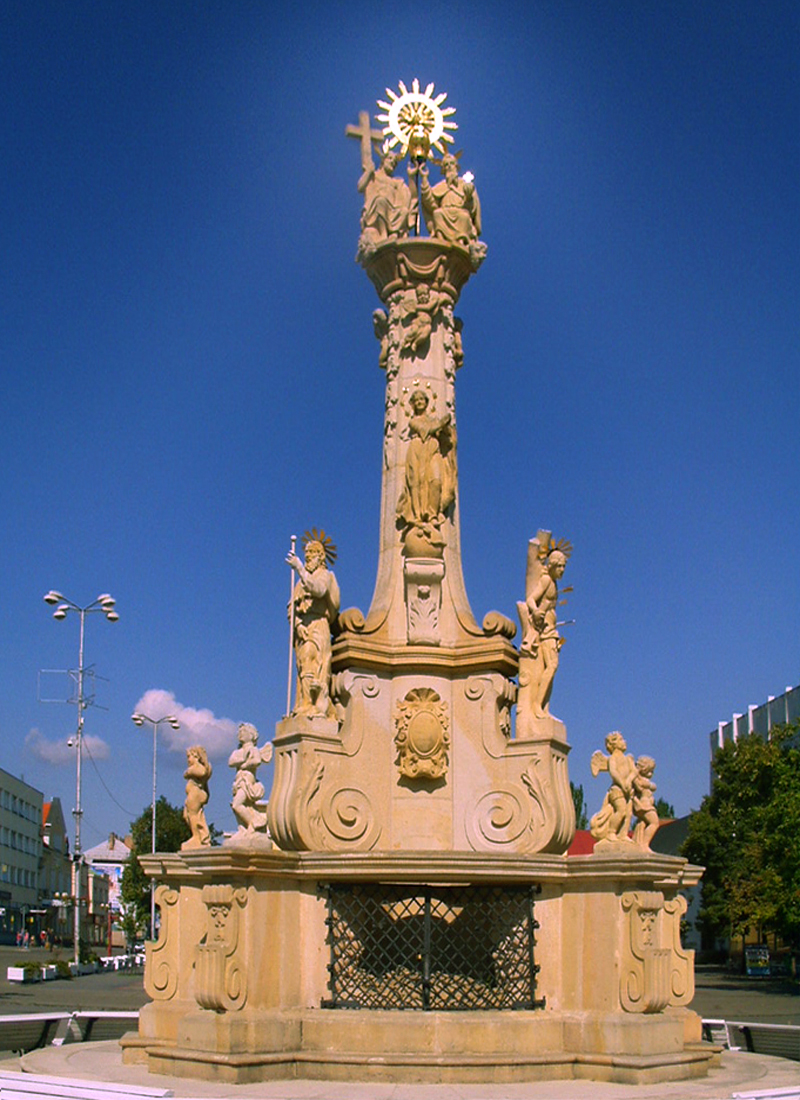
A Szentháromság-oszlop a főtéren

Érsekújvárott 1740-ben pestisjárvány pusztított. A járvány befejeződésének emlékére olasz mesterek tervei szerint 1749-ben építették meg a Szentháromság-szobrot. A szobor barokk stílusú, egyes részei a rokokó hatását idézik. A szoborcsoportnak mozgalmas története van, hiszen többször újították és áthelyezték (1827, 1876, 1929, legutoljára 1993-ban újították fel). 1993. október 24-én a szobrot ismét eredeti helyén, a Fő téren szentelték fel.
A szoborcsoport henger alakú oszlop, növényi ornamentikával díszítve. A szoborcsoport közepén a Szeplőtelen Szűz alakja látható, alatta a föld és a kígyó. A szoborcsoport tetején látható a Szentháromság. Az oszlopot körbeveszi Szent Sebestyén, Szent Rókus és Szent József szobra. Ezek alatt egy ráccsal elkerített részben van Szent Rozália fekvő szobra. A szoborcsoportot növényi ornamentika is díszíti. A talpazaton három gazdagon díszített elliptikus táblán látható feliratok:

„Restui veteri que empus sprevi honori 1876” (Legyen becsületükre azoknak, akik remélnek bízva az örökkévalóságban 1876)

„Quae devotam tibi constans perduret in aevum 1875” (Amely hűen és erősen tart a mennyekben, 1875)

„Hanc triadi posvere plebis piavolta colummnam 1740” (Emeltette Istenfélő életével, 1740)

### Ferences templom és kolostor

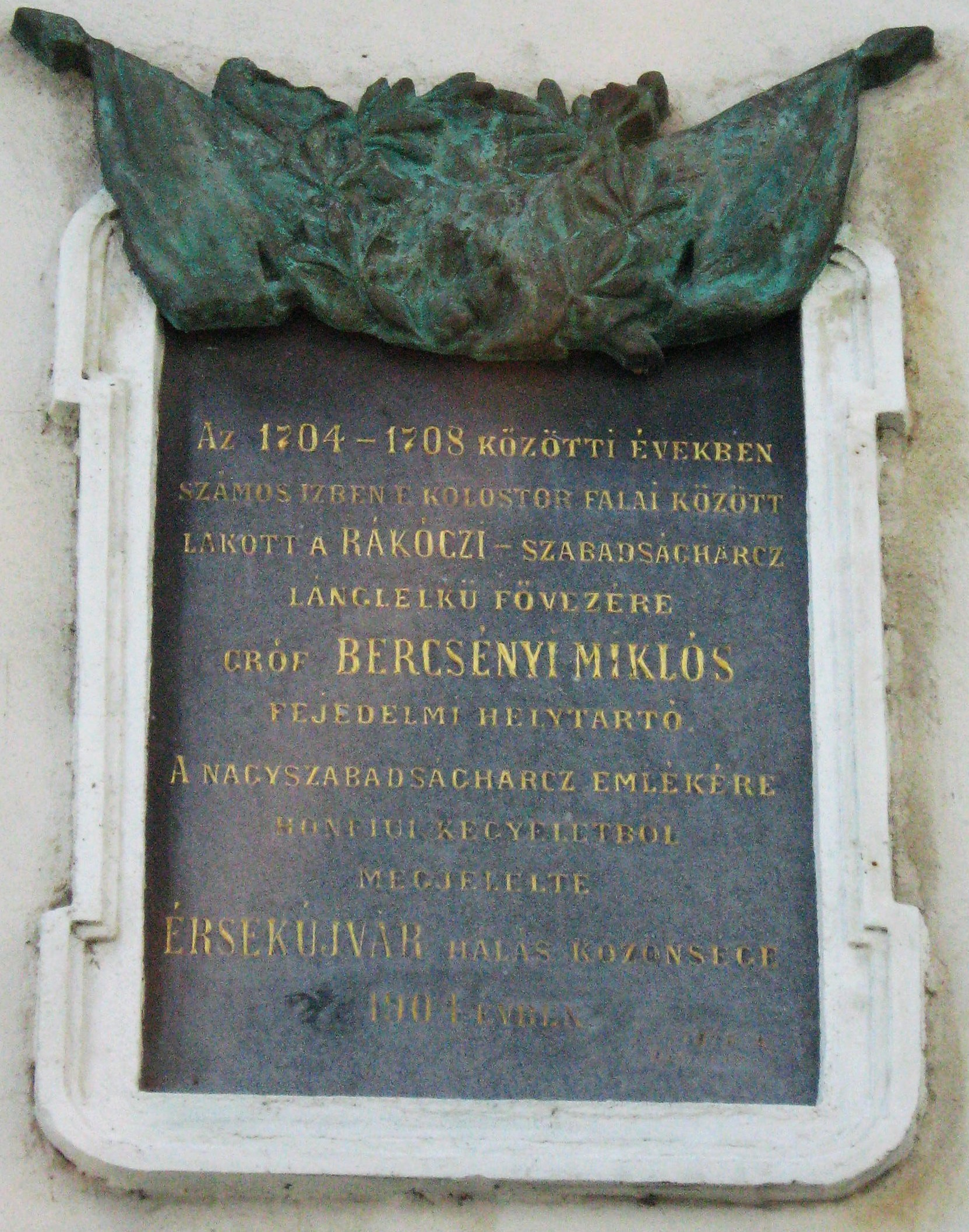
Bercsényi Miklós emléktáblája a ferences kolostor falán

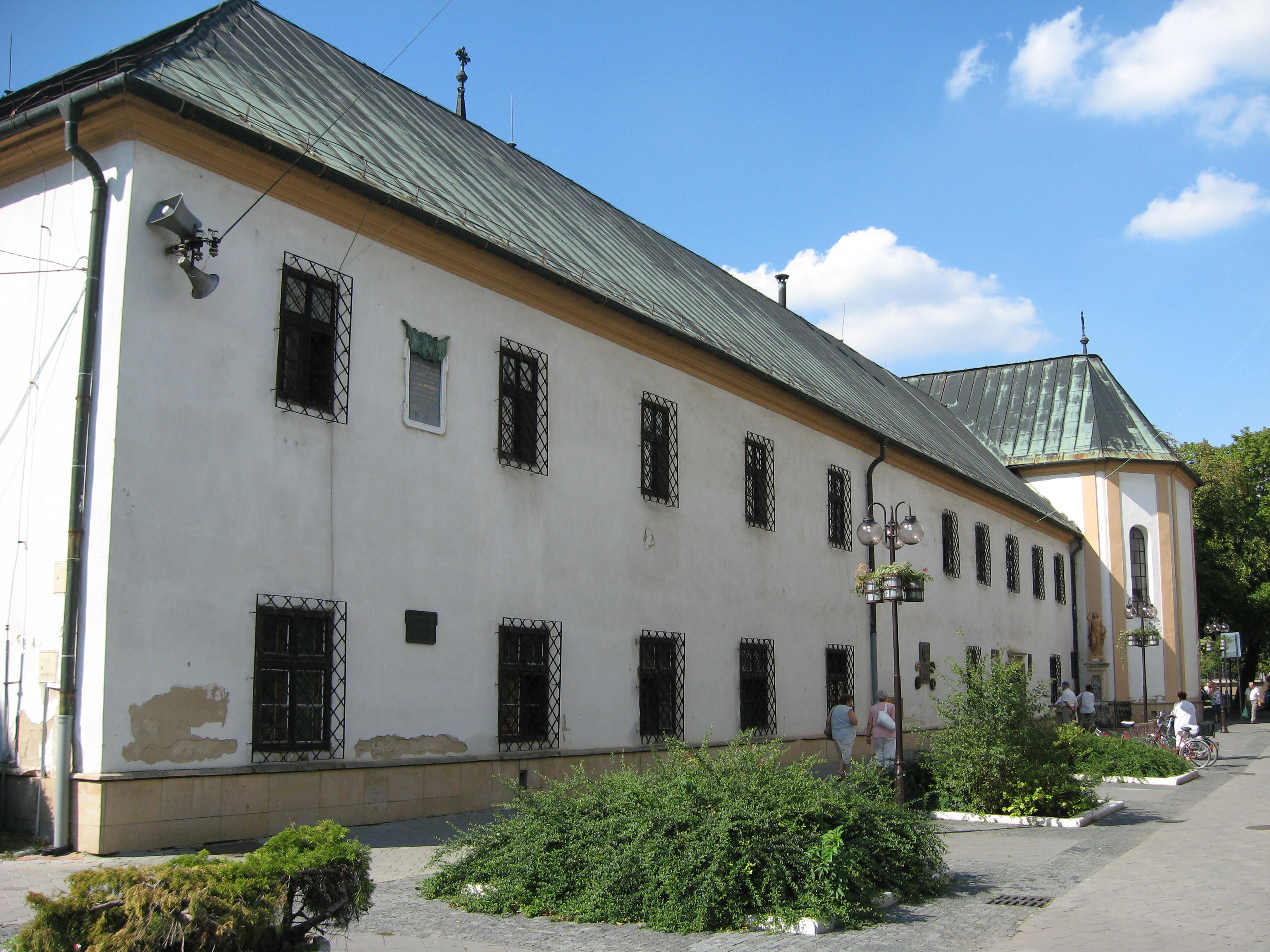
A ferencesek kolostora

A Szent Ferenc Stigmatizációja (sebhelyei) ferences templom (Barátok temploma) és kolostor az 1626 és 1631 közötti időben épült. Bejárata felett ma is olvashatjuk: PAX INTRANTIBUS, azaz békesség a betérőnek, amely a ferencesek köszöntésére emlékeztet: PAX ET BONUM, áldás és békesség. Ma is szeretettel fogadnak minden jószándékú látogatót.
A templom felszentelését Pázmány Péter végezte 1631. május 24-én. Vélhetőleg ez még csak egy alacsony templom volt zsindely tetővel. Hasonló módon a mainál jóval kisebb volt a kolostor is. 1663-tól a török tisztek lakták a kolostort, a templomot pedig raktárnak használták. A templomtornyot itt is minaretté alakították. 1685 után a templomot és kolostort megújították és Sorman Péter, a ferencesek milánói generálisa szentelte fel.
A Rákóczi-szabadságharc alatt Bercsényi lakott a kolostorban, amit a kolostor külső falán az első emelet magasságában látható emléktábla igazol is. Bercsényi a kolostort az eredeti stílus szerint kibővítette. A 19. század végén Bálinth építész tervei szerint egy újabb felújítást hajtottak végre az épületen. A kolostor könyvtárában találták meg az értékes 15. és 16. századi kódexeket (Érsekújvári, Cseh, Thewrewk (ejtsd: török) és Piry-hártya (Piry János Cirjék ferences szerzetes, könyvtáros-tanárról) kódex).

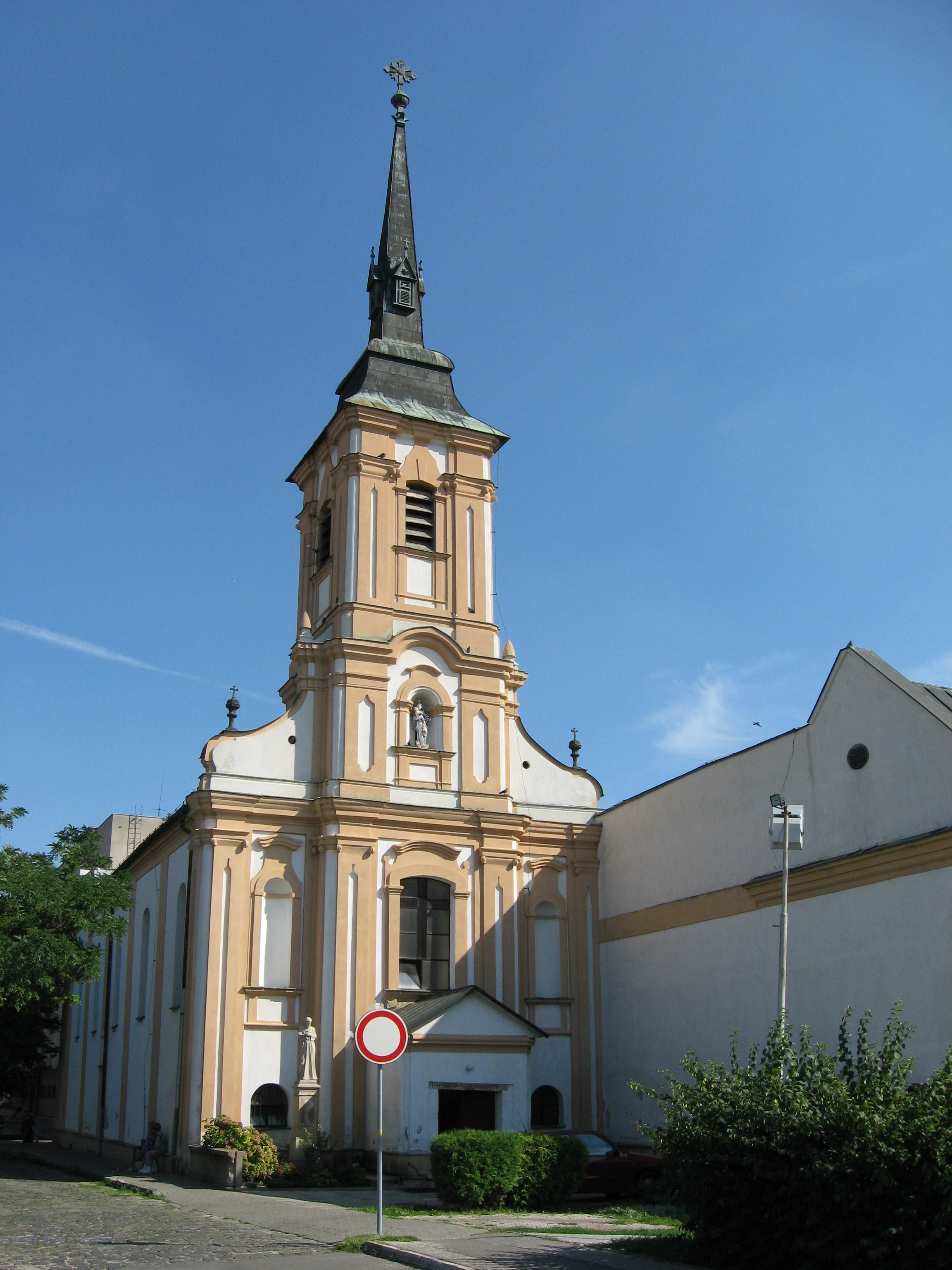
A ferences templom

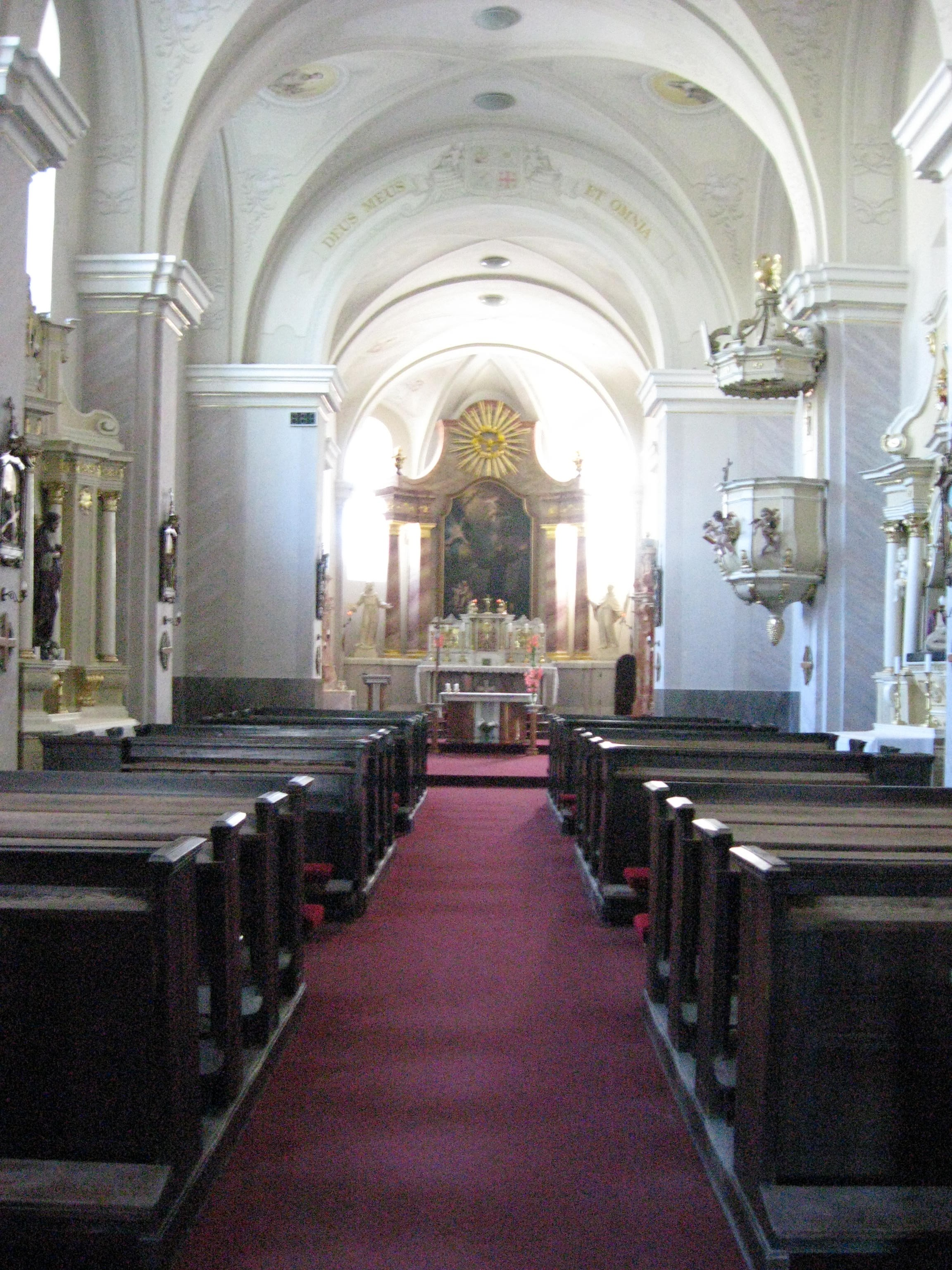
A ferences templom belülről

A 20. században a háborúk a kolostort többször komolyan megrongálták. Ennek lett áldozata a barokk díszítés és az egykori barokk feliratok, amelyek mind elvesztek. A kolostor teljes felújítása és régészeti feltárása 1978-ban kezdődött meg.
A régészeti munkák során megtalálták az eredeti kaput, amely a kocsiknak szolgált, hogy be tudjanak hajtani az udvarba, illetve a templom alatti kriptát is, melyben a városi elöljáróság és a kolostor lakosai temetkeztek. Ezekből a sírokból az elhunytakat a Szent József temetőben található kriptába vitték, illetve a Kálvária dombon temették el. Felújították a folyosókat és a négyszögletű udvart (quadrumot) is. A kolostor alatt pincejáratok találhatók, melyek vélhetőleg össze voltak kötve a vár alagútrendszerével is. A kolostorban egy ideig múzeum is működött, mára az egész épület visszakerült a ferences barátok tulajdonába.
A kolostor épületének egy részében 2005-ben került kialakításra a szellemi és testi fogyatékosoknak menedéket adó „védett munkahely”, amely közel 20 fiatal rehabilitációját végzi a ferencesek lelki segítségével.
A kolostor falán négy emléktábla látható. A külső falon Bercsényiét még 1906-ban avatták, 1991-ben helyeztek el emléktáblát Széchényi György érseknek a városalapítás emlékére. A harmadik emléktáblát az 1950–1951-ben itt fogva tartott papok és szerzetesek emlékének szentelték. A kolostor belső udvarán 2004-ben állítottak emléktáblát P. Bartalos Lajos Engelbert ferences szerzetesnek, Újvár szeretett lelkiatyjának. Az emléktábla annak a tatárszentgyörgyi közösségnek a jóvoltából készült el, ahol P. Engelbert Újvárból távozása után szolgált.
A kolostorban 1991 óta ismét ferences szerzetesek élnek, a templomban magyar és szlovák nyelven látnak el lelkipásztori szolgálatot. A ferences templom mindennapjairól magyarul ezen a honlapon találhatunk információkat. A ferencesekről magyar nyelven, angol nyelven, szlovákul olvashatnak. A kolostor részben 2005-ben a szellemi és testi fogyatékkal élő fiatalok számára 20 munkahelyet alakítottak ki.

### Kálvária
Az egykori Forgách bástya helyén 1764-ben késő barokk stílusban építették a kálváriát.
A kálváriára egy kétszárnyú kapun léphetünk be, mely 1923-ban készült. A kálváriadombra lépcsősor vezet, melynek tetején homokkő szobrok vannak. A kálváriadombon tizenkét kápolna, kereszt és szobrok vannak, melyek késő barokk stílusúak. Ezek 1779-ben készültek és Predmerszky Márton helyi plébános építette. A kör alaprajzú Hétfájdalmú Szűzanya kápolna azonban csak a 19. század elejéről származik, egyben ez a kálvária legdominánsabb épülete. Fontos része a kálváriának Jézus sírja is. A kálvária Érsekújvár egyik legszebb emléke.
A kálvária dombtetején találhatóak a homokkőből faragott barokk keresztek és szobrok, köztük Krisztus keresztje, a latrok keresztjei, Mária Magdolna, Szűz Mária és Szent János szobrai. Ezek előtt helyezték el földbe ásva a ferencrendiek kolostorának egykori kapujának márvány keretét. A kálvária kápolnája melletti kőhalom alatt nyugszanak az egykor a kolostorban eltemetett egyházi méltóságok. A szerzetesek 1950-ben történt elhurcolása után vandálok feltörték a kolostor kriptáját és a kriptában található csontokat szétdobálták. A hívek később összegyűjtötték és a kálvárián temették el őket. A hívek minden zarándoklatukról hoztak egy-egy kődarabot és elhelyezték ezen a jelképes síron, így alakult ki az itteni kőrakás.
1963-tól a kálváriát műemlékké nyilvánították. A kálvária húsvétkor és az érsekújvári búcsú (Porcinkula) ünnepén van nyitva.

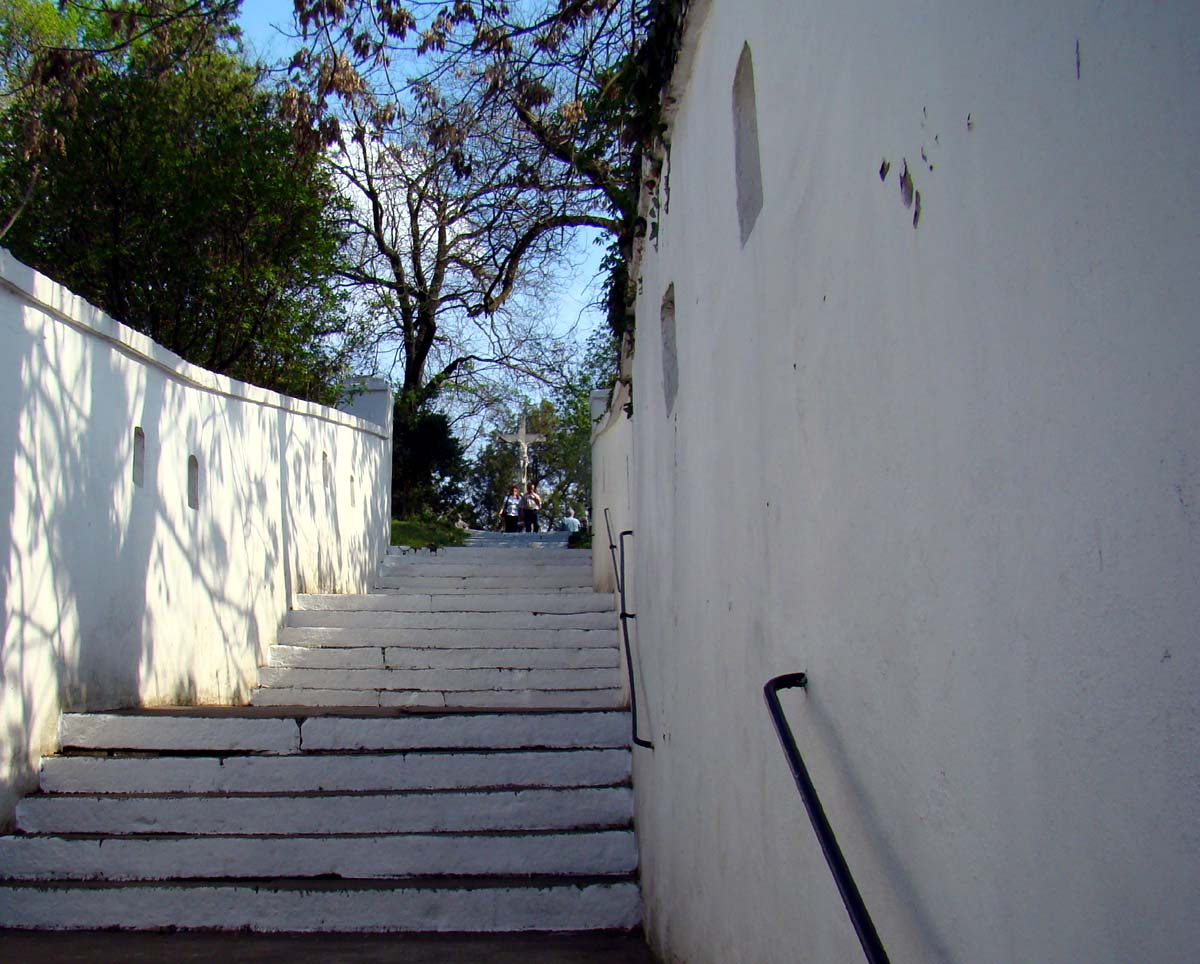
A kálvária bejárata.
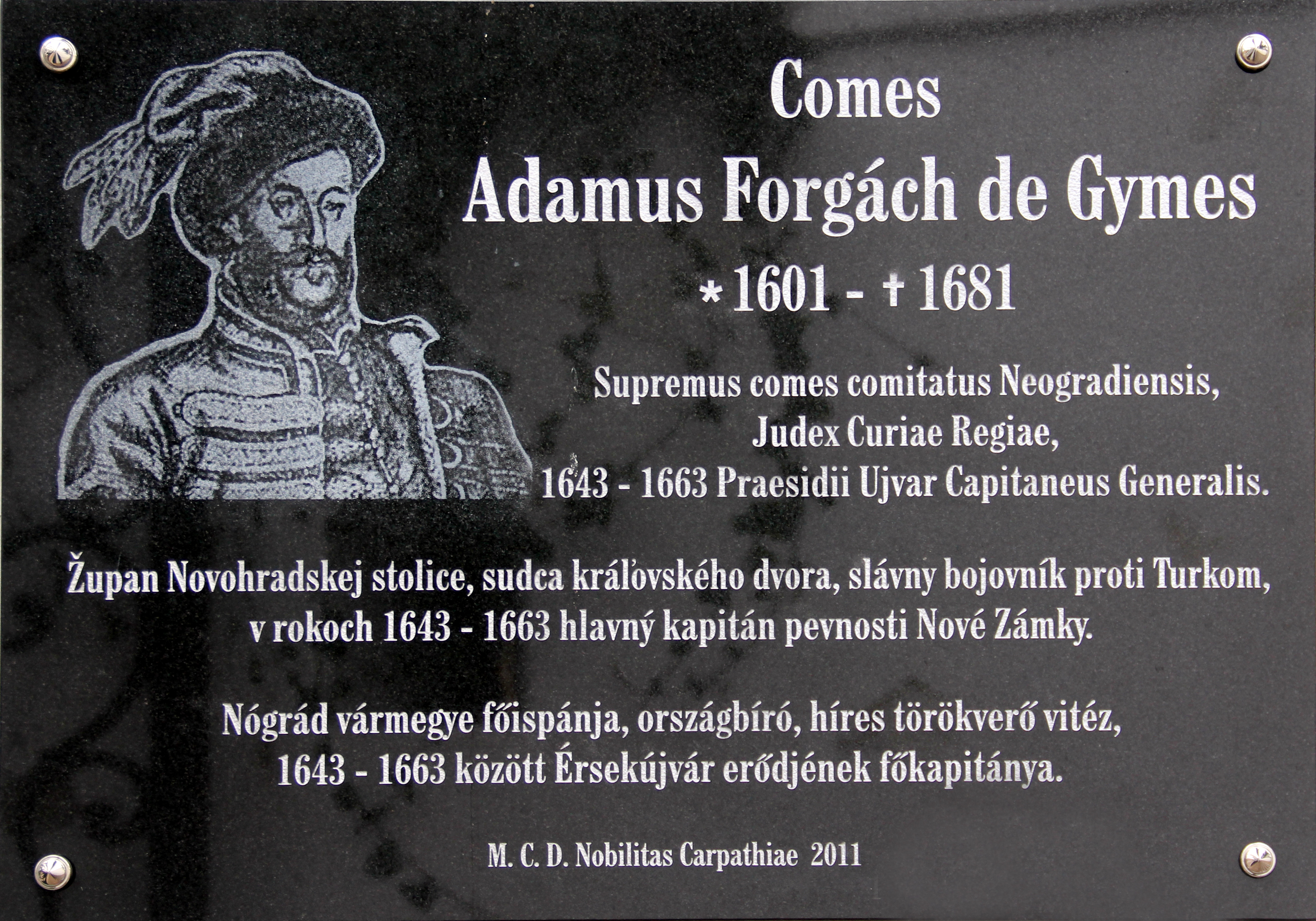
Forgách Ádám emléktáblája
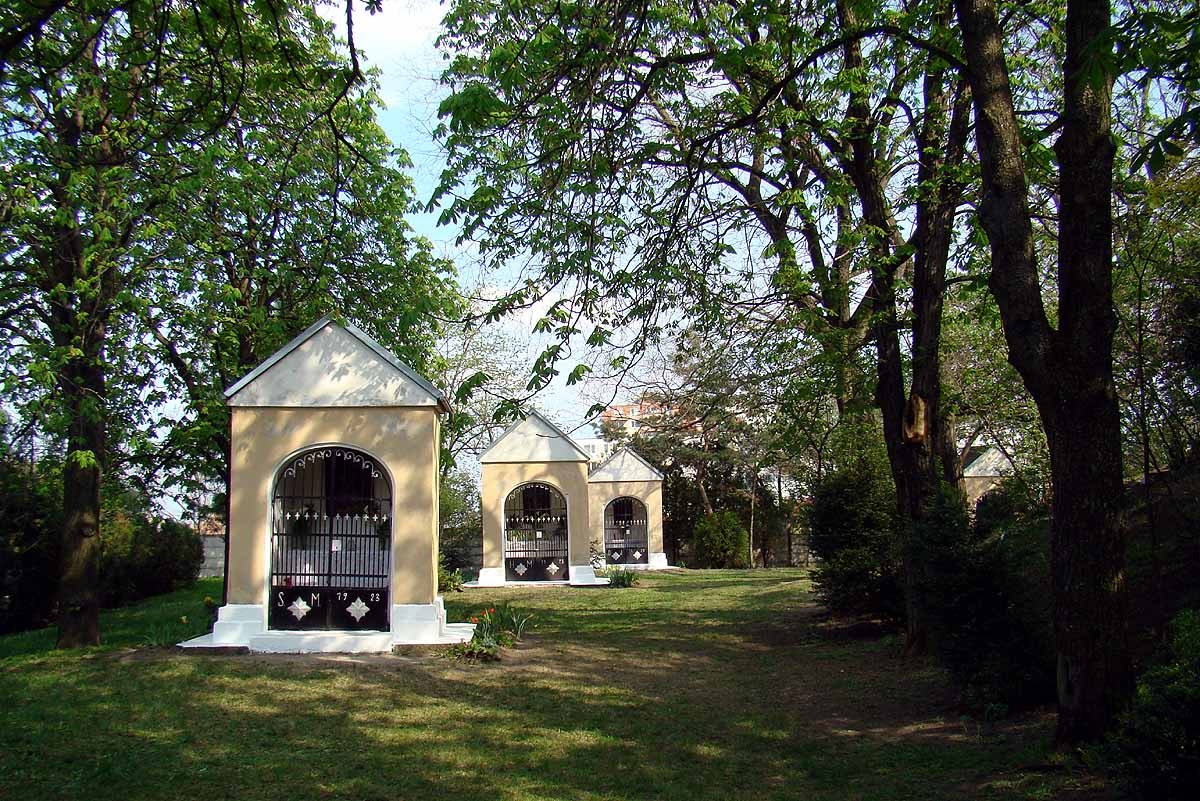
A kálvária kápolnái.
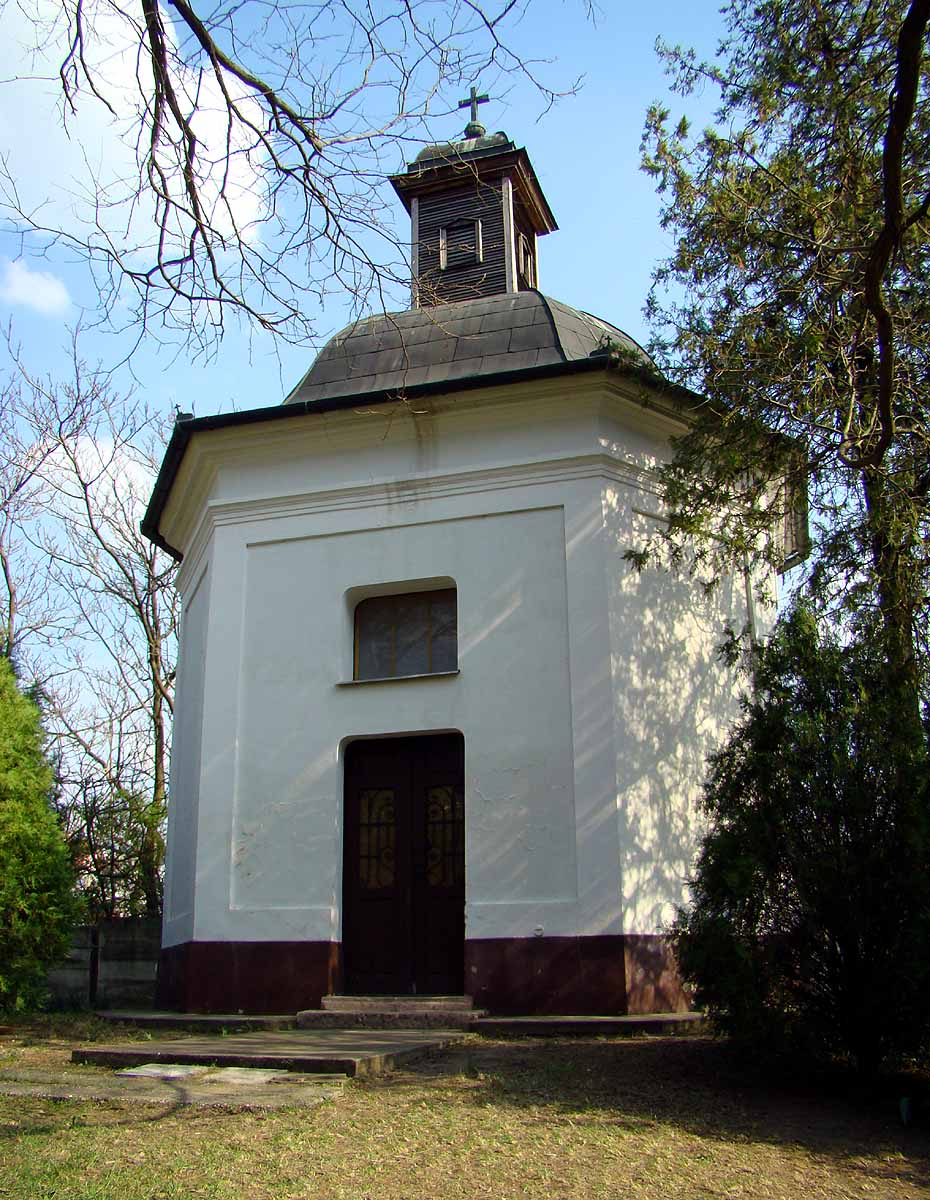
A Hétfájdalmú Szűzanya kápolna
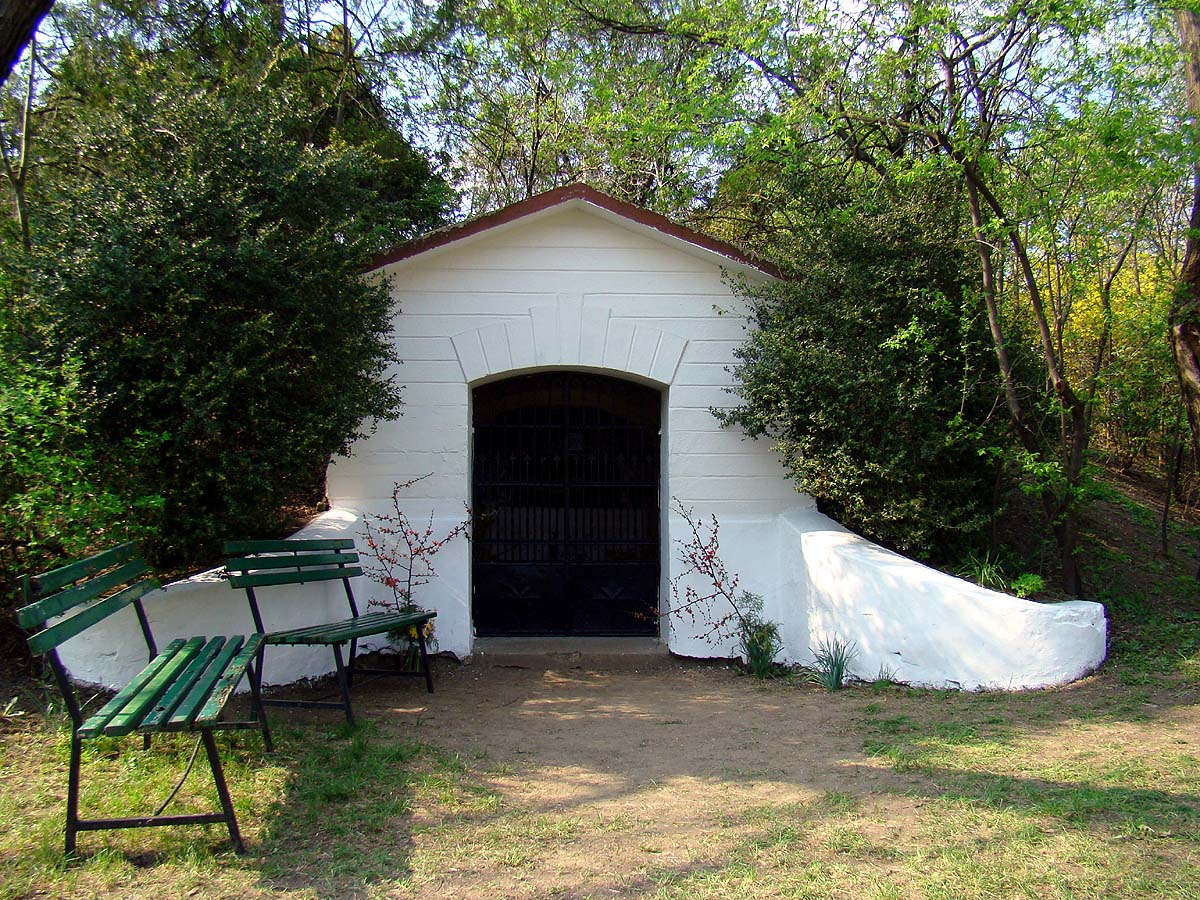
Jézus sírja kápolna

### Szentháromság-kápolna
A város legrégibb temetője a mai Bernolák téren volt (az úgynevezett kisparkban). Ezt 1872-ben számolták fel.
Ennek helyén található ma, egy kis magaslaton, a Szentháromság-kápolna. A kápolnát Skultéty Jakab építette. A kápolnában nyugszik Lauro István pap, Flenger Mihály újvári kereskedő, a lányiskola alapítója és a szlanicai születésű Bernolák Antal, érsekújvári esperes, a szlovák irodalmi nyelv első megalkotója, aki 1797 és 1813 között tevékenykedett a városban.
Fábián János érsekújvári plébános az ő emlékükre emléktáblát helyezett el a kápolnán. 1923-ban azután szlovák nyelvű emléktáblát is elhelyeztek a kápolnán. A kápolnát és környékét 1977-ben teljesen felújították.

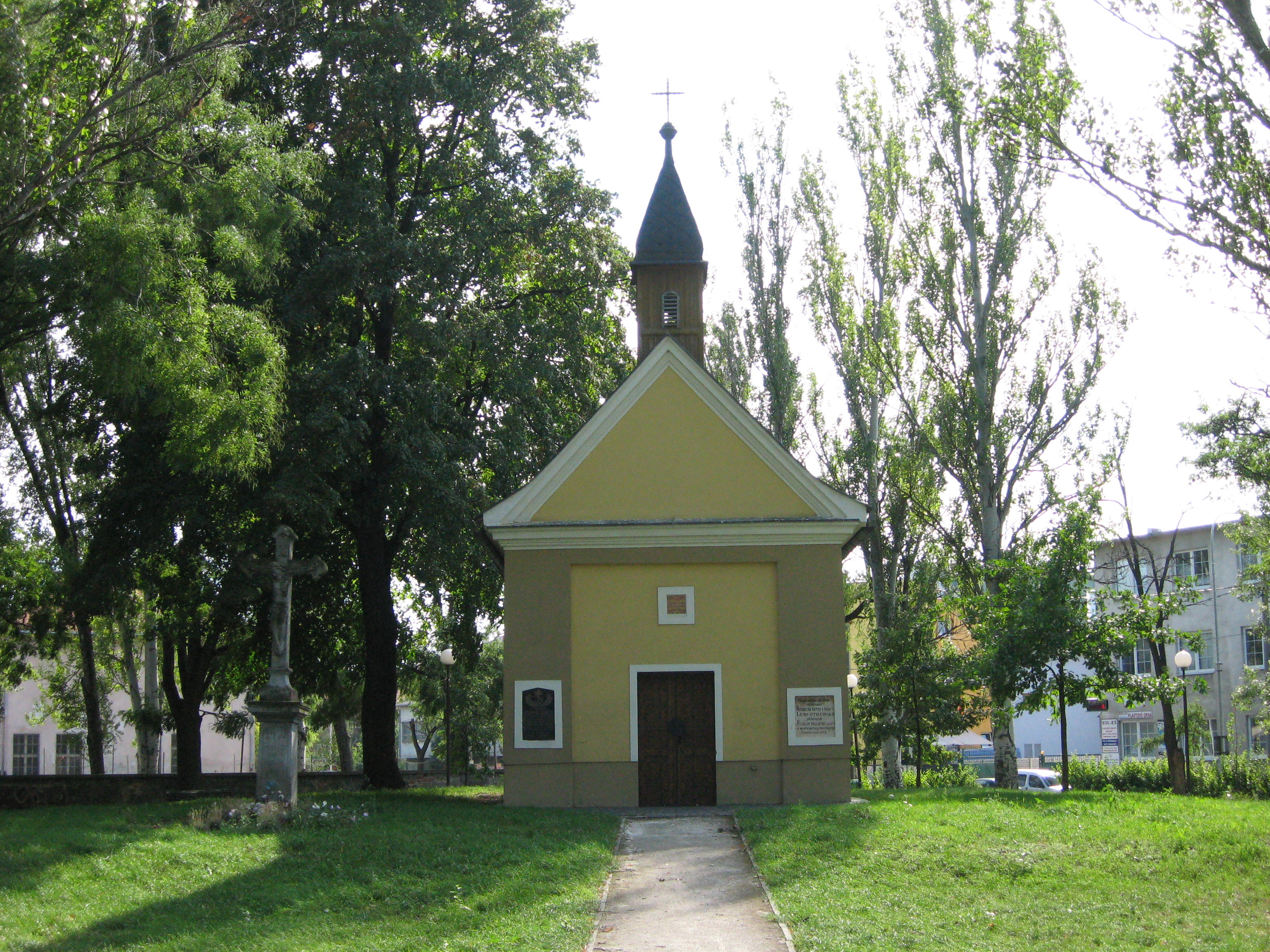
Szentháromság-kápolna
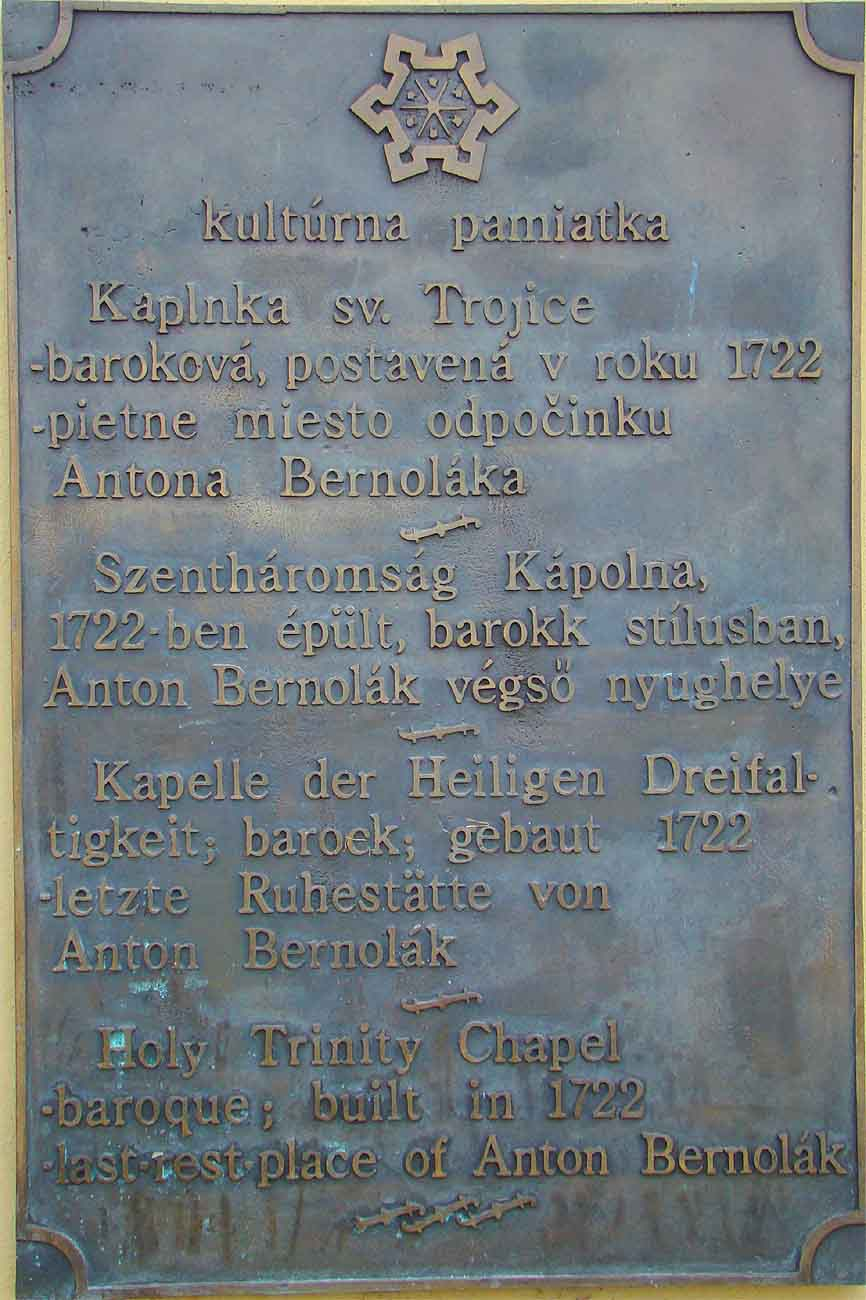
Információs tábla a kápolna falán
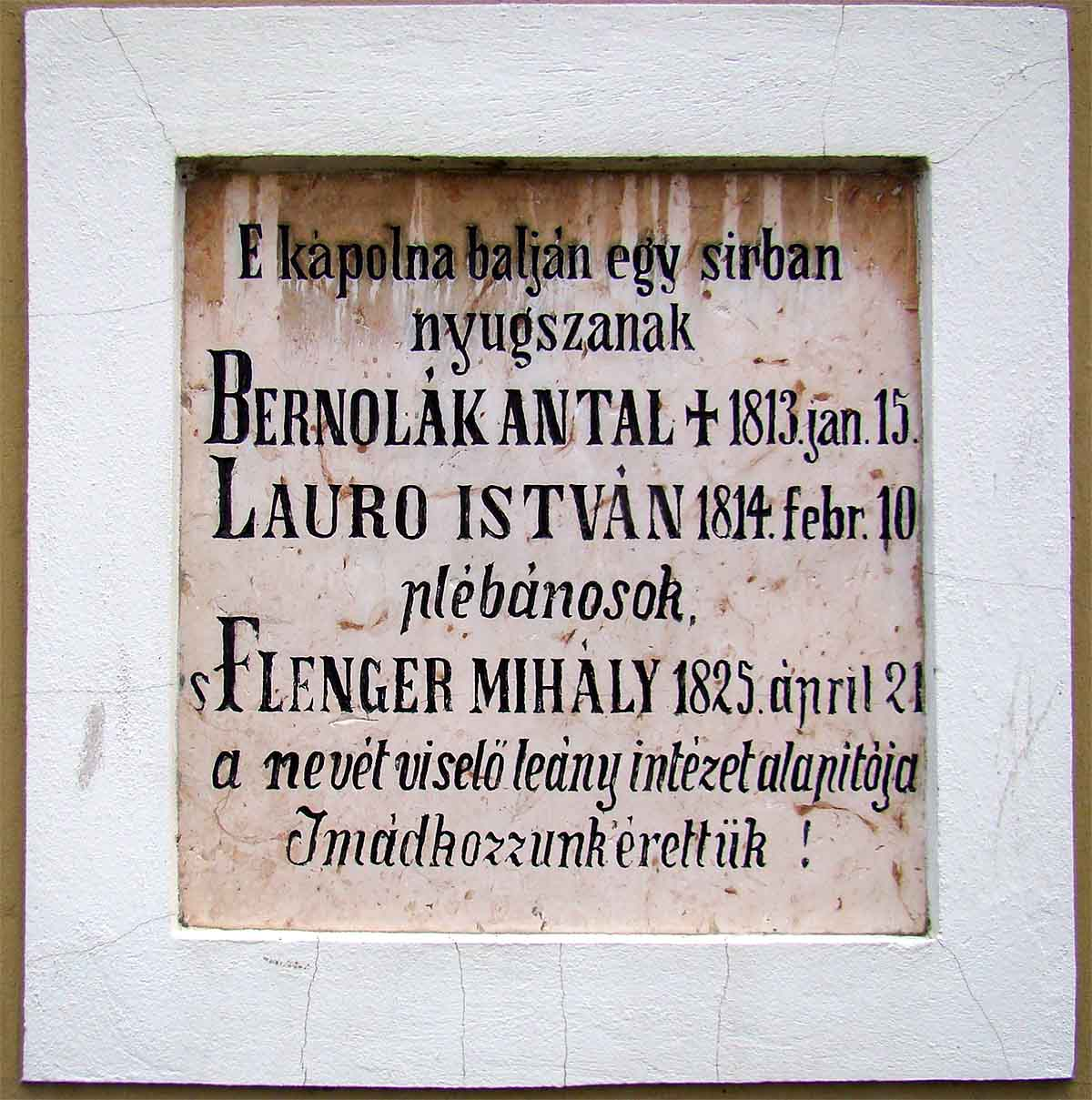
A kápolnán elhelyezett magyar nyelvű emléktábla
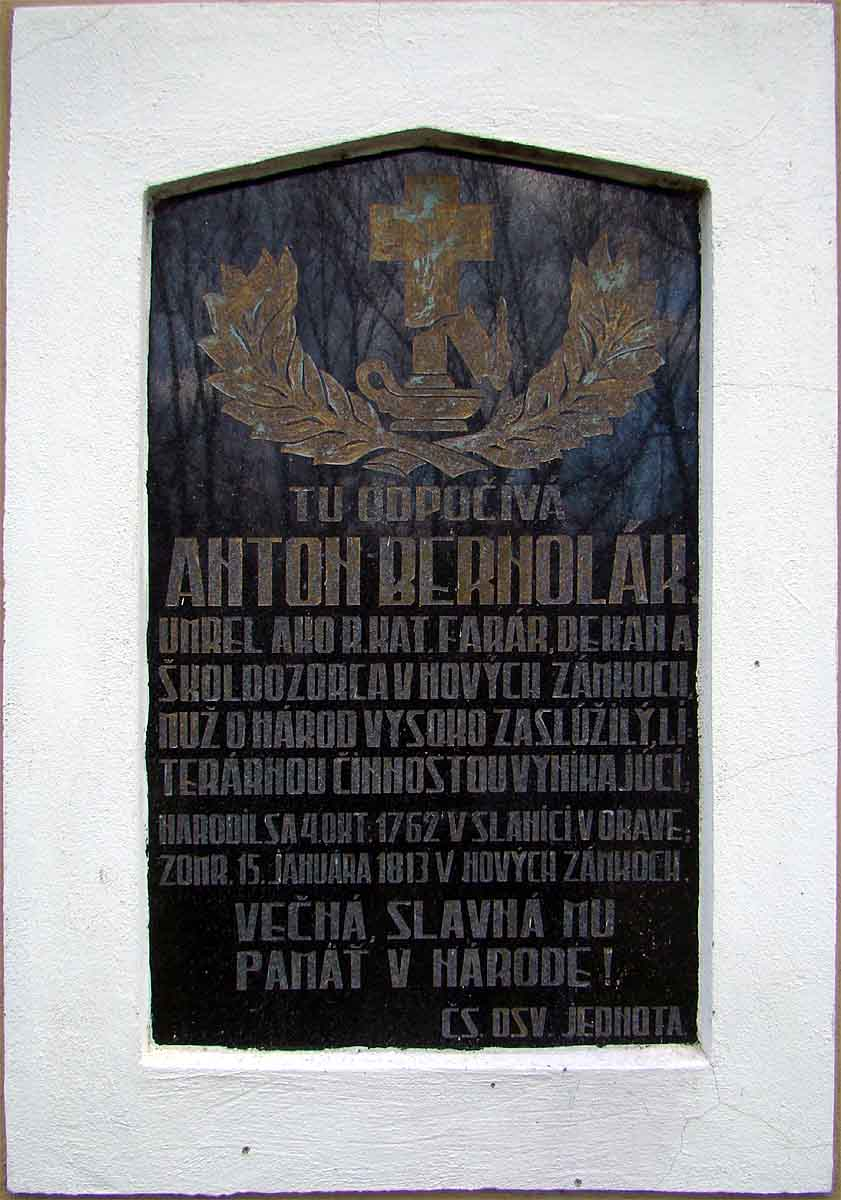
Bernolák Antal szlovák nyelvű emléktáblája

### Szent Antal-kápolna
A Szent Antal-kápolnát 1913-ban építették. Az építéshez Ferenc József is anyagi támogatást nyújtott, magánpénztárából 200 koronát adományozott a kápolna részére. A kápolna belső falán látható felirat szerint: „Ezen kápolnát Antal Margit és özvegy Zeman Jánosné, szül. Schindler Mária fáradozása hozta létre, ez utóbbi annak fenntartására 600 korona alapítványt tett. 1913”. Efölött található másik emléktábla szerint: „Döme Istvánné, szül. Fujasz Julianna Szent Antal-kápolna gondozója 3000 azaz háromezer Kč-t (korona) költött a kápolna renoválására 1931-évben”.

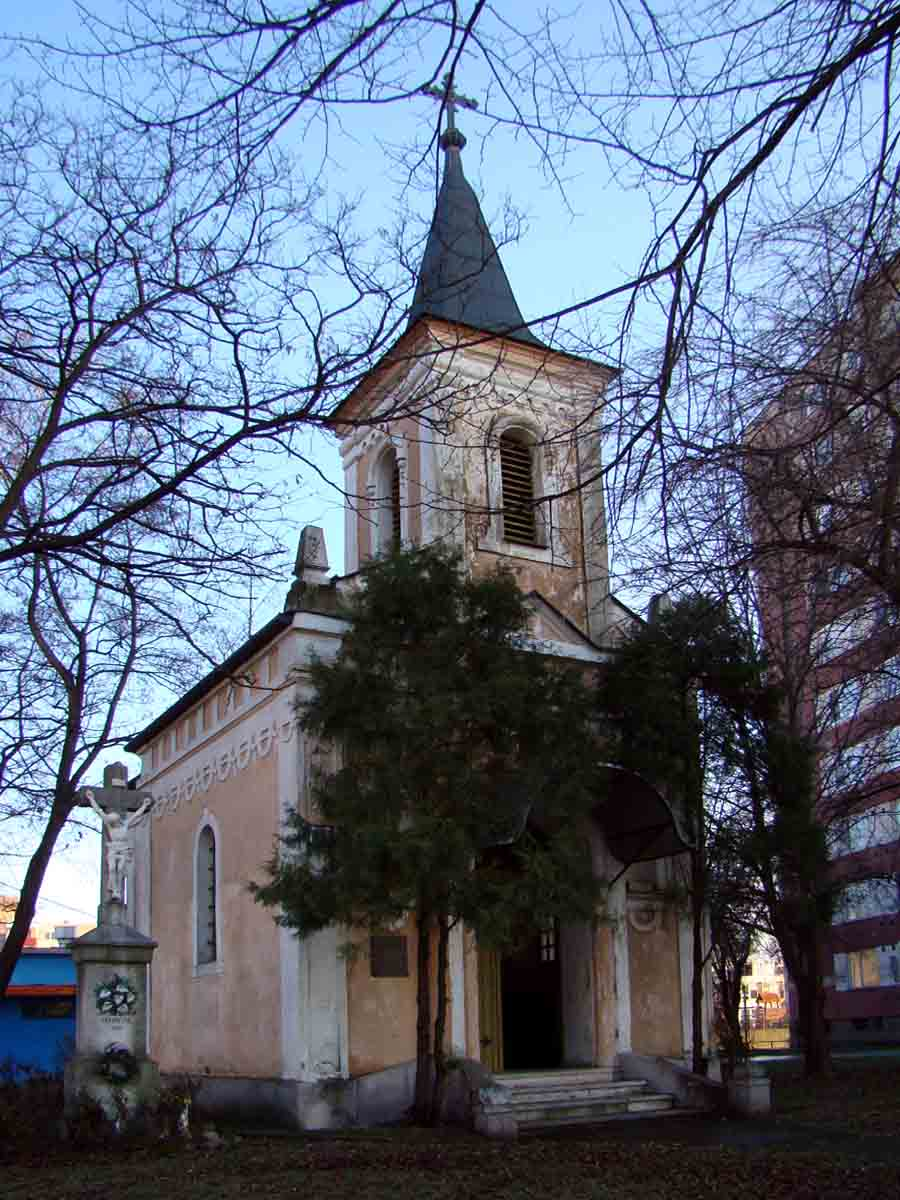
A Szent Antal-kápolna
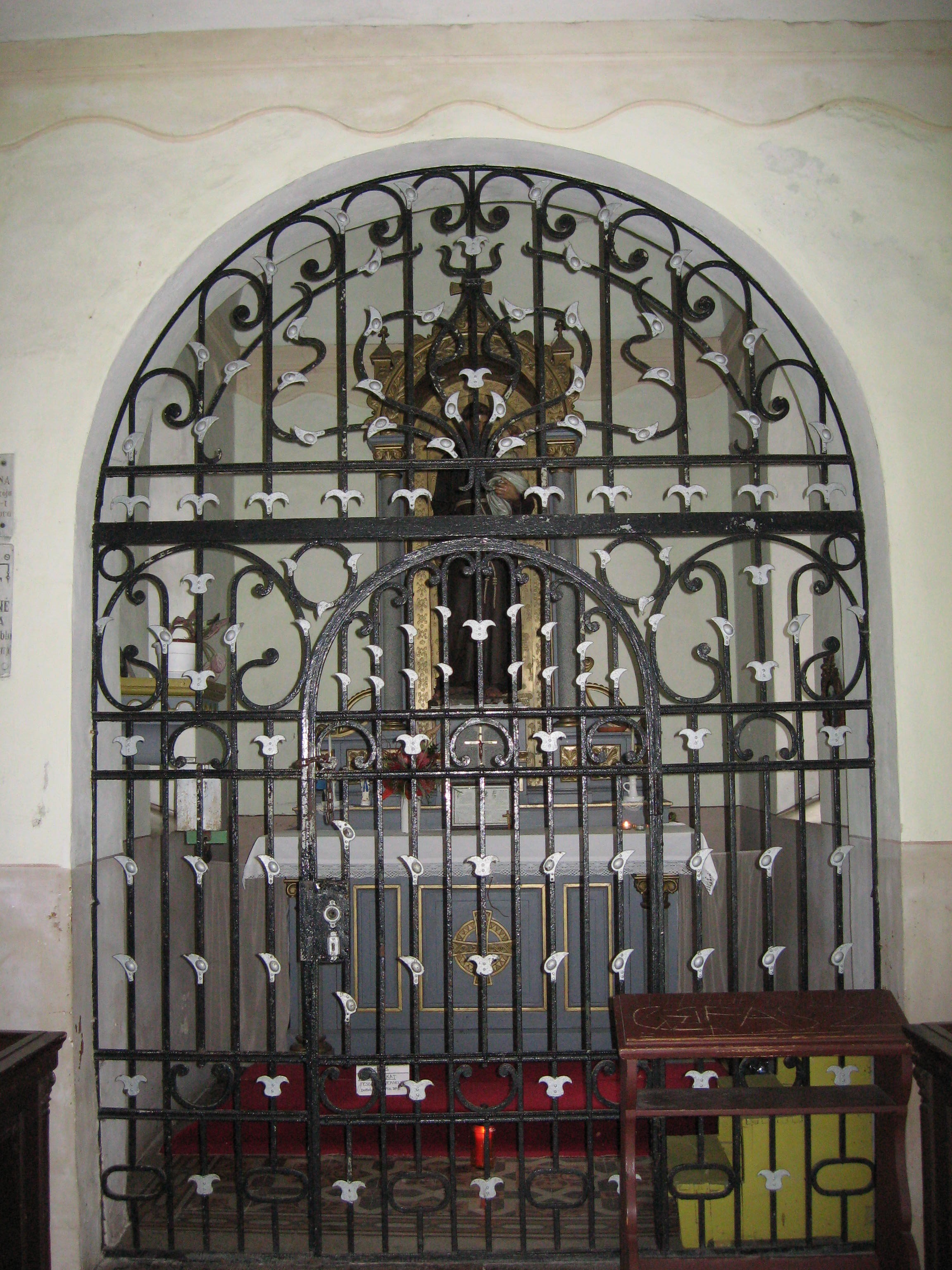
A kápolna látképe
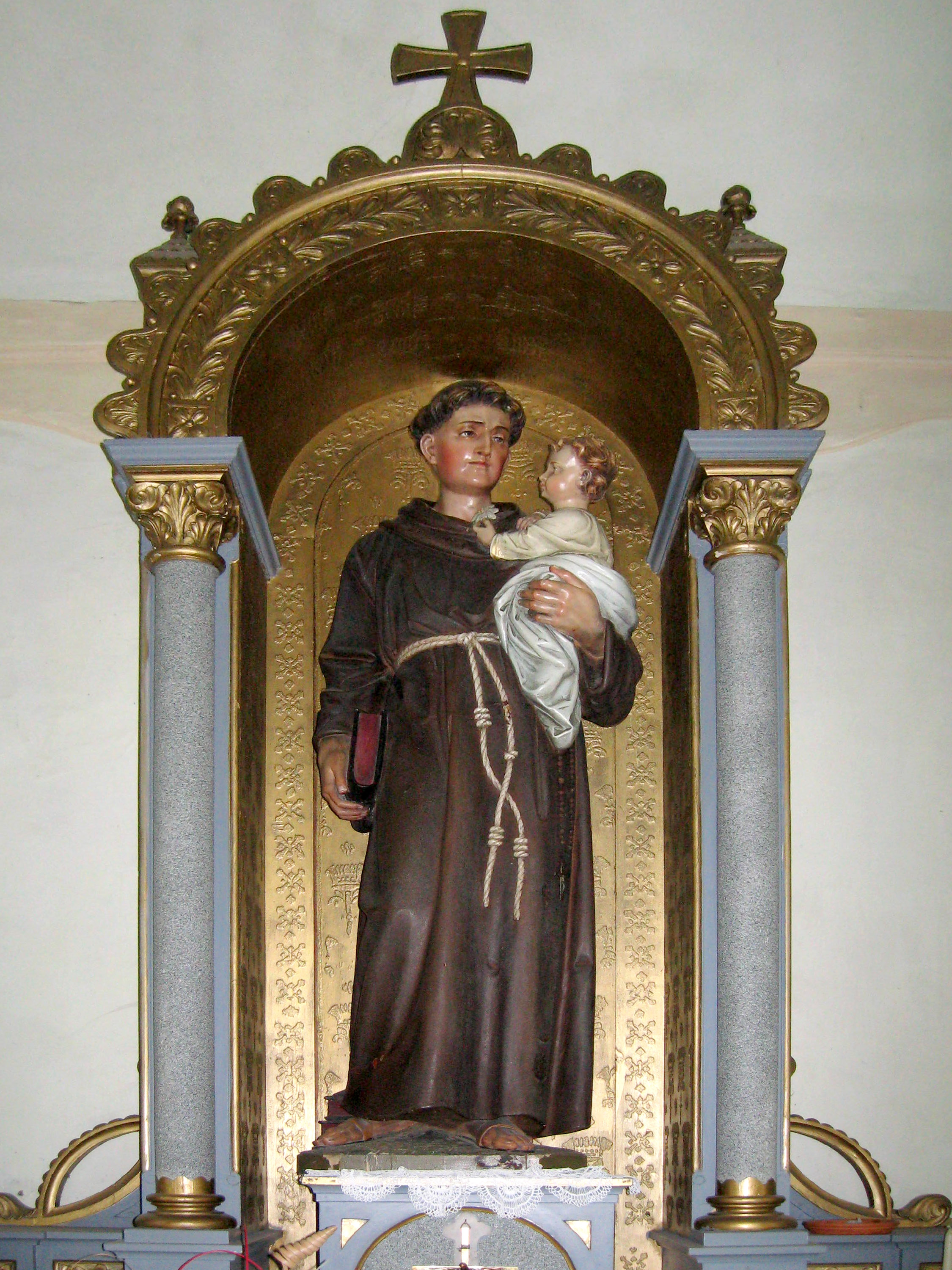
Szent Antal-kápolna oltára
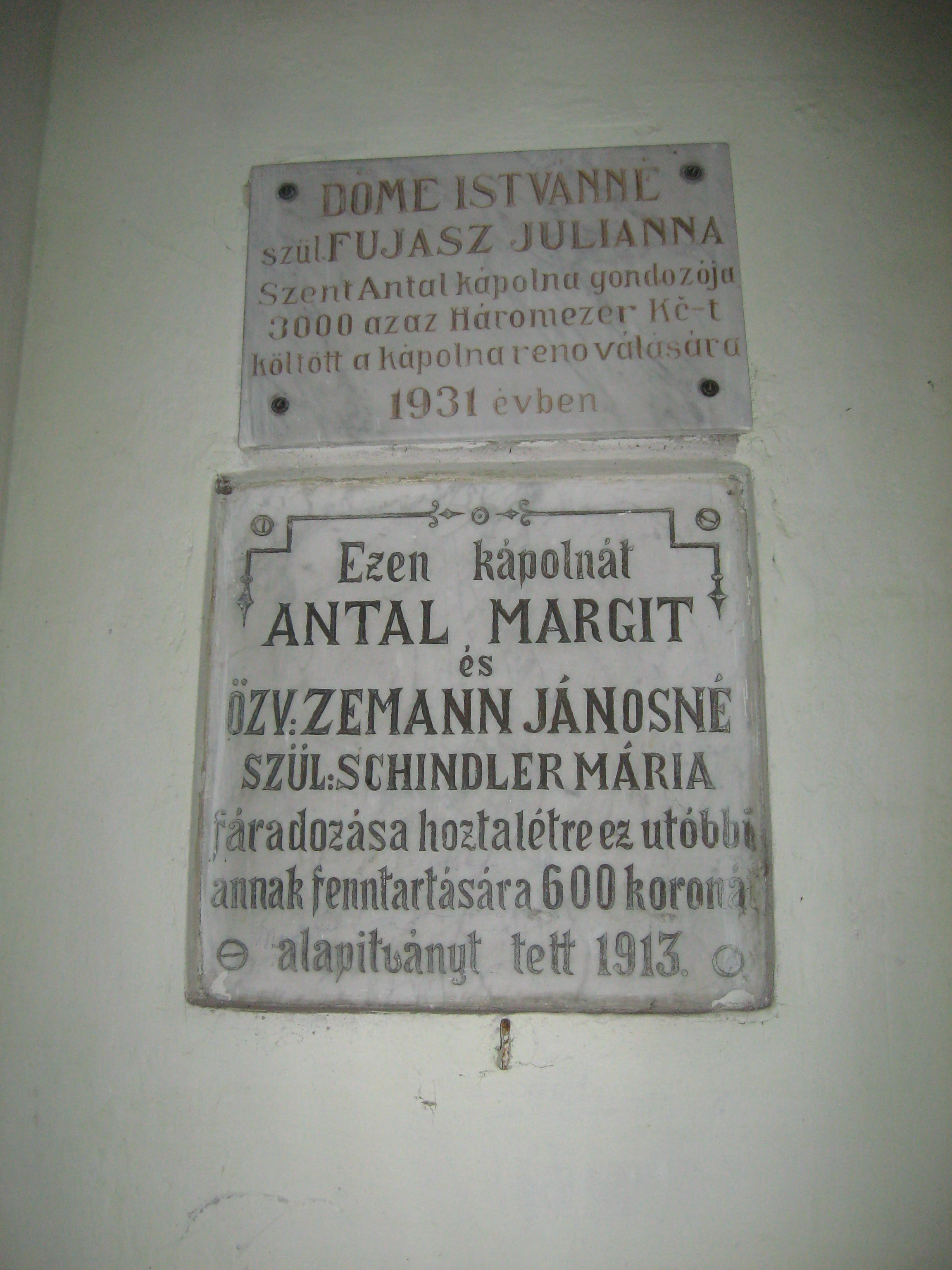
Emléktáblák a kápolnában

### A Szűz Mária-kápolna
A Szűz Mária-kápolna a 18. század második felében épült. Egy monda szerint 1709-ben az itt található és a környéken széles körben ismert és tisztelt Mária-kép könnyezett. A szentélyválasztó rács barokk stílusú, a rajta található évszám szerint 1780-ban készült. Alatta Mária monogramját láthatjuk, amely megjelenik a kápolna homlokzatán is. A kápolna mellett egykor temető is volt, melyet 1866-ban számoltak fel.

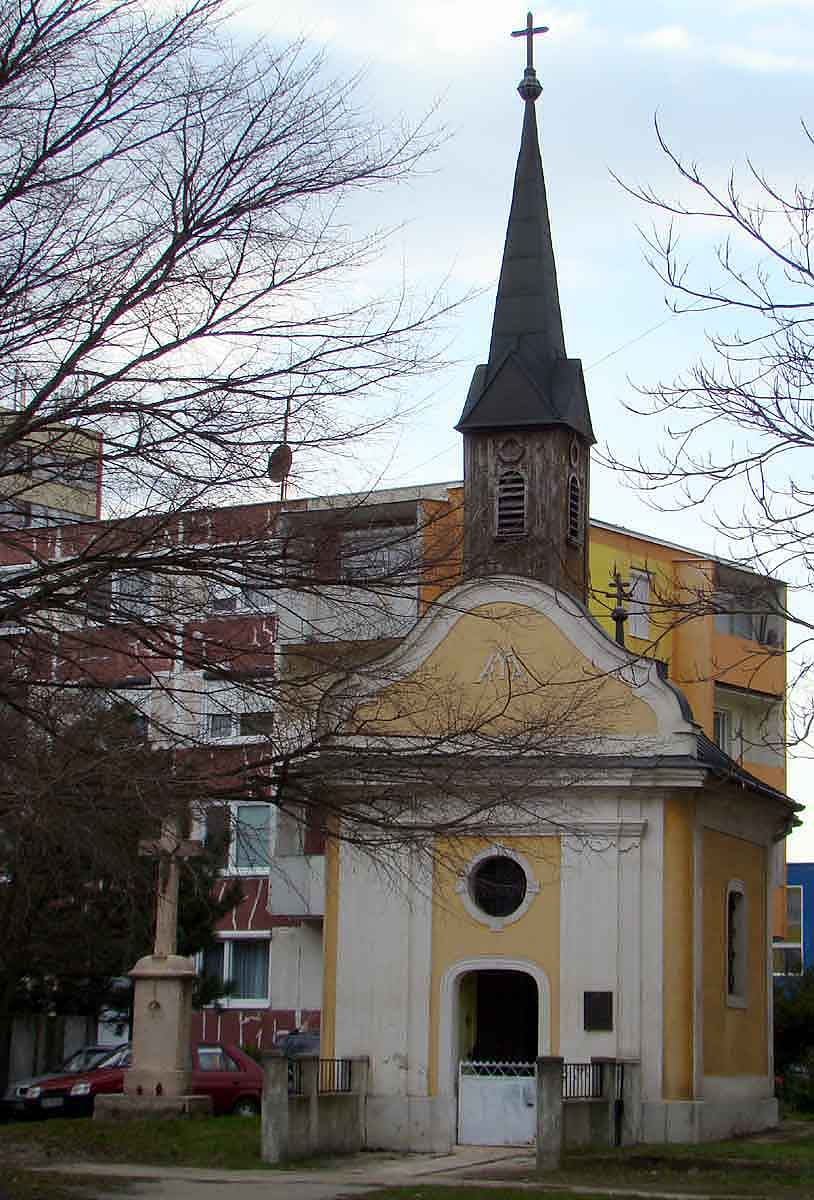
A Szűz Mária-kápolna
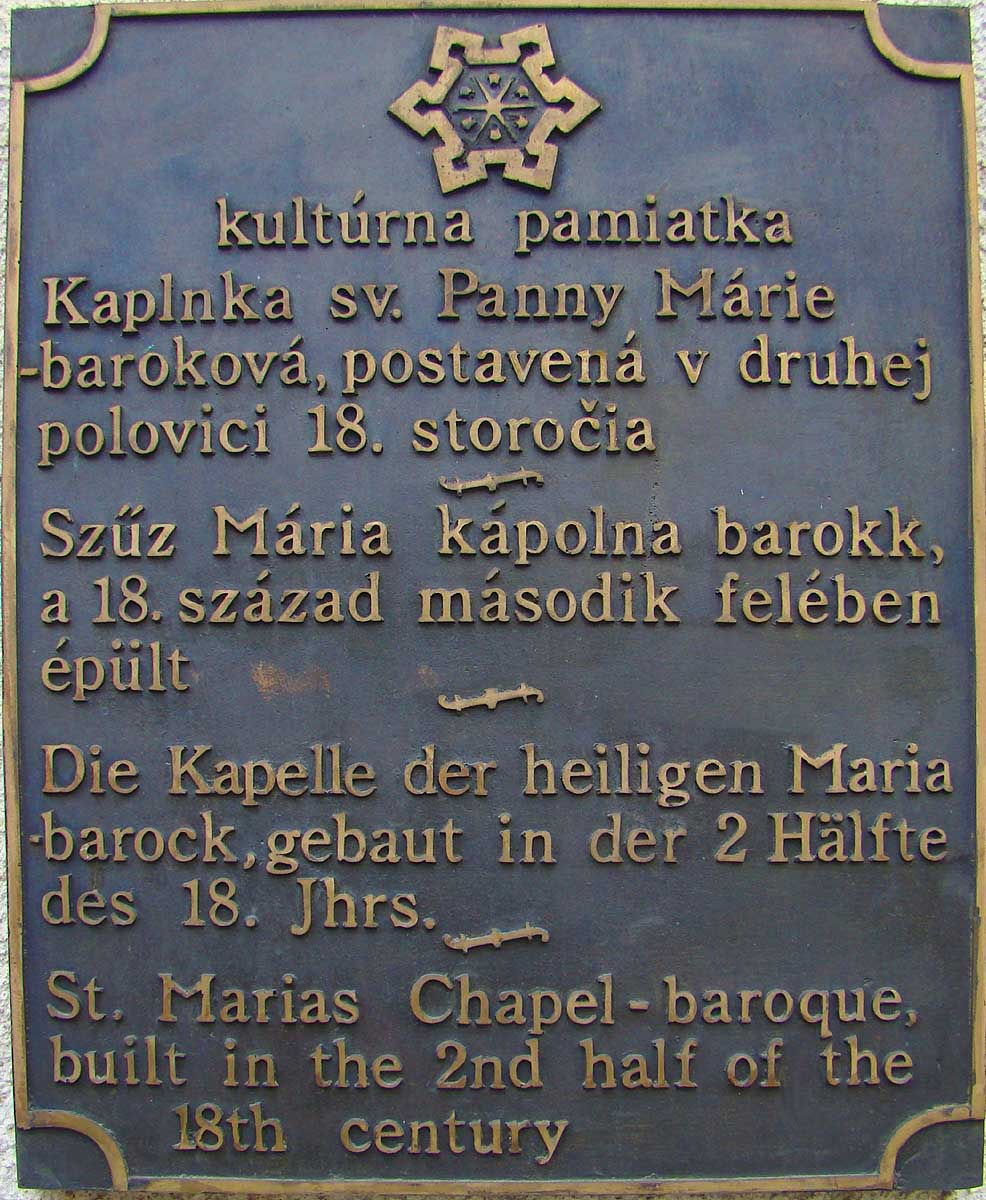
Információs tábla a Szűz Mária-kápolna falán
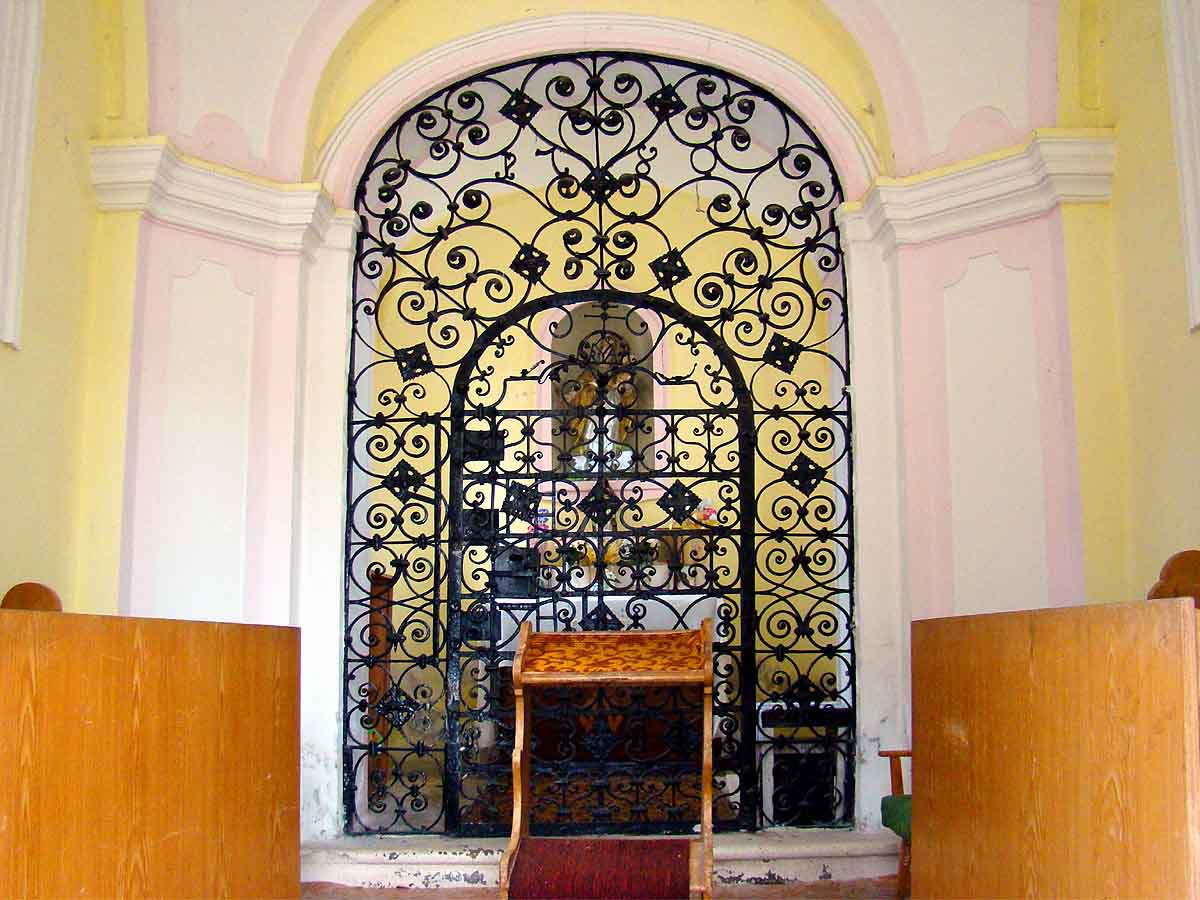
A Szűz Mária-kápolna belseje
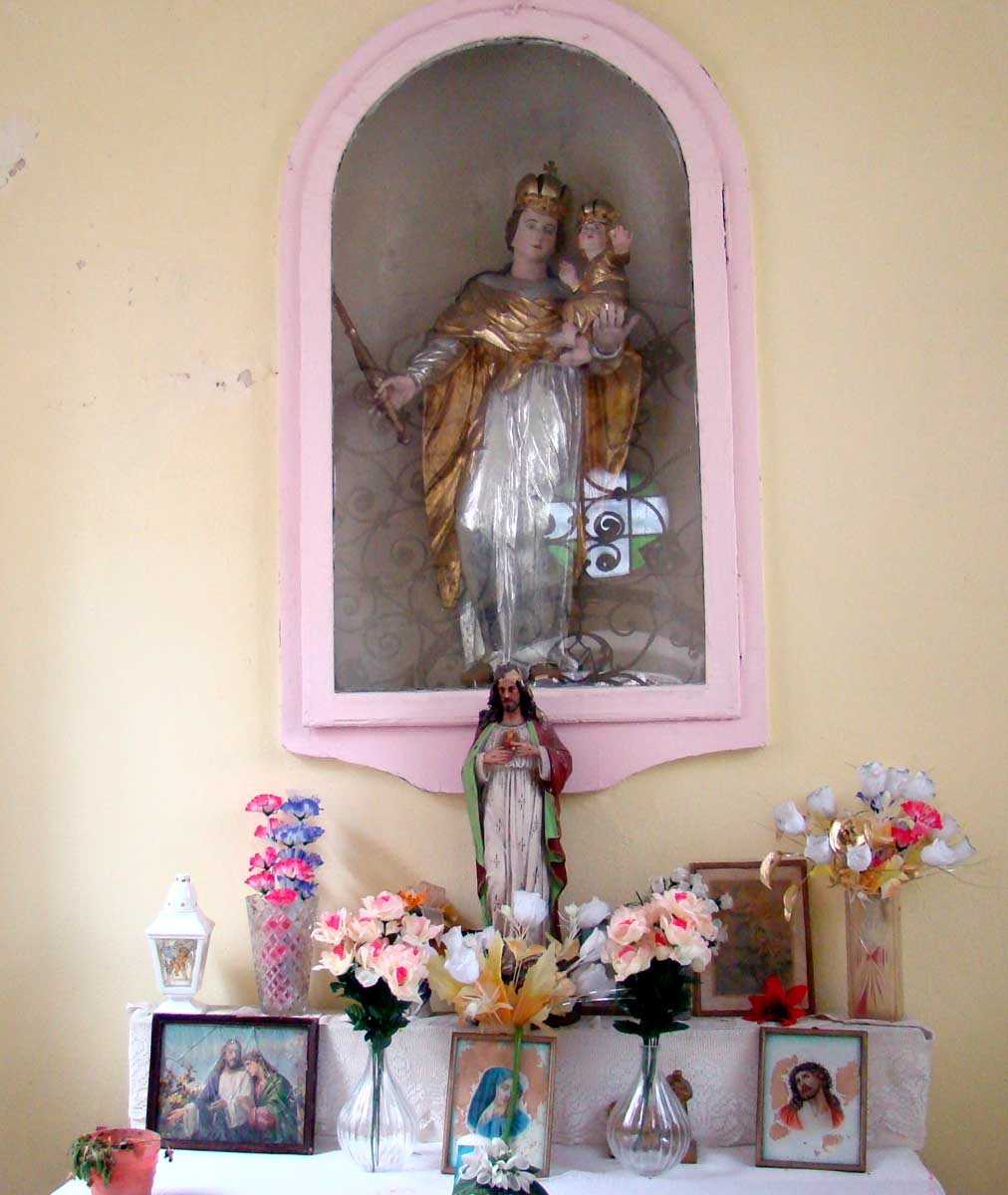
A Szűz Mária-kápolna oltára

### Szent Anna-kápolna
A Szent Anna-kápolnát, mely jellegzetes barokk stílusú kápolna, 1762-ben építették az újvári német iparosok. A Szent Anna Társulat 1762-ben alakult meg karitatív szervezetként. Az alapítók nevei ma is meg vannak örökítve a kápolna falán elhelyezett márványtáblán.

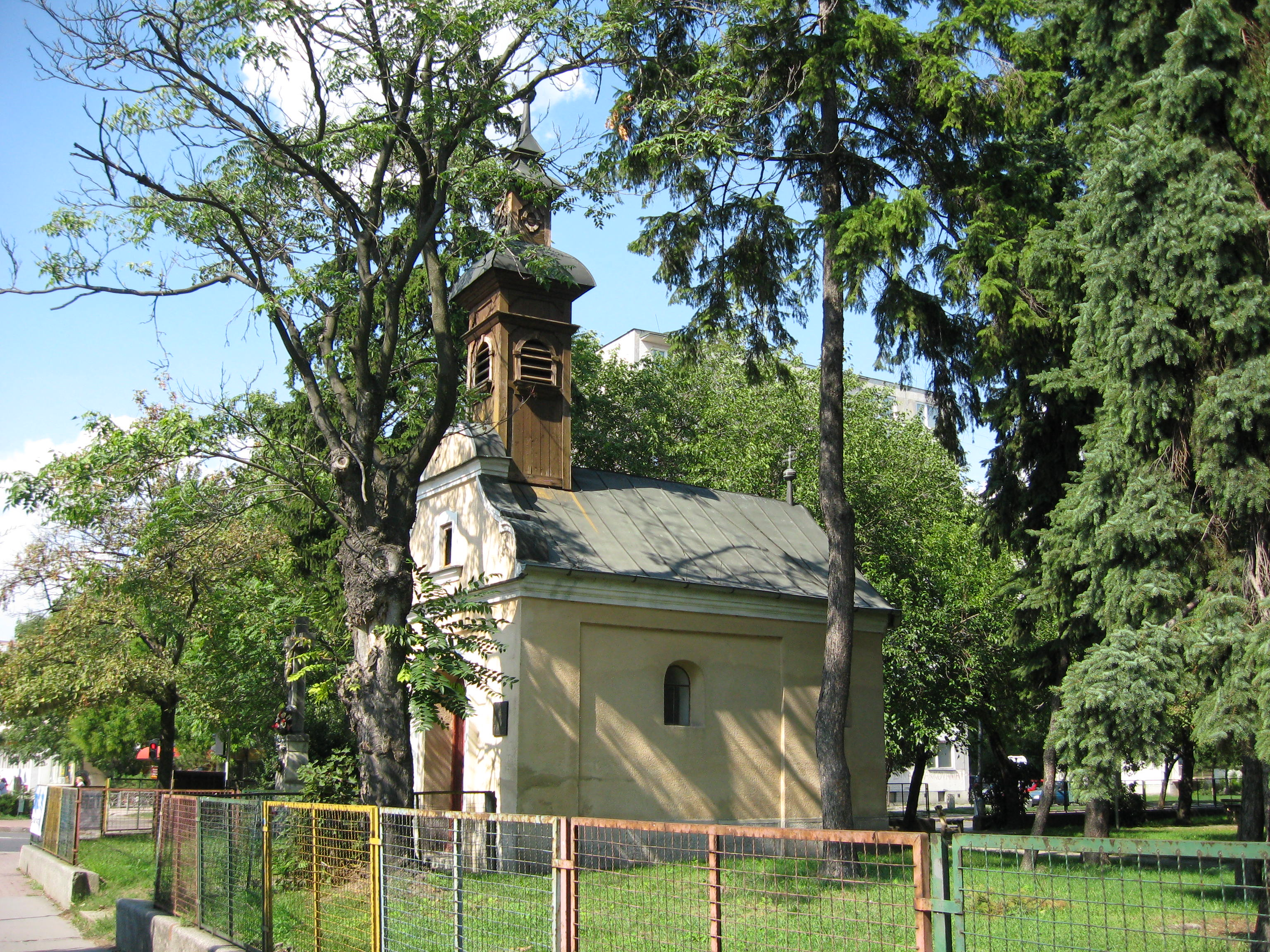
A Szent Anna-kápolna
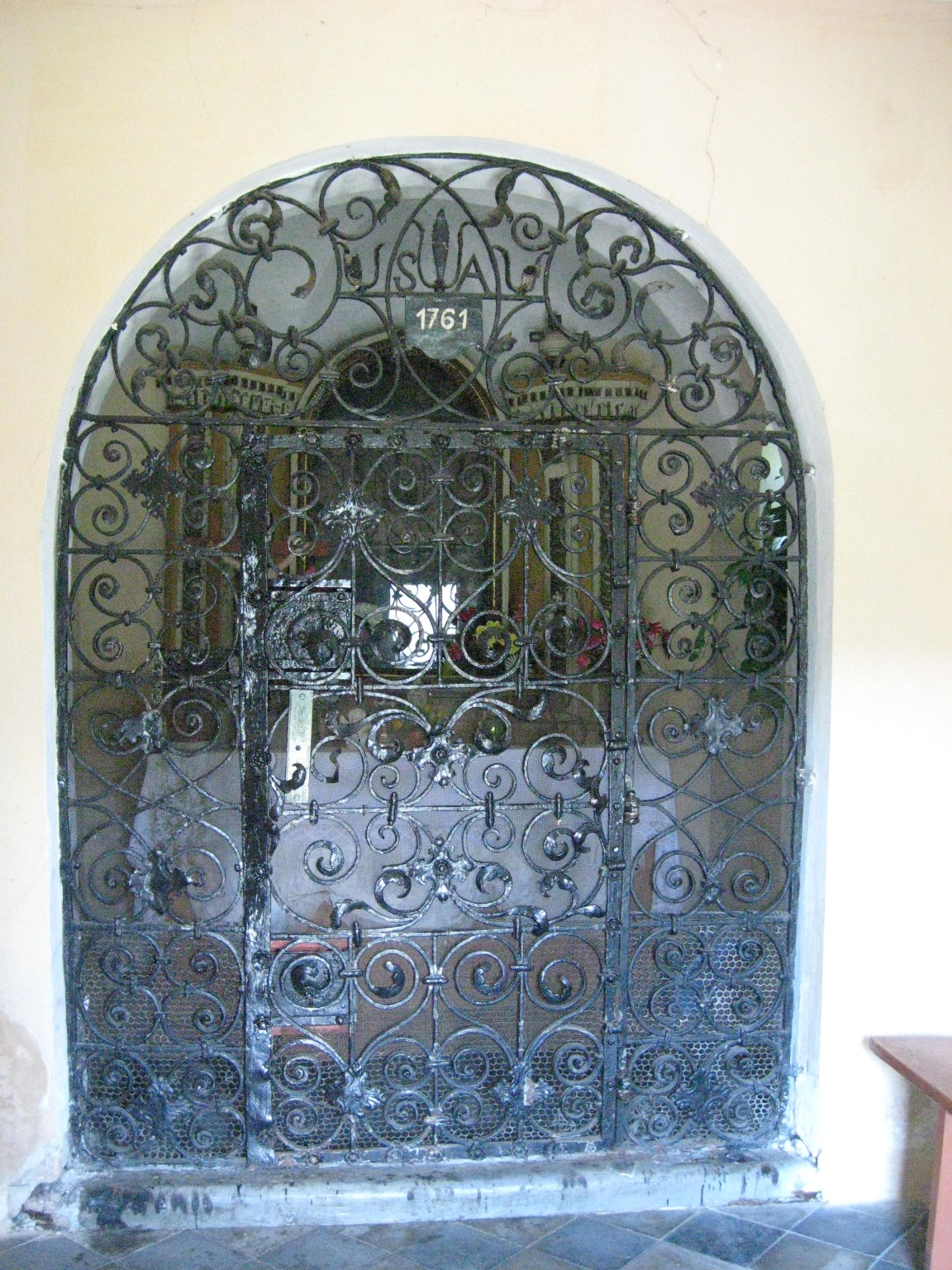
A Szent Anna-kápolna belseje
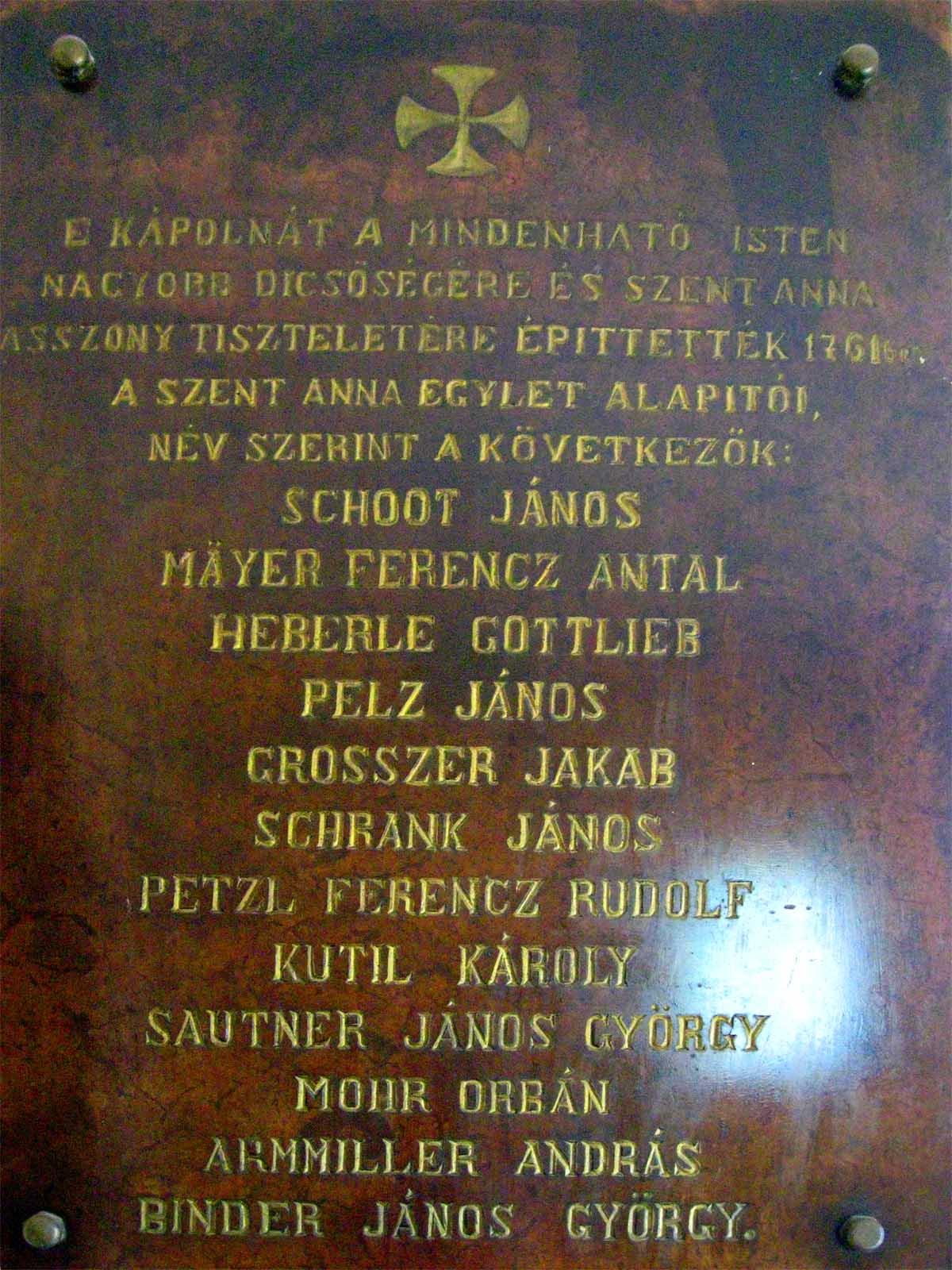
Emléktábla a Szent Anna-kápolnában
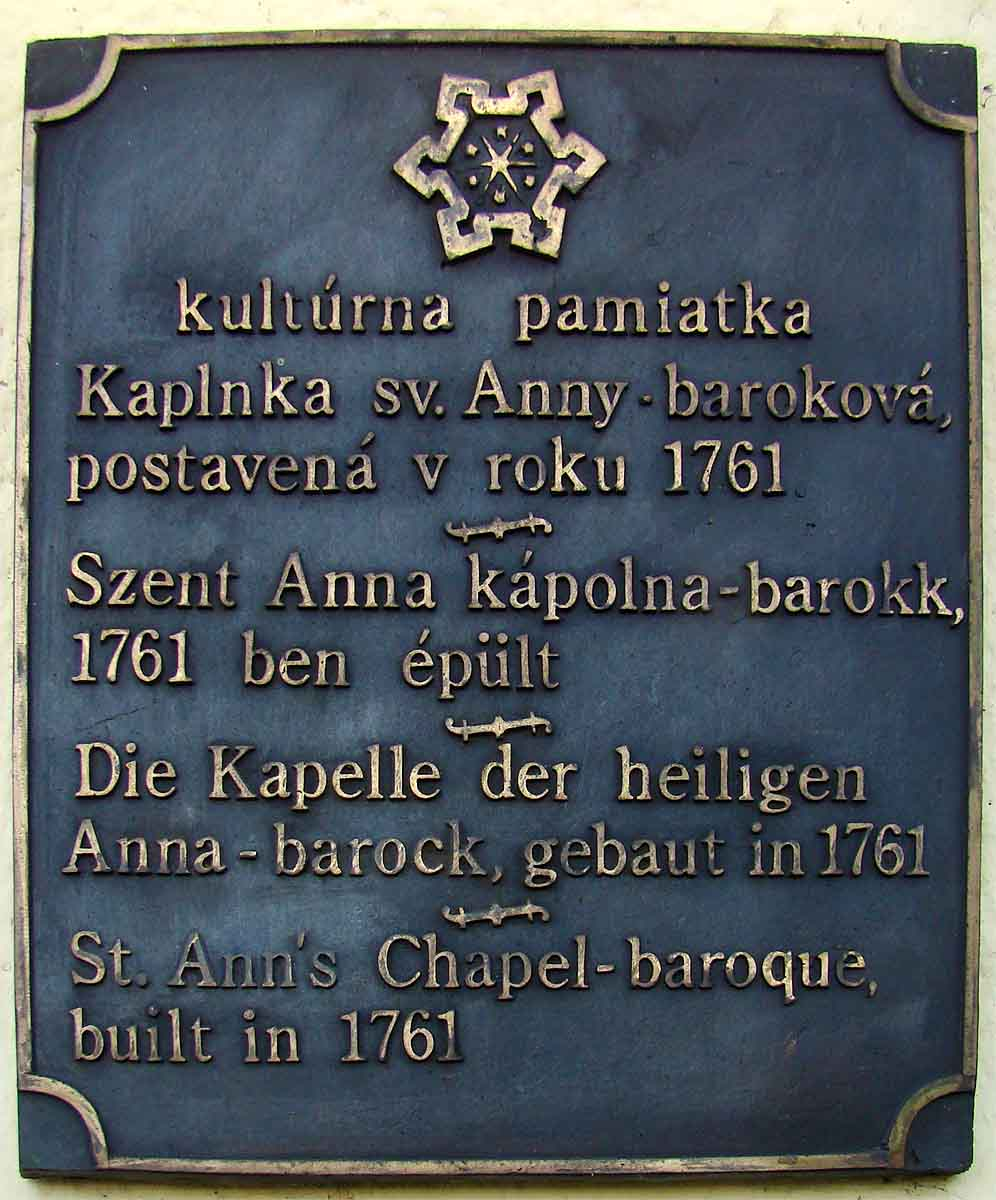
Információs tábla a Szent Anna-kápolna falán

### Evangélikus templom

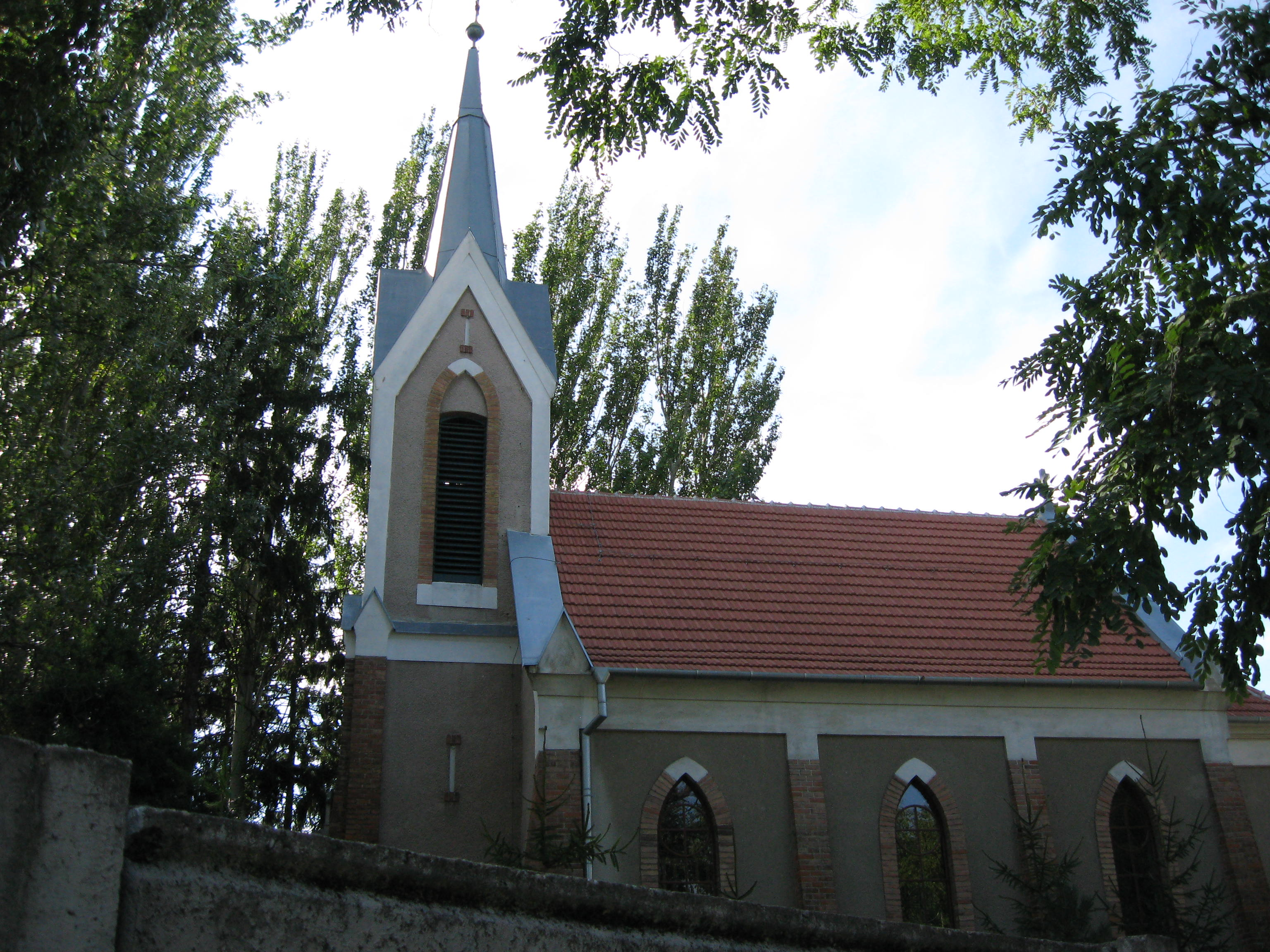
Az evangélikus templom

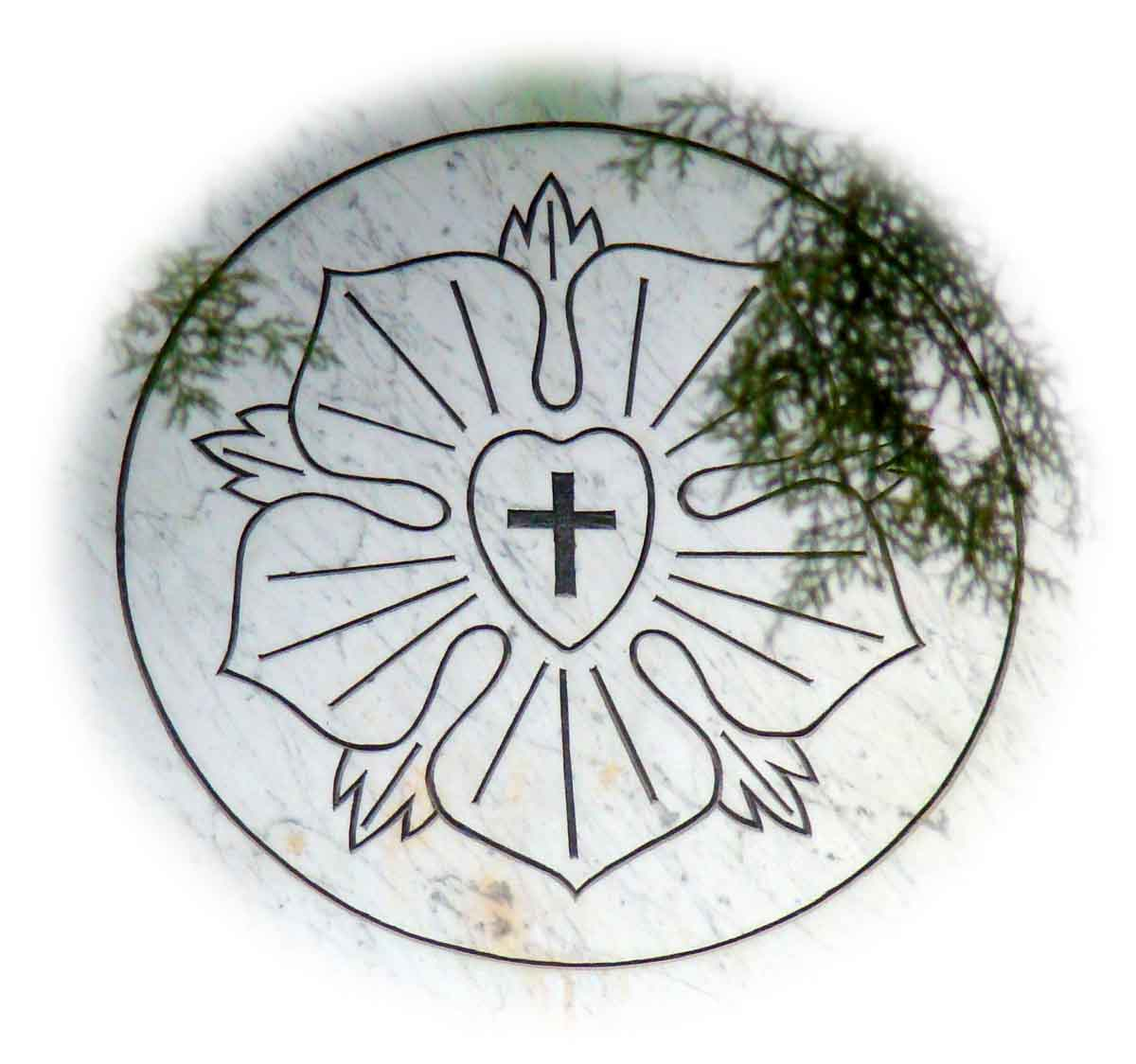
A Luther-rózsa az evangélikus templom bejárata fölött

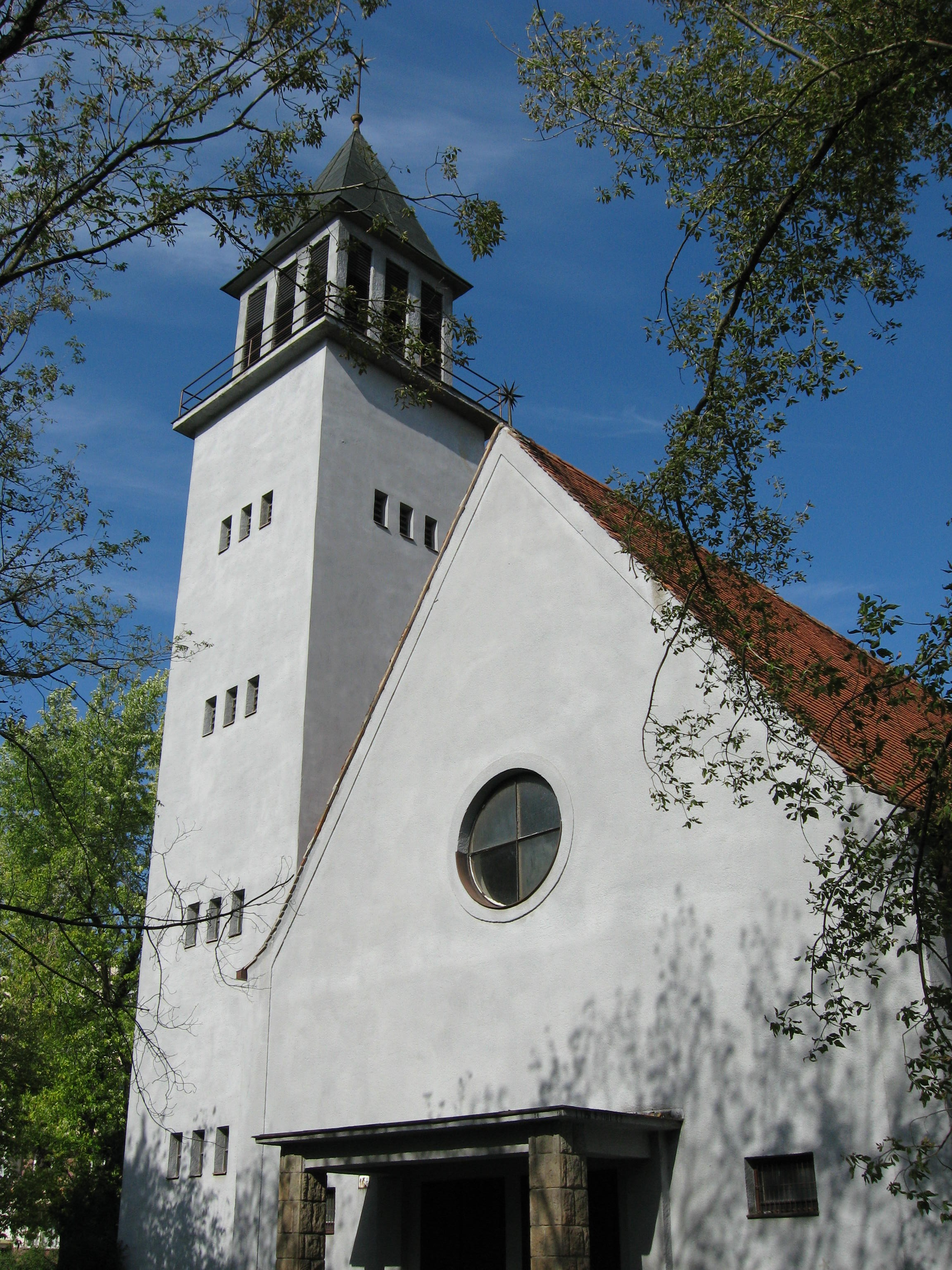
Az 1957-ben épített református templom

Az evangélikus templomot 1905-ben neogótikus stílusban építették. 1905. augusztus 15-én szentelték fel.
1978-ig az „Erős vár a mi Istenünk” Luther-idézetet lehetett látni a bejárat felett. Az 1978-as felújításkor ezt eltávolították és ma helyette egy Luther-rózsa és kereszt látható. A templom oltárképét Boemm Ritta budapesti festőművész készítette. A kép pointillista stílusú és a Magvető címet viseli.

### Református templom
Az első újkori református gyülekezet Érsekújvárott 1934 májusában alakult meg, mely Udvaros Ferenc házában kapott helyet.
A gondolat egy új templom építésére 1938-ban vetődött fel. A mai református templomot 1941-ben kezdték építeni Szegheő Zsigmond városi tanácsos tervei szerint. 1942-ben szentelték fel a templomot. A templom modernnek számított a mintegy 30 méter magas tornyával is.
A templom a második világháború alatt súlyosan megsérült, így teljesen újjá kellett építeni. A bombázásokkor súlyos találat érte. A helyreállított templomot csak 1957-ben szentelték fel. A tornyot 1976-ban újították fel. 1984-ben teljes felújítást hajtottak végre a templomban. A templom padjai keményfából készültek és családneveket tartalmazó rézlemezkék díszítik. Mintegy 340 ülőhely van benne. Berendezéséhez hozzátartozik még a harmónium, szószék és az ún. Mózes-szék is. A református templom tágas udvarán áll a közösségi ház, melyet 1989-ben építettek fel és otthont ad a közösség fiatal és idősebb tagjainak.

### Zsinagóga
A zsidók nagy számban telepedtek le a városban a 19. század során. 1859–1863 között megépítették első zsinagógájukat, mely a neológ irányzatot valló zsidók zsinagógája lett a későbbiekben. A zsinagóga a budapesti Dohány utcai zsinagóga mintájára készült. Ezt a második világháború alatt bombatalálat érte. Érdekes módon a homlokzata és a tornyai nem sérültek jelentős mértékben, az akkori városvezetés mégis a lebontás mellett döntött.
Az 1880-as években szakadás állt be (a sikertelen magyarországi zsidó kongresszus után, melynek célja éppen a közös vezetés létrehozása és az egységesítés lett volna) az egyházközségben és megépült az ortodox zsinagóga is, mely 1885-re készült el. Ez a neológtól jóval puritánabb téglalap alaprajzú, karzattal ellátott egyszintes épület. Először 1910-ben újították fel. A második világháború után – bár nem bontották le – igencsak elárvult. Költséges felújítását 1989-ben kezdték el. 1991-ben még nem fejeződött be a felújítás, de már védett műemlékké nyilvánították. A főkapu felett héber nyelven hirdeti a felirat: „Ez szolgáljon részetekre kis szentélyként”. A héber számmisztika szerint a betűket számmá alakítva megkapjuk az első felújítás (1910) évszámát. 1992-ben nemzeti kulturális emlék lett. 2008-ban elvégezték a zsinagóga felújítását és kisebb javításokat hajtottak végre a belterében is, melyekkel eltávolították a beázás okozta károkat. Ma ez Szlovákia egyik működő zsinagógája a négy közül.

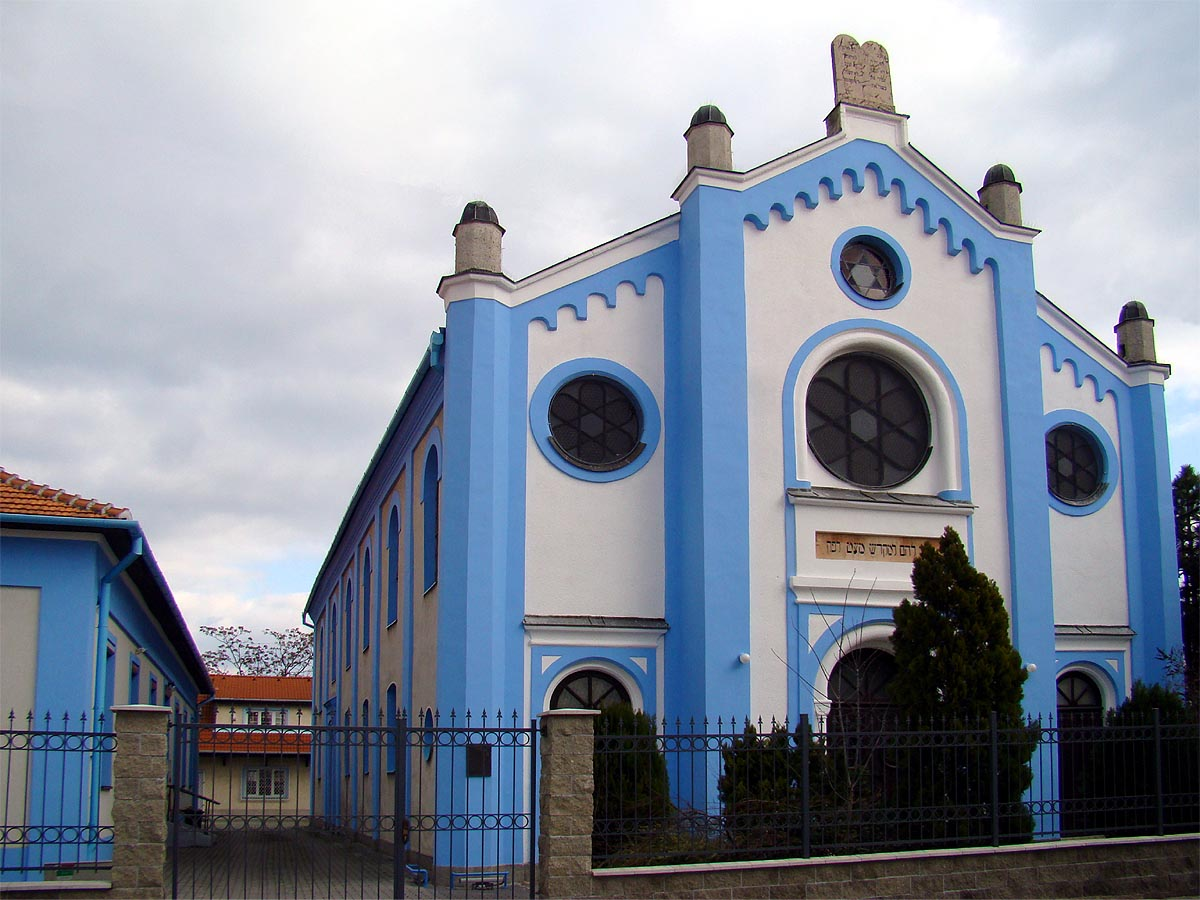
Az ortodox zsinagóga

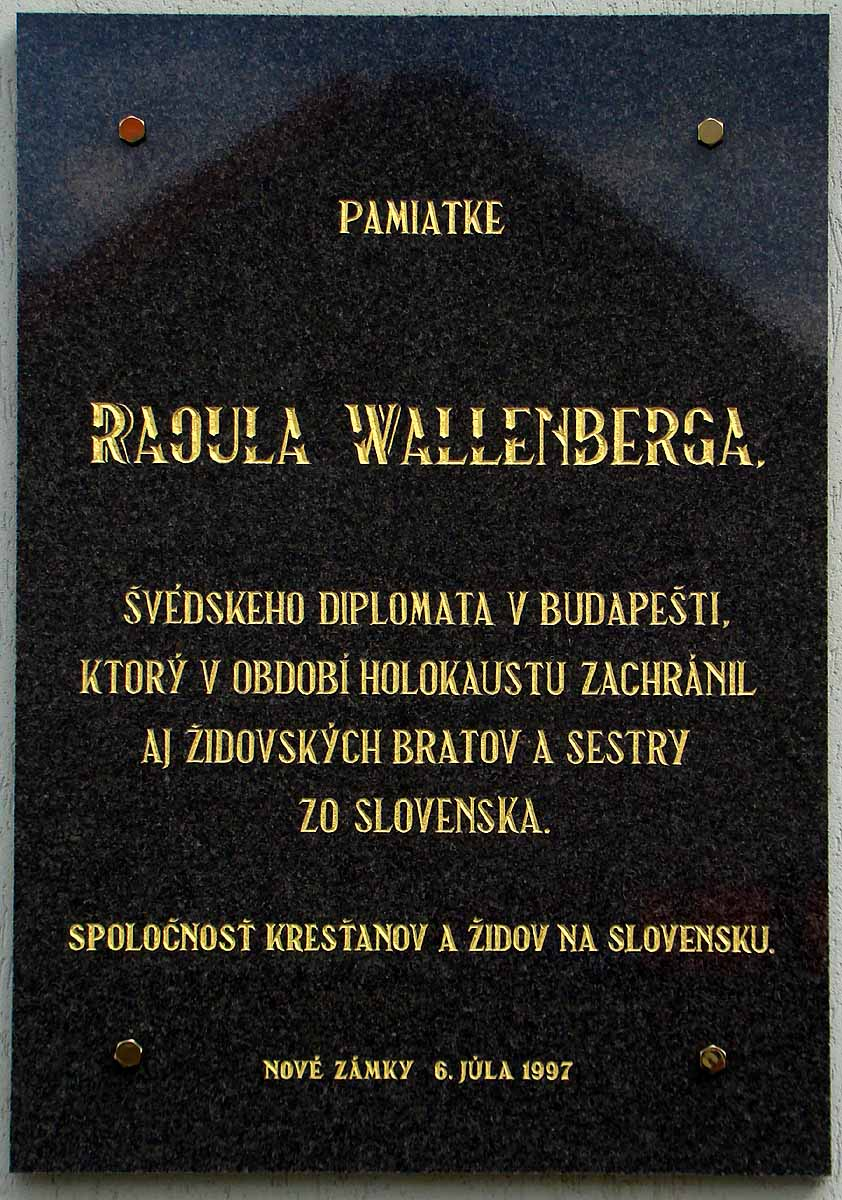
Wallenberg Raoul emléktáblája

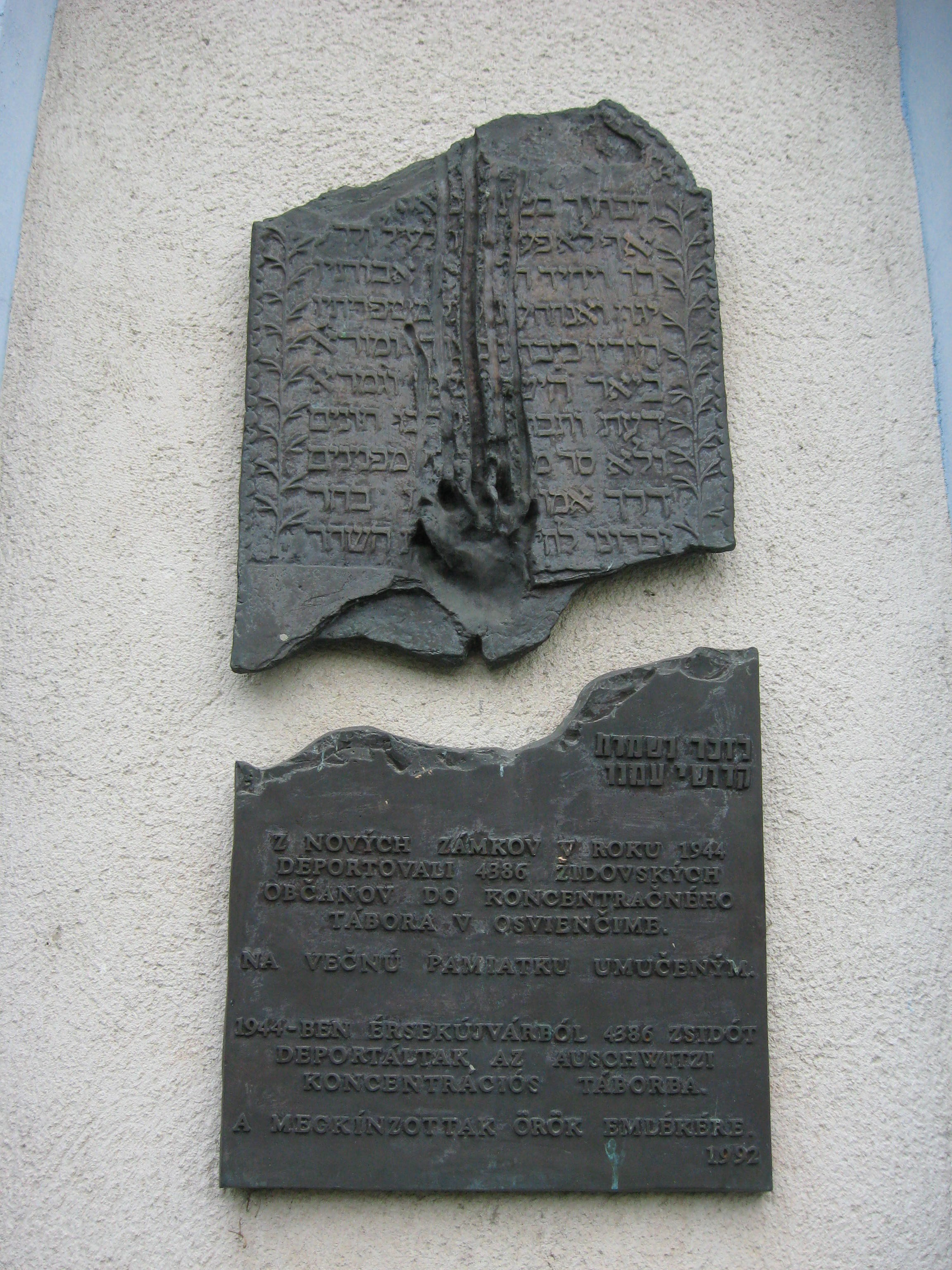
Emléktábla a zsinagóga falán

A pulis (előcsarnok) közepén helyezkedik el a lavaba (falitábla), amely egykor a neológ zsinagógában volt. A lavaba szövege: „Lépjétek át az igazság kapuját.”
A hajó terének közepén található az almemor, amelyet oldalról öntöttvas korlát segítségével lehet megközelíteni, továbbá a Tóra olvasásakor használt asztal. A zsinagóga belső terének legszebb helyisége az AronHakodesh – a szent frigyláda helyisége. Itt találhatóak Mózes táblái a Tízparancsolattal, az örökláng jelképe és a menora, amely a talmud előírások szerinti kultúrát jelképezik.
A bejárat melletti falakban vannak a cedoko szekrénykék, amelyek az adományok gyűjtésére szolgáltak. A mennyezeten négy, növényi díszítéssel ellátott kör festmény látható. A mennyezeti festmény két oldalán két-két díszes, rézlemezből készült kosár található, melyek szellőzőnyílásként szolgálnak. A felújítás során sikerült megújítani a zsinagóga mozaik ablakait is.
A zsinagóga külső falán található az 1992-ben felavatott holokauszt-emléktábla Kern szobrásztól. A belső térben látható 19 kőtálából álló emlékmű megemlékezik a nácizmus 3000 érsekújvári zsidó áldozatáról, mely emlékművet 1999. június 20-án lepleztek le. A zsinagóga udvarán álló melléképületet egykor mint egyosztályos iskolát használták. Ennek az épületnek a falán avatták fel 1997. július 7-én Raoul Wallenberg budapesti svéd nagykövetnek, a zsidók megmentőjének emléktábláját. Az emléktáblát a Keresztények és Zsidók Szlovákiai Társasága állította. Az emléktábla szövege: Raoul Wallenberg budapesti svéd diplomata emlékének, aki a holokauszt idején szlovákiai zsidó testvéreket is megmentett. Keresztények és Zsidók Szlovákiai Társasága, Érsekújvár, 1997. július 6.
A zsinagóga oldalán található parkban Holokauszt emlékmű áll, melyet Szilágyi Tibor helyi szobrász készített 2008 februárjában. Ezen park 2008 februárjától Klein Ernő rabbi nevét viseli, aki a neológ gyülekezet főrabbija volt. Kiemelkedő nyelvész volt, aki mintegy 35 nyelven tudott, közülük 14-et ismert magas fokon. Ő volt a szerzője annak a kétkötetes angol frazeológiai szótárnak, melyet mindmáig használnak az angol nyelvterületen. Klein Ernő Szatmárnémetiben született, Érsekújvárról deportálták előbb Auschwitzba, majd Dachauba, ahol megérte a felszabadítást. A felszabadulás után rövid ideig Érsekújvárott tevékenykeden, majd Szatmárnémetin keresztül Franciaországba, később Kanadába emigrált, ahol 1986-ban halt meg. Nyelvtani munkásságáért a Medal of Merrit legmagasabb kanadai állami kitüntetés díjazottja.

### Egyéb emlékek
- Bástyák maradványai: Zserotin-, Mihály-, Császár-, Cseh-, Ernő- és Forgách-bástya.
- A török uralom alóli felszabadulás emlékművét 1935-ben készítették, a török uralom alóli felszabadulás 250. évfordulójára.
- A főtéri Bernolák-szobrot Jozef Pospíšil építész készítette és 1937-ben állították fel. A bécsi döntés előtt 1938-ban Zsolnára szállították, majd 1946-ban került vissza a Fő térre. A szocializmus évei alatt, 1966-ban áthelyezték a Bernolák-parkba, majd 2005 novemberében ismét a Fő térre került.
- Czuczor Gergely új szobra, melyet Meliš György újvári szobrász készített 1966-ban egy Babka temetőbeli sírkőből. A szobor bal sarkában ma is jól kivehető az 1849-es évszám. Az eredeti szobrot Székely Ernő (eredeti nevén Weiss) budapesti szobrász készítette és 1906. június 17-én leplezték le a Simor leányiskola parkjában (amely az egykori Leninová iskola). A szobor 1945-ben tűnt el. Egyes régi újváriak véleménye szerint a Czuczor-szobor egy betemetett kút mélyén lehet a mai napig.
- Kassák Lajos életnagyságú szobrát, mely Szilágyi Tibor szobrászművész alkotása, 2006 szeptemberében avatták fel.
- Holokauszt-emlékmű a Klein Ernő parkban. Szilágyi Tibor szobrászművész alkotását 2008-ban avatták fel.
- 2019-ben a török nagykövetség egy kút megépítését ajánlotta fel a városnak, a képviselőtestület azonban a kivitelezés tartalmi módja miatt visszautasította az ajánlatot.[47]

### Temetők
- Tóth József utcai (Slovenská ulica) zsidó temető.
- Tóth József utcai (Slovenská ulica) köztemető – itt található egy kápolna, romos állapotban.
- Szent József temető – (1926-tól működik) a Nyitrai úton.

Már felszámolt temetők:
- Babka temető,
- Panca-dombi temető.

## Sport
A városban van egy sportcsarnok és egy téli stadion.

### Labdarúgás
Érsekújvárott két futballpálya van, jelenleg a futballcsapat a 3. ligában játszik. A múltban jeles futball egyéniségek is tevékenykedtek a városban, köztük Szikora György és Michal Vičan.

### Millénium sportcsarnok

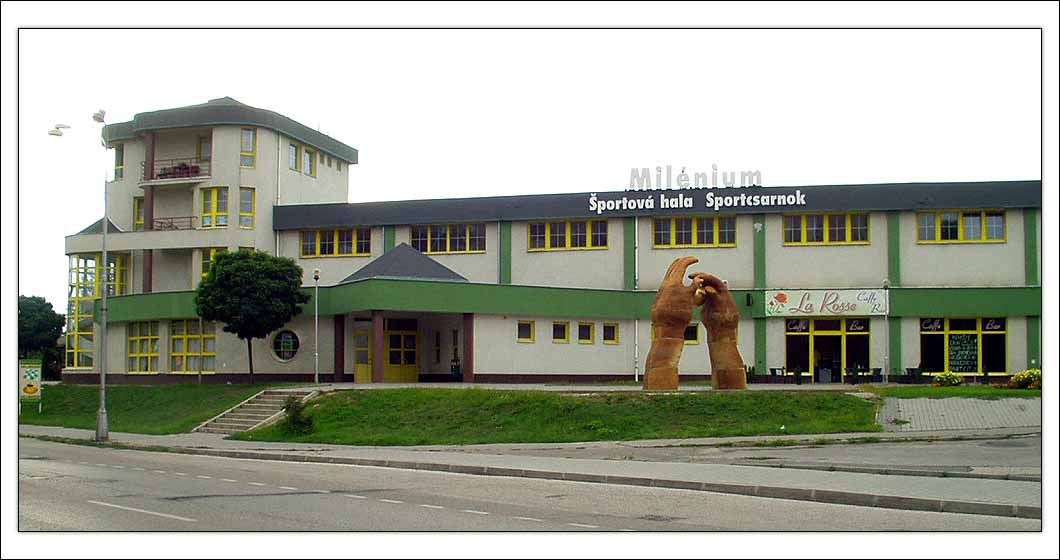
A Millénium sportcsarnok

A Millénium sportcsarnokot 1999. december 29-én adták át a közönségnek. Elsősorban sport és társadalmi-kulturális események rendezésére szolgál. Az itt játszott sportjátékok: röplabda, kézilabda, aerobik, kalanetika, teremlabdarúgás és táncversenyek. A társadalmi események közül leggyakrabban koncerteket, bálokat, konferenciákat rendeznek itt.
A férfi kézilabdacsapat a szlovák 1. ligában és a nemzetközi HIL ligában játszik.
Az épületben 994 nézőnek van hely. A sportpálya mérete 40×20 m. A sportcsarnokban négy ruhatár, szauna és fedett uszoda, klubhelyiség és teniszpálya található. A földszinten állandó, saját konyhával rendelkező étterem működik. Az étterem feletti helyiségekben 20 személy elszállásolására van hely.

### Relax komplex (a fedett uszoda)

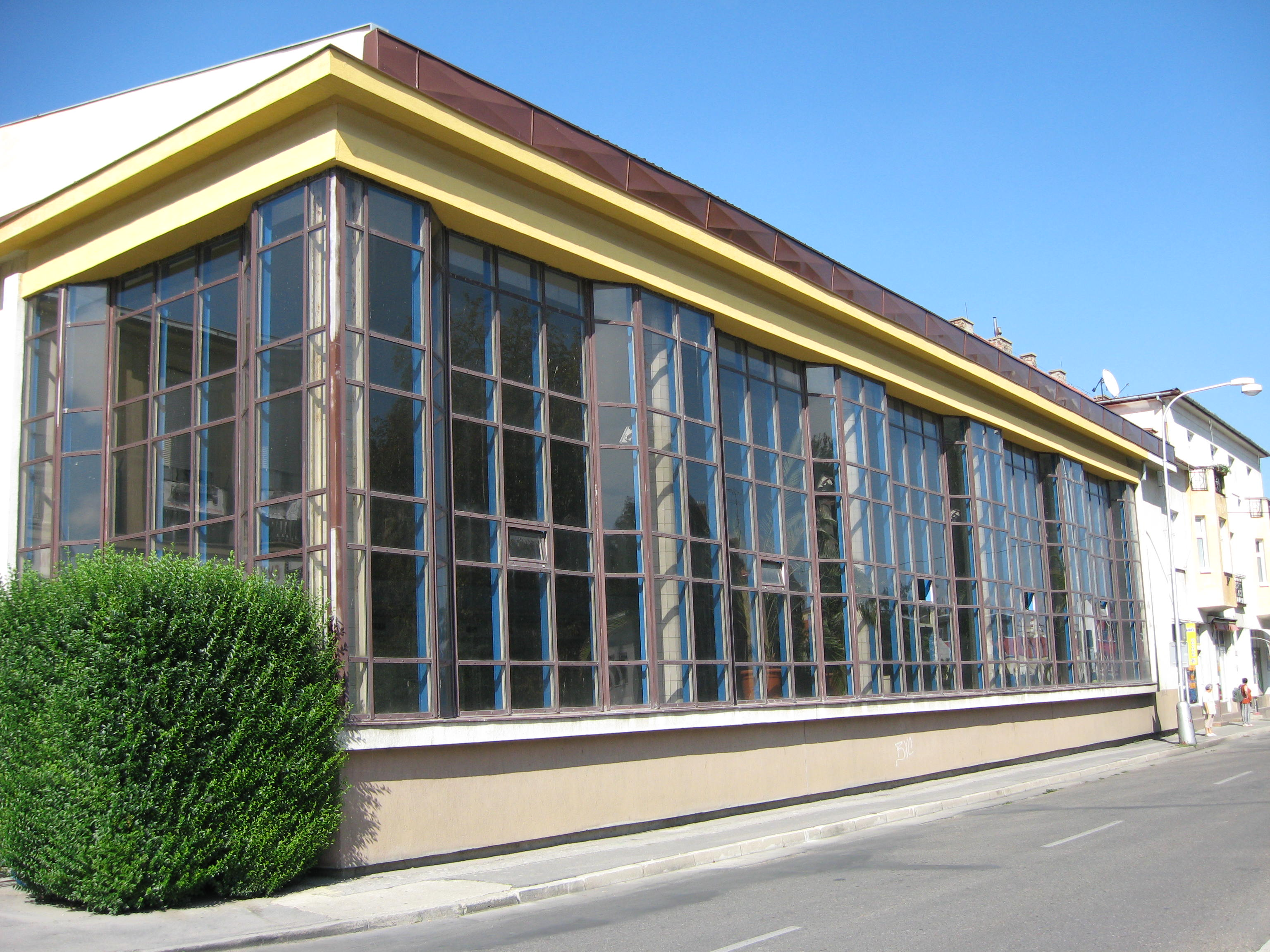
A Relax komplex (fedett uszoda) a Törökszalasztó utcában

A Relax komplex a Törökszalasztó utcában található. Az épületet eredetileg 1964-ben építették. A város 1996 januárjában teljesen felújította az egész uszodát és újabb szolgáltatásokat nyitott meg. Az épület bal szárnyában fitneszcentrum, szauna, szépségszalon, női és férfi fodrászat, biokozmetika árusításával foglalkozó üzlet és utazási iroda. A jobb szárnyban vannak az öltözők és a zuhanyzók, illetve az uszoda. A gyermekmedence 60 cm mély, a felnőttek medencéjének maximális mélysége 180 cm. Két úszómester felügyeli a fürdőzőket. A fedett uszodában rendeznek több ifjúsági sportversenyt.

### Téli stadion
A téli stadionban van masszázs, szauna, korcsolyaköszörülés és büfé. A stadion közelében étterem is van. A nyári időszakban időnként kiállításokat is rendeznek. A stadionban általában évente megrendeznek egy nemzetközi színvonalú hokiversenyt.

#### Jégkorong
Az érsekújvári jégkorongcsapat a 2007/2008-as évben szerződést kötött a Fradival, melynek értelmében közös csapatot hoztak létre, melynek kerete nagy (46 fő) volt. 2011-ben alapították a HC Mikron Nové Zámky jégkorongklubot, mely a szlovák első osztályban szerepel.

### Strand termálfürdő

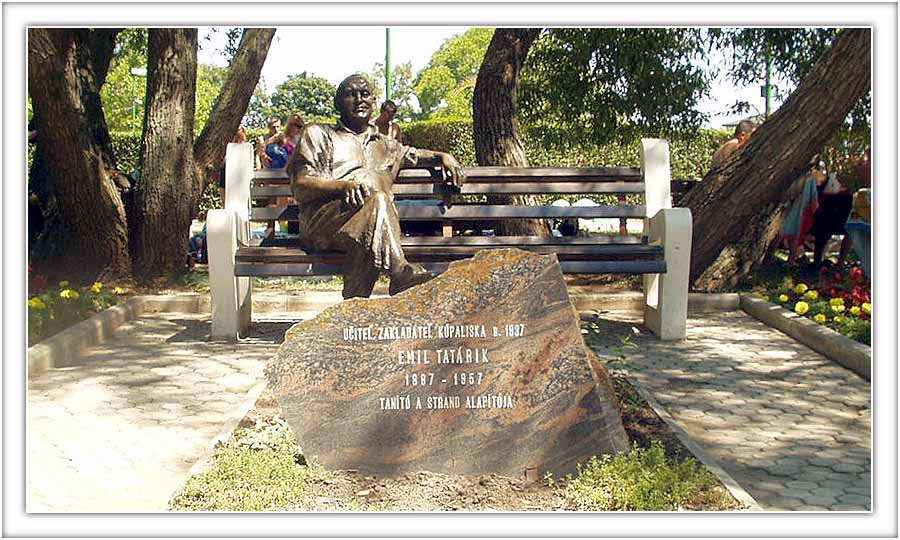
Tatarik Emil, a strand alapítójának szobra Szilágyi Tibor szobrász alkotása

A strandot 1938-ban alapították. A Nyitra partján fekszik az Udvardi úton. Jelenleg négy medencéje van: úszó-, gyerek-, tornász- és üdülési medence. A termálforrás 1400 m mélyről jön 4,5 l/perc sebességgel, és 62 °C-os. A strand teljes területe 7,5 ha sok zöldterülettel és díszítéssel. Több sportpálya (röplabda, tenisz, asztalitenisz, kétpályás kuglipálya), minigolf, óriás sakk és gyerekjátszótér is van a területén. A fürdőben van vízicsúszda és szauna is. A fürdő mellett nagykapcitású parkoló van. A nyári időszakban különböző koncerteket és rendezvényeket bonyolítanak a strandon, ezenkívül évente országos teniszversenyeket rendeznek itt.

### Teniszpályák

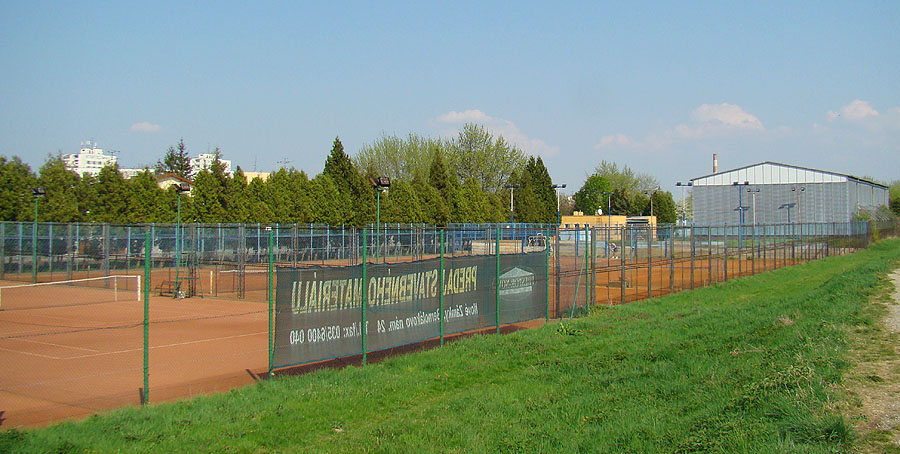
A teniszközpont

A városnak modern teniszközpontja van. Mind a profi sportolóknak, mind a kikapcsolódni vágyóknak megfelelő pályával rendelkezik. Összesen 8 teniszpálya található itt.
Minden évben megrendezésre kerül itt az országos teniszbajnokság. Az érsekújvári versenyzők közül Nagy Henrietta a világranglista 22. helyén szerepelt 1999-ben.

### Az érsekújvári reptér

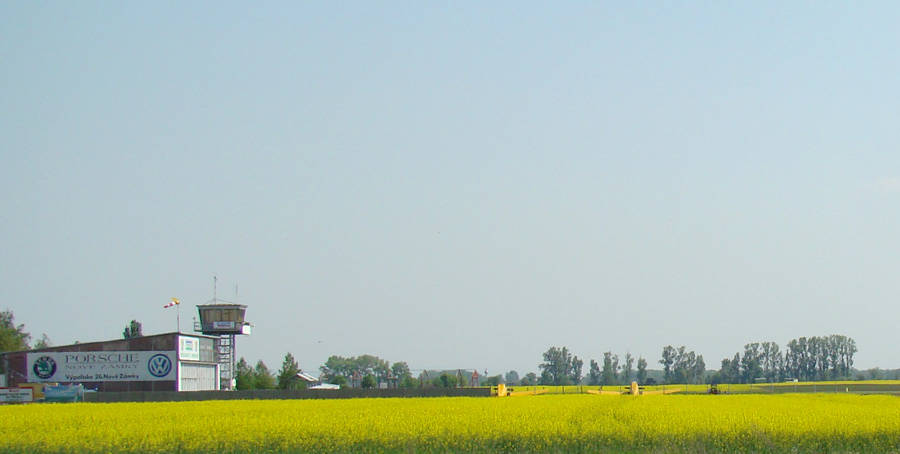
A reptér

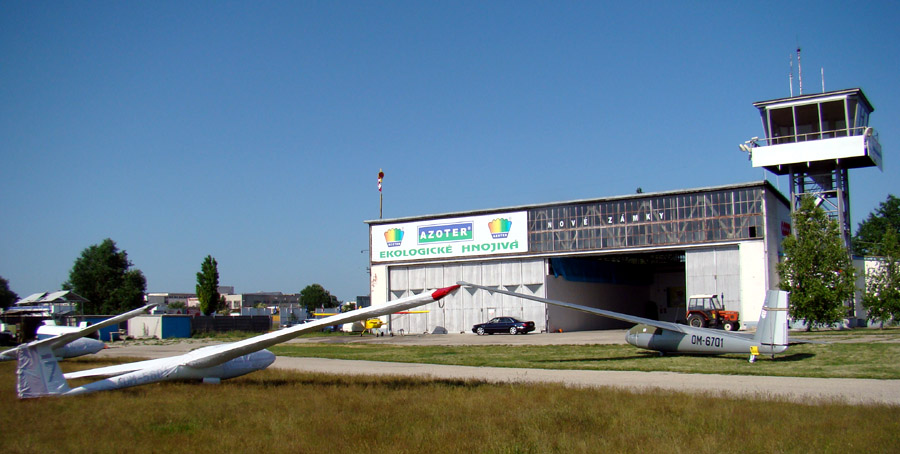
A reptér hangárja és irányítótornya

1931-ben Tomáš Baťa vállalkozó megvette az érsekújvári bőrgyárat, mely a későbbi Elektrosvit elektrotechnikai gyár helyén állt. Baťa kedvelte a repülőket, így szeretett volna a repüléstechnika területén is vállalkozni. 1932-ben reptér építéséhez kért engedélyt, amelynek sport és kísérleti jellege volt, elsősorban saját vállalata érdeklődő munkatársai számára. Baťa repülőteret épített Szvitben és Simonyban (akkori nevén Baťovany). A reptér a városközponttól három kilométerre délre helyezkedik el Komárom felé. A repülőtér működtetése azonban az építést követően, még 1932-ben Tomáš Baťa tragikus halála miatt megszűnt.
A repülőtér megújítására csak a második világháborút követően került sor. 1946. november 9-én megalakult az Aeroklub Nové Zámky (Érsekújvári Aeroklub), mint a Szlovák Nemzeti Aeroklub fiókja. 1951 és 1990 között a Zväzarm szervezet tagja, amely a Szövetség a Hadsereggel való Együttműködésért rövidítése. 1990-ben megalakult a Szlovák Nemzeti Milan Rastislav Štefánik Aeroklub. Az aeroklub repülőállománya: Osa, Orlík, L-13 Blaník, ASW, motoros rogalló, motoros repülők: Zlín, Cirrus, vagy Cessna.
A repülőtér különböző szolgáltatásokat nyújt: repülős munkákat a mezőgazdaság vagy erdőgazdálkodás számára, sétarepülések szervezése, repülőgép szerviz, repülős iskola, repülő kölcsönzés és mások. Minden nyáron megrendezésre kerülnek a repülős napok és 2008. augusztus 30-án itt rendezték meg az Aquabeatz elektronikus és tánczenei fesztivált, melyen négy színpadon léptek fel az együttesek. Ennek a fesztiválnak ez volt a hetedik évfolyama (korábbi helyszíne a strandon volt).

### A Zúgó lépcsőzetes vízesés és a Berek parkerdő

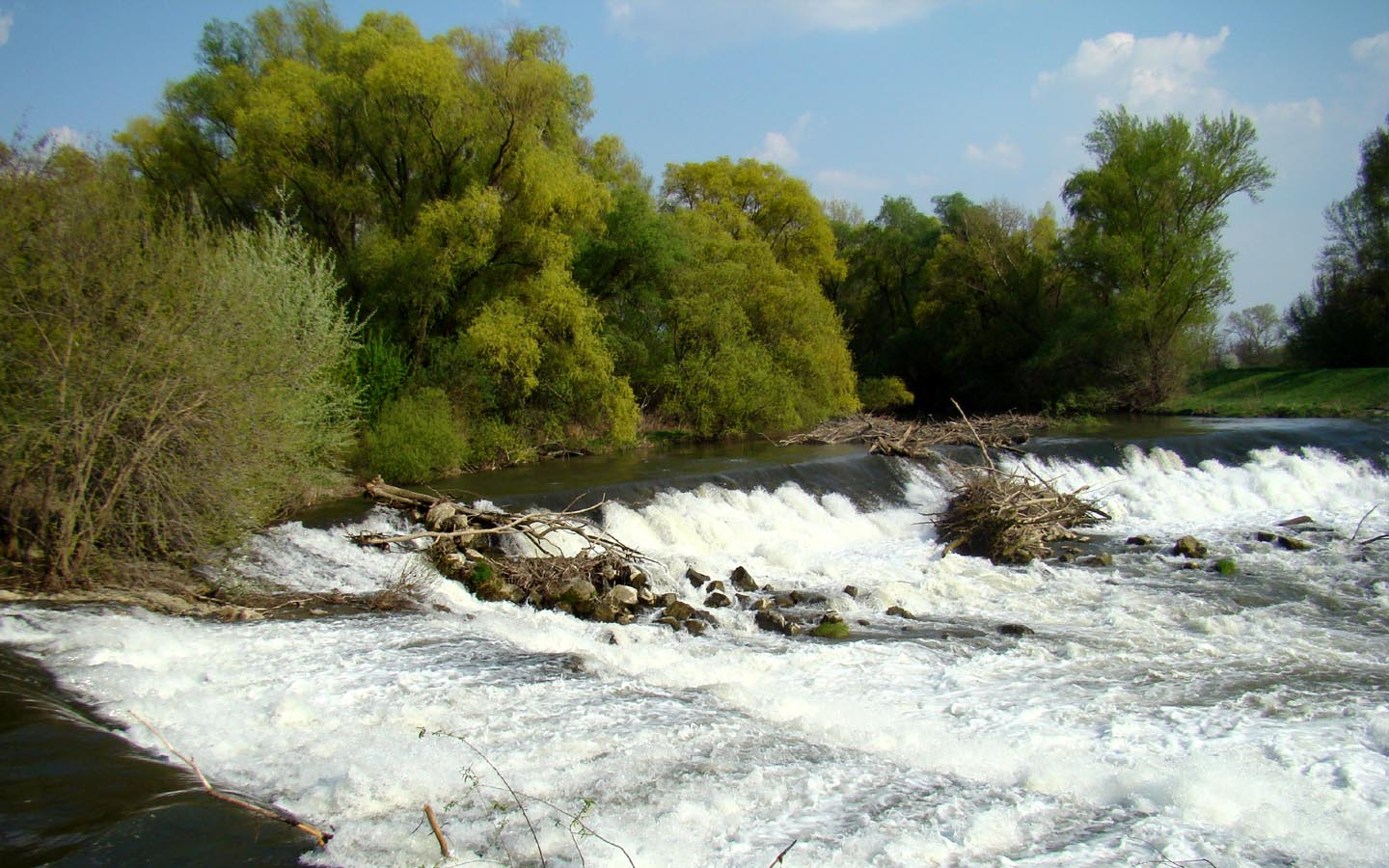
A Zúgó vízesés látképe

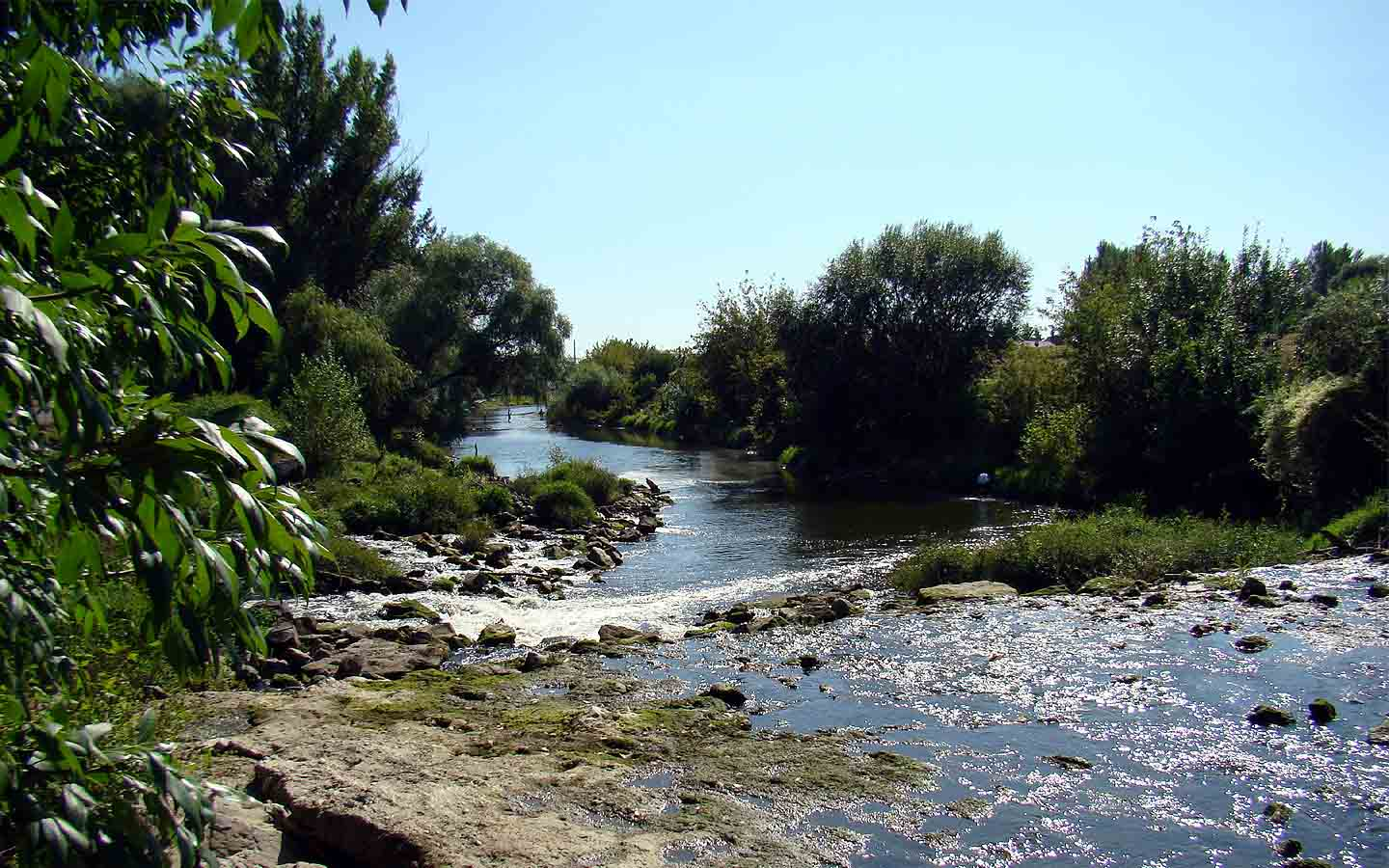
A Zúgó vízesés látképe

A város északkeleti szélében, a kiterjedt kertváros mellett található a „Zúgó“ lépcsőzetes vízesés. A Zúgó fölött a Nyitra két ágra oszlik, a vízesések helyén csatlakoznak össze ismét ezek az ágak és így alakul ki a kétágú, „V“ alakzatú, lépcsőzetes vízesés rendszer.
A Nyitra ezután keleti, majd déli irányban folytatja útját, hogy elhaladjon a „Berek“ parkerdő mellett. A berek szót a középkori magyarban az erdő jelölésére használták.

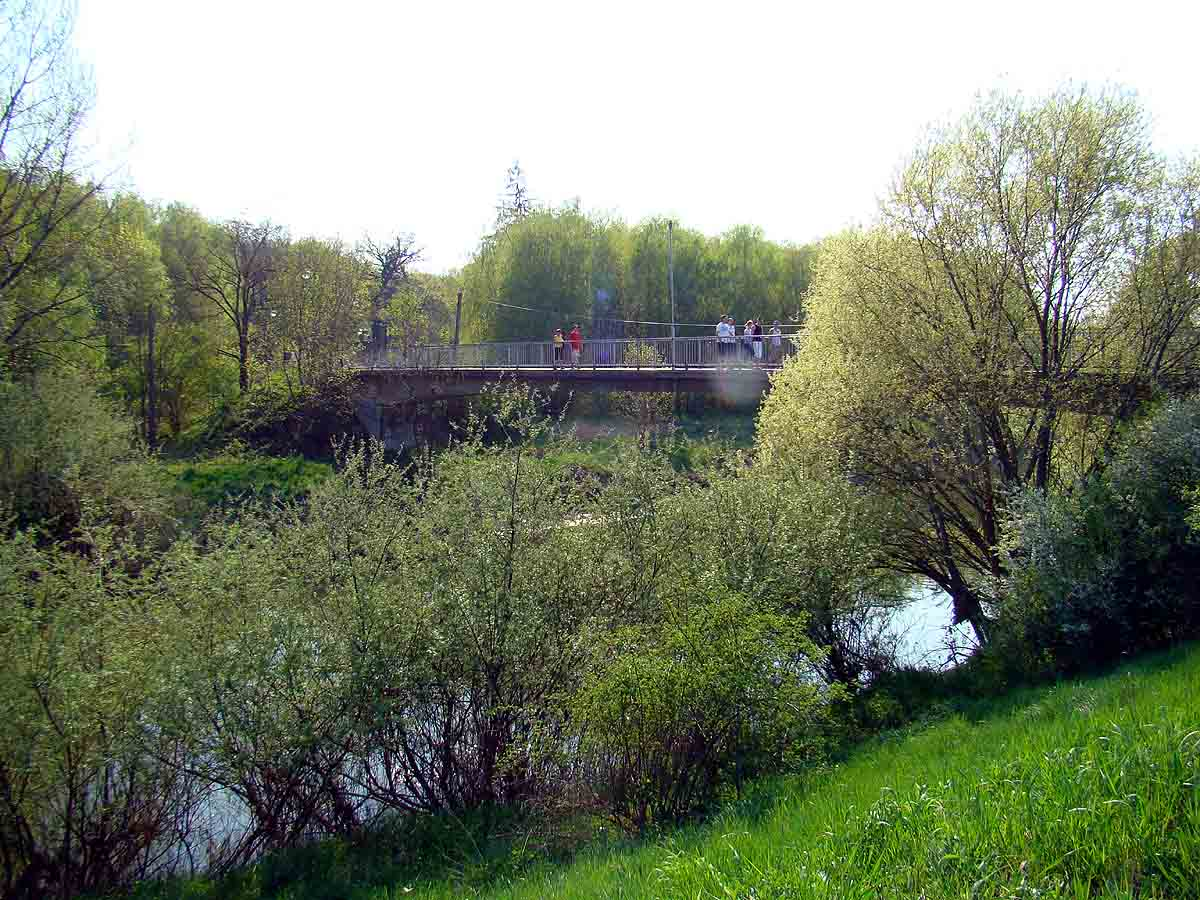
Gyalogoshíd a Berek parkerdőbe
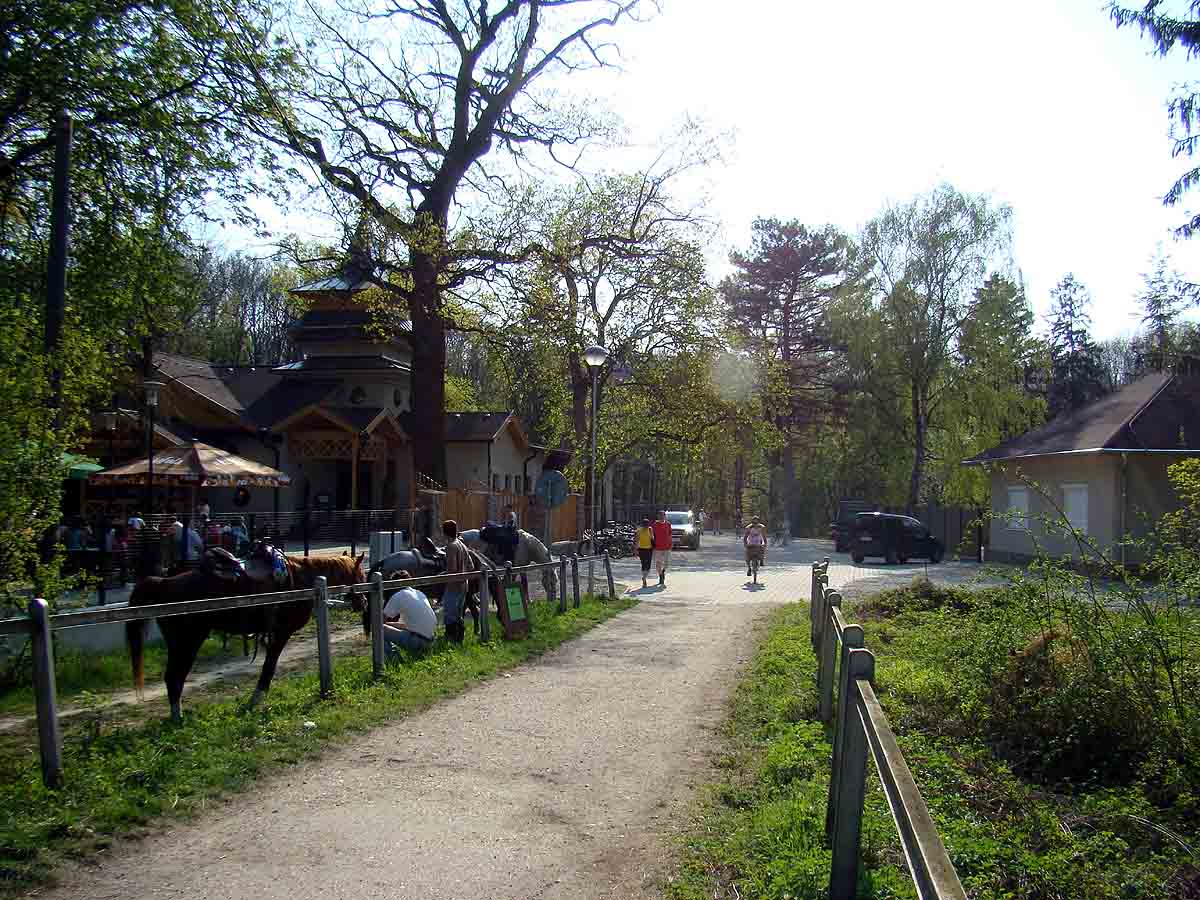
A Berek parkerdő bejárata
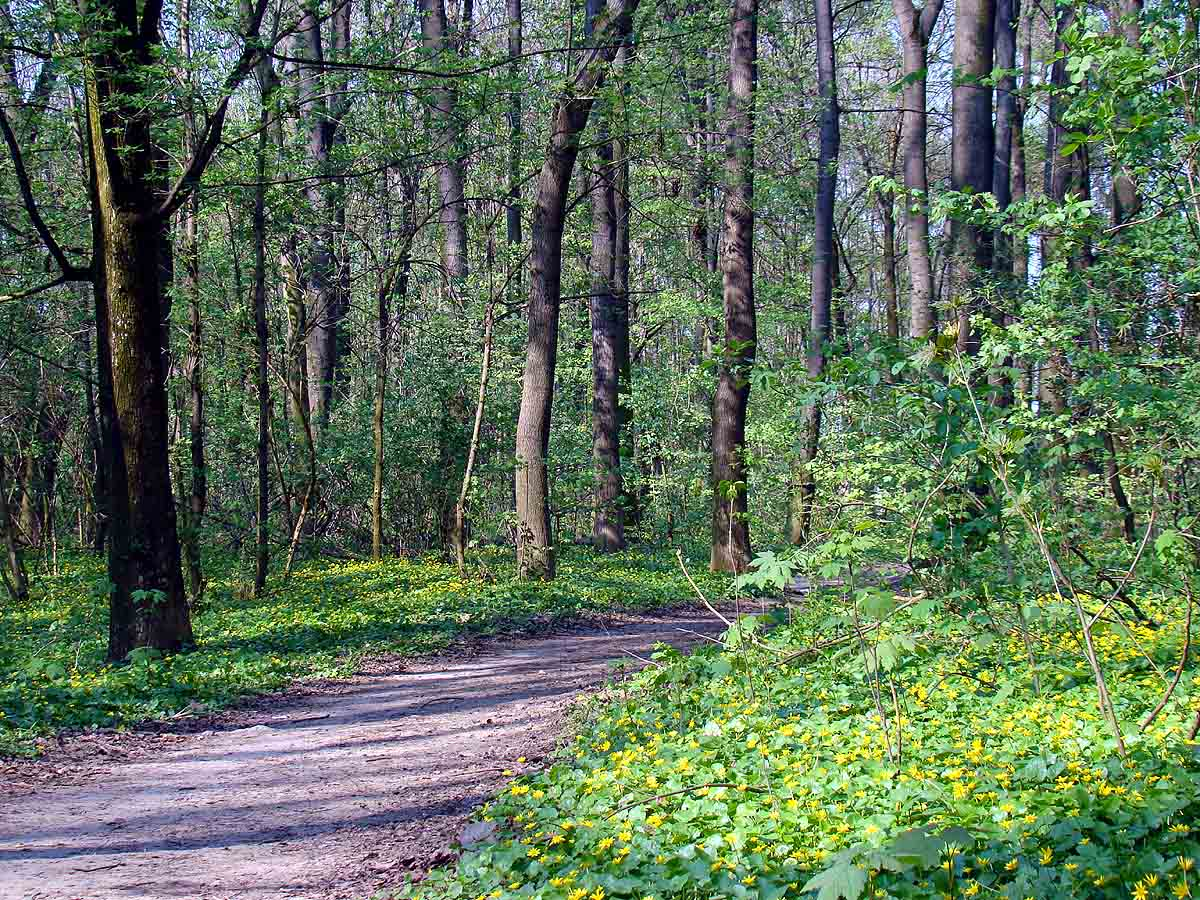
A Berek parkerdő
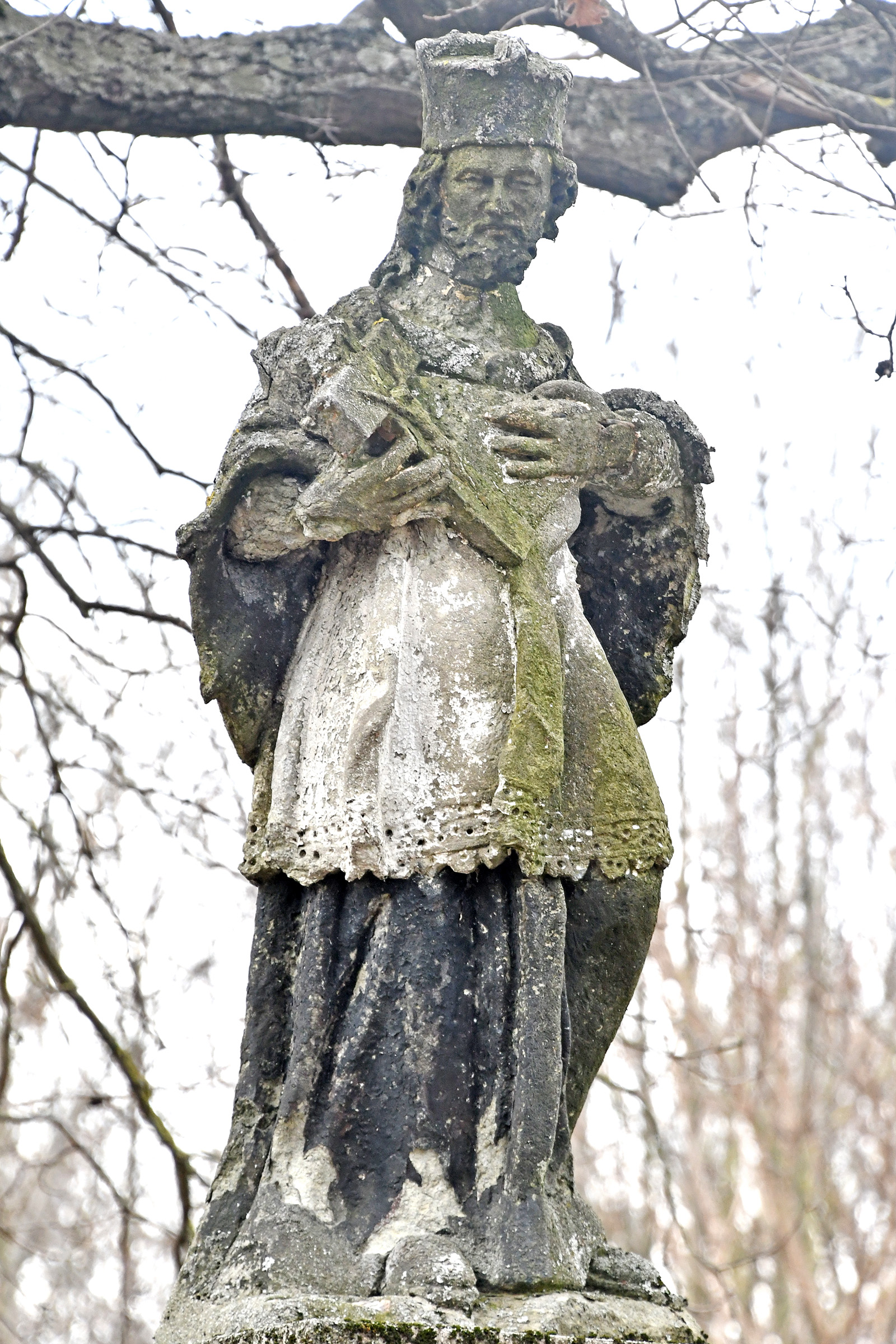
Nepomuki Szent János-szobor a Berek parkerdőben

## Rendezvények
Forrás: Érsekújvár hivatalos weblapja
- január
  - A Szlovák Köztársaság megalakulásának ünnepe és megemlékezés Bernolák Antal halálának évfordulójáról
  - Érsekújvár reprezentációs bálja
- február
  - Aquabeatz Winter – CCX Érsekújvár
- március
  - Czuczor Gergely irodalmi-kulturális napok
  - Sportaerobik bajnokság
  - Megemlékezés az oroszok által történő felszabadításról
- április
  - A város eredményes sportolóinak díja az elmúlt évre
  - Az érsekújvári majális
- május
  - „Off Road – autók a sárban“
  - Ünnepélyes díjátadás a humanitárius, művészeti, természettudományos és sportolimpiákon, valamint egyéb versenyeken a várost képviselő személyeknek
- június
  - Tatárika Emil Strand – „Gyereknap“
  - Repülős nap Érsekújvárott
  - Ganczner László Stadion – érsekújvári sportnap
  - Megemlékezés a zsidók deportálásáról az ortodox zsidótemetőben
  - Sunrise Open Air – strand
- július
  - Tatárika Emil Strand – Benátska noc (Velencei éjszaka)
  - Klikfest – a Sziget területe, Érsekújvár
  - O2 – Elite Beach Tour (Fő tér)
  - Az érsekújvári vásár és gulyásfőző verseny
  - Rainbow Open Air
- augusztus
  - Porciunkula – érsekújvári búcsú
  - Megemlékezési ünnepség – a város török alóli felszabadulásának emlékére
  - Széchényi György szobrának megkoszorúzása
  - Megemlékezés a Szlovák Nemzeti Felkelésről
  - Aquabeatz – érsekújvári reptér
- szeptember
  - opera gálakoncert
  - Gyermek népi csoportok érsekújvári fesztiválja
  - Szüreti ünnepségek
  - Országos atlétika bajnokság
  - World Harmony Run – Harmónia futúverseny
  - Usmejme sa na svet – A szlovák karikaturisták kiállítása és versenye
- október
  - Kolbászkészítő verseny
  - Modellező verseny
  - Bernolák Antal születésének évfordulója
  - Az „Érsekújvári Magyar tanulóifjúságért“ díjátadás
  - Érsekújvári regionális gyermekfesztivál
  - Őszi ökofesztivál „Obdivujme a chráňme svet zvierat“ (Csodáljuk és védjük az állatok világát) és CITES kiállítás
- november
  - Csemadok-Gálaest – Kárpát-Medencei énekmondó fesztivál
- december
  - Fő tér – Karácsonyi vásár
  - Jótékonysági koncert – Érsekújváriak az érsekújváriaknak
  - Fő tér – Szilveszteri mulatság

### Porciunkula (Érsekújvári vásár)

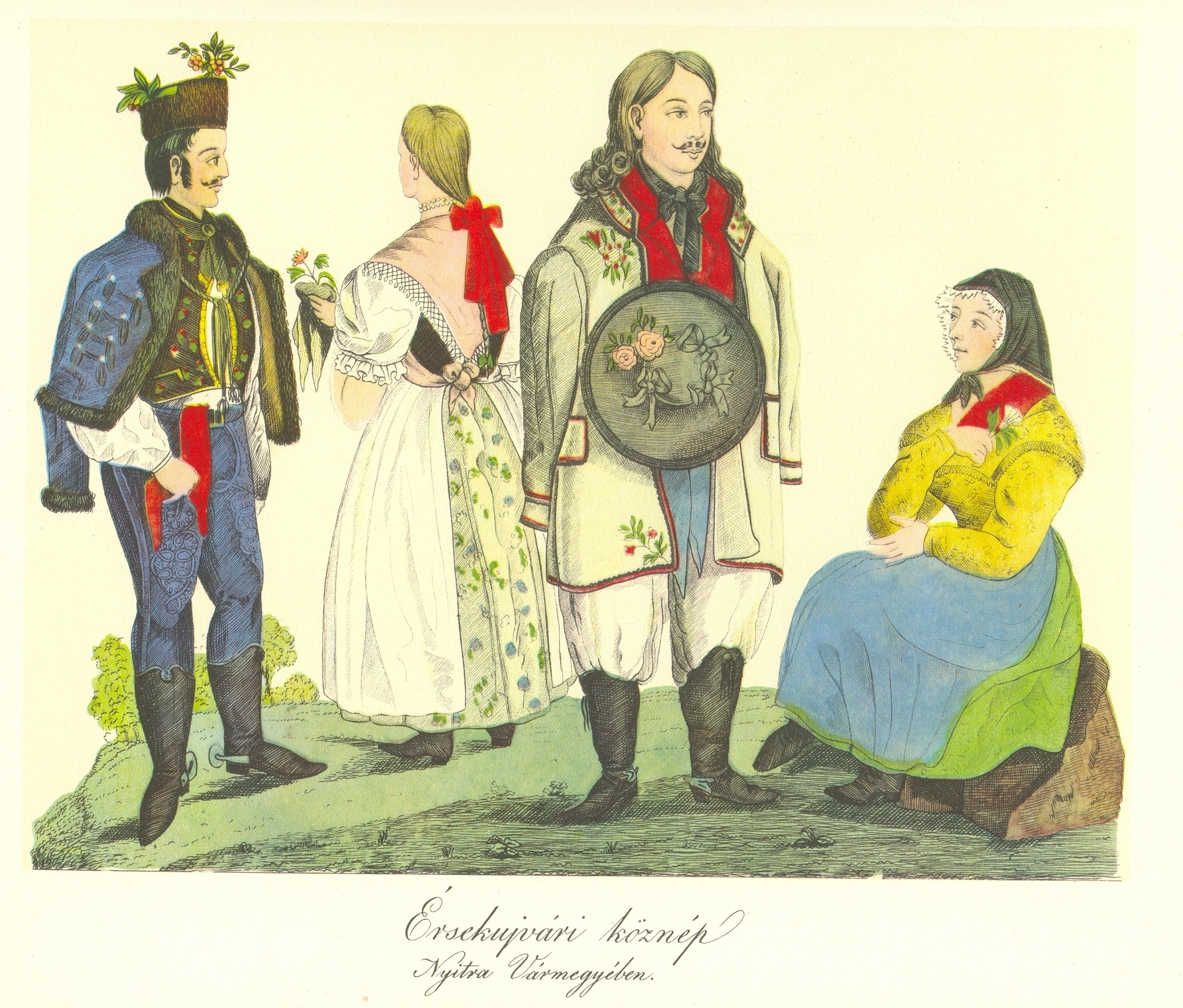
Érsekújvári magyar és szlovák népviselet, 1837

Érsekújvár nagy, messzi vidékekről látogatott búcsúja és az ehhez kapcsolódó vásár Porciunkula, Angyalos Boldogasszony ünnepén van. A szó eredete az Assisi városának Spoleto terén található templomára vezethető vissza, mely templomot az ott található Porciunkula, Angyalos Boldogasszony kápolna fölé építettek. A Porciunkula szó szerint részecskét jelent, azt a földdarabot, melyen ez a kápolna épült. A telket egy hívő adományozta a bencés rendnek, később ők használatra adták át Assisi Szent Ferencnek, aki ezen kápolna mellett telepedett le. A kápolna nem került a ferencesek tulajdonába, a bencéseké maradt, s ennek jeléül az assisi ferences házfőnök minden évben egy kosárnyi hallal fizeti meg a használat díját. Jele ez annak, hogy a ferenceseknek semmi tulajdonuk nem lehet. III. Honorius pápa búcsút engedélyezett ezen kápolnában, majd ezt a búcsút kiterjesztették minden ferences templomra. Ebben az időben teljes búcsút csak szentföldi zarándoklattal lehetett nyerni, ezért is volt kivételes alkalom ez a privilégium. A búcsú napján a Spoleto és Perugia közötti utat kereskedők lepték el. Azóta hagyományosan így hívják a búcsúhoz kötődő vásárt is. Mivel Érsekújvárott is letelepedtek a ferencesek (1626), és ezt az ünnepet – mint minden ferences templomban – nagy ünnepélyességgel tartották meg, így az itteni búcsú neve is ez lett. Az érsekújvári búcsút augusztus 1-jén és 2-án rendezik minden évben, az ehhez legközelebb eső hétvégén pedig a hozzá kötődő vásárt.
…Augusztus elsején és 2-án tartott újvári búcsú messze földön híres-nevezetes látványossága volt az újvári Fő térnek. Valójában a ferencesek templomának, a Barátok templomának volt a búcsúja, ezért is hívtuk Porcinkulának. A környező falvakból idelátogató búcsúsok egyenest a templomba vonultak, még az éjszakát is ott virrasztották. Mi, újvári fiatalok azonban Porcinkulának a főtéri látványosságot, a nagy nyüzsgést, a fakanalazást tekintettük. A város apraja-nagyja egy szálig kivonult a Fő térre, melyet ellepték a sátoros árusok, ételek, italok, csecsebecsék, vásárfiák. Minden gyerek kapott ilyenkor ajándékot. Az ifjaknak, a diákoknak azonban maga az együttlét, a lányokkal való évelődés jelentette az igazi szórakozást. Kart karba fűzve sétáltak föl s alá a sátrak, a hosszú-hosszú sátorutcák között, a fiúk és lányok is. Csattogtak a fakanalak a lányok fenekén, s persze viszonzásul a fiúkén is. Kacagás, visongatás töltötte be a Fő teret.

## Híres személyek

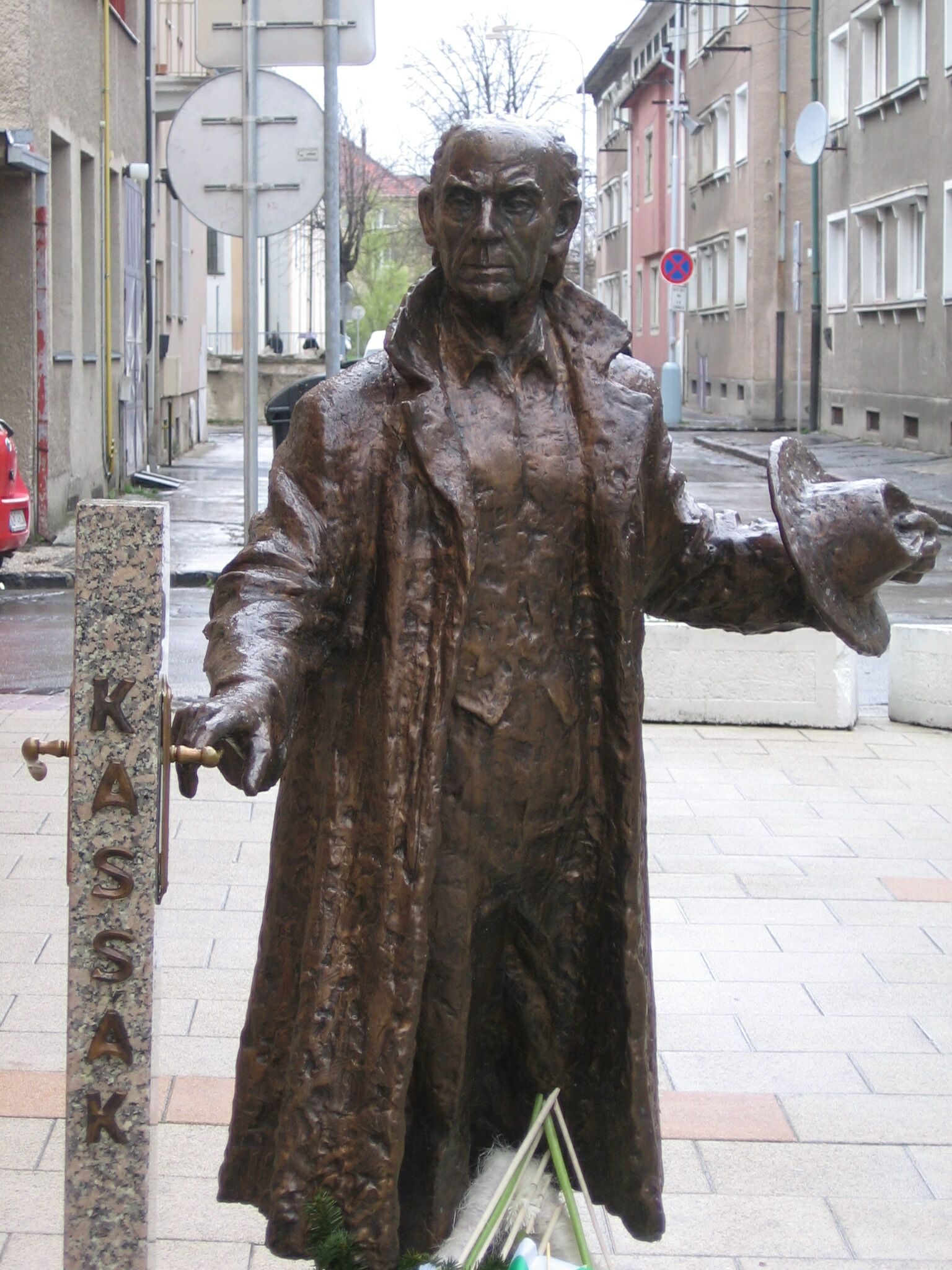
Kassák Lajos szobra a városban

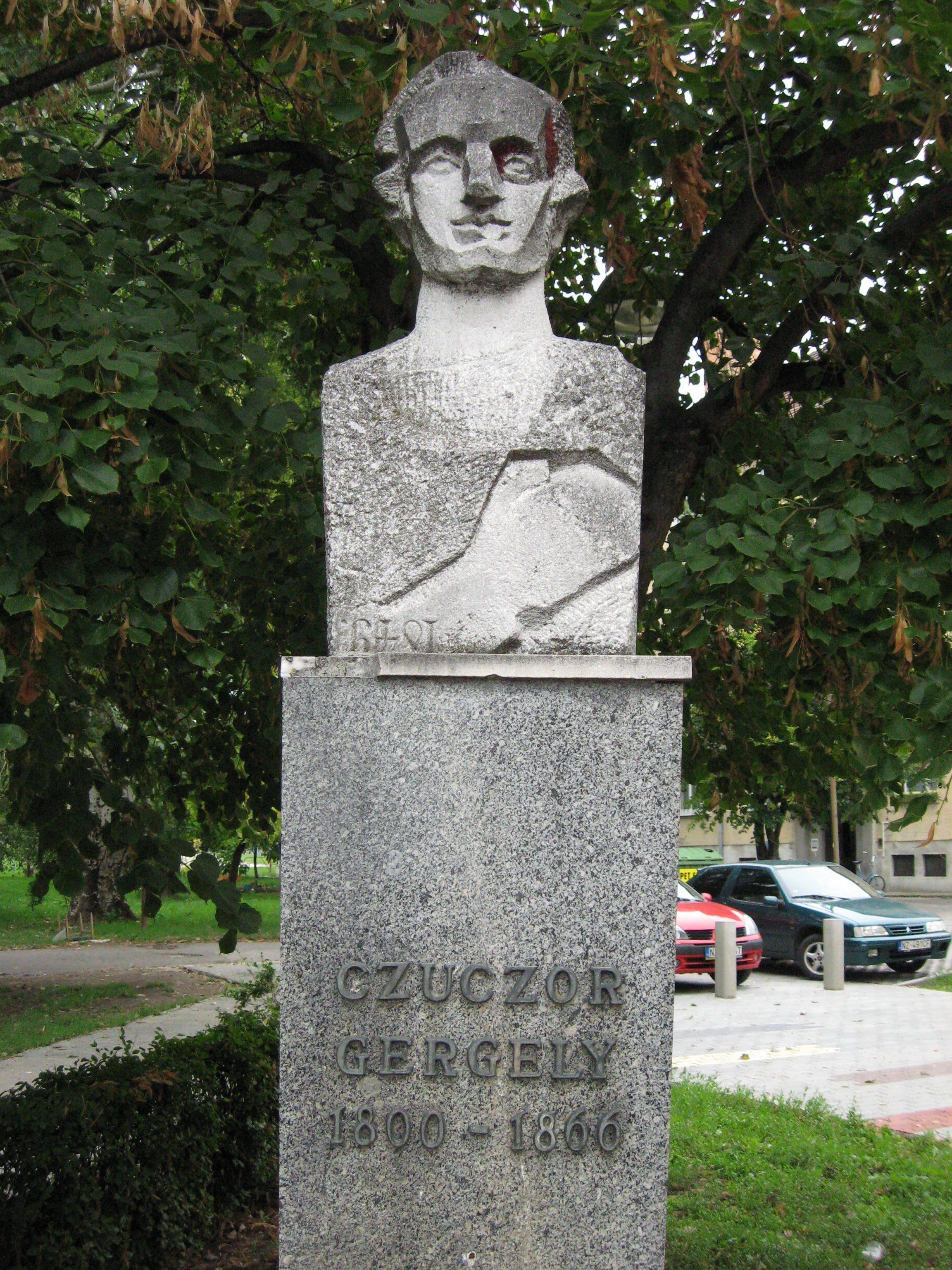
Czuczor Gergely szobra a Csemadok székház előtt

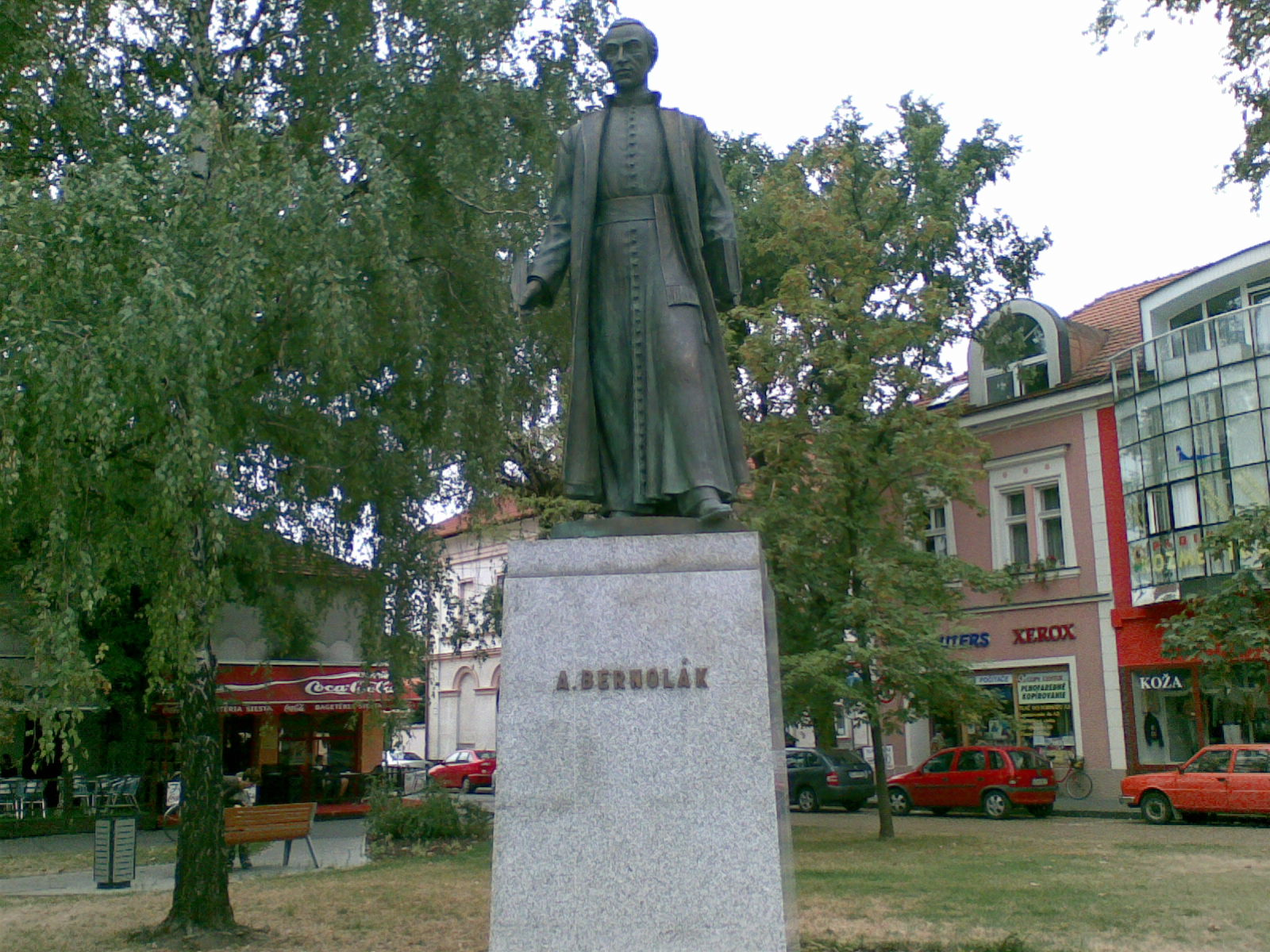
Bernolák Antal szobra a főtéren Jozef Pospíšil szobrásztól

### Érsekújvárott született
- Aigler, Lucien fényképész, az újságfényképészet egyik alapítója
- Angyal János (1941–2003) humorista, újságíró
- Bajcsy, Julius tudományos munkatárs, elektrotechnikus
- Bauer Viktor gyógyszerész
- Bencze Lajos erdőmérnök, egyetemi tanár
- Bólya Péter író
- Csicsátka Ottó szobrász
- Czuczor Kinga 1. hely a MISS Hungary versenyen 1990-ben
- Čičátková Karolina 1. hely a MISS Slovakia versenyen 1998-ban
- František Dvorský (1922–1996) szlovák kommunista politikus, Csehszlovákia budapesti nagykövete (1970–1974)
- Erdélyi Mór fényképész, fotóriporter
- Fáy Béla színművész (1901. június 8.)
- Ficza István színművész (1983. október 5.)
- Gózon Gyula színész
- Helbing Ferenc grafikus, bélyegtervező
- Holota János csehszlovákiai magyar ügyvéd, politikus, polgármester.
- Horony Mária Izabella Magdolna azaz Big Nose Kate (1850-1940), prostituált, Doc Holliday társa
- Kaprinai István jezsuita történész, nagyszombati egyetemi tanár
- Kassák Lajos író, költő
- Kereskényi János érsekújvári fővajda és városbíró
- Milan Kiripolský (1946-1999) néprajzkutató muzeológus, publicista.
- Kovacsics András (1941- ) az Omega együttes alapító tagja, egykori basszusgitárosa, több más zenekar tagja.
- Krűger Viktor fényképész
- Littomericzky Oszkár vezérkari ezredes
- Ludvik István, az ipartestület megalapítója
- Luzsicza Lajos festőművész
- Majzon László geológus, térképész, egyetemi tanár
- Matusek Attila színész
- Melis György (1942-2016) szobrász.
- Michalovič, Peter az esztétika professzora a pozsonyi Comenius Egyetemen
- Nágel Gyula festő
- Nagy Henrietta teniszező
- Nagyfalussy István költő
- Noszkay Ödön tanár, történész
- Ňurciková Michaela 1. hely a MISS Slovakia versenyen 2011-ben
- Ölvecký Peter jégkorongozó, olimpikon
- Ottava Ignác szemorvos, szakíró
- Ozorai József író, az Érsekújváron és környékén játszódó Kuruc ősök című regény szerzője
- Pray György apát, kanonok, történész, nagyszombati egyetemi tanár, a Halotti beszéd első tudósítója
- Rátz András teológus
- Salamon Ödön hírlapíró
- Sasko Kázmér jogász, a városi múzeum alapítója
- Supala Ferenc könyvtáros
- Sretvizer Lajos pedagógiai író
- Patrik Švajda (1972–) szlovák műsorvezető
- Szabó János magyar politikus, helyiipari, később város- és községgazdálkodási miniszter
- Szeder Fábián János OSB, tanár, író és költő
- Székházi Tódor festő
- Tartsay Vilmos magyar honvédtiszt, a második világháború alatti nyilasokkal szembeni ellenállás tagja
- Tatarik Emil tanár, a Strand fürdő megalapítója
- Teller Miksa ügyvéd, jogi szakíró, bankár (Teller Ede édesapja)
- Thain János néprajzkutató
- Vadkerty Katalin történész
- Vašek, Julius szlovák színész
- Zmeták Ernő (1919–2004) festőművész, grafikus
- Zoltán Gyula Ferenc (1846-1933) színigazgató
- Zoltvány Irén Lajos (1859–1938) irodalomtörténész, pedagógus, a pannonhalmi főiskola igazgatója.

### A városban élt
- Krista Bendová költőnő, írónő és fordító – 1935 és 1938 között az érsekújvári gimnáziumban tanult
- Bernolák Antal katolikus pap, szlovák író, nyelvész 1797-től haláláig (1813) újvári esperes, sírja a Szentháromság kápolnában található
- Czuczor Gergely bencés szerzetespap, magyar költő, az MTA tagja, a közeli Andód szülötte, egy évig az újvári iskolát látogatta
- Dinnyés Árpád magyar újságíró
- Vladimír Filo rozsnyói megyés püspök, 1974–1976 között érsekújvári káplán
- Jedlik Ányos bencés szerzetespap, fizikus, az MTA tagja, a közeli Szímő szülötte
- Kapisztóry Ferenc, a kórház alapítója
- Käfer István (1935–2024) magyar irodalomtörténész, bibliográfus, műfordító, nyelvész.
- Kereskényi Farkas hadbiztos, kuruc kapitány
- Klein Ernő, a neológ hitközség rabbija, nyelvész, az angol nyelv frazeológiai szótárának szerzője
- Klein Samu, az ortodox hitközség rabbija, földrajztudós, a Jeruzsálemi Egyetem professzora, a Bibliai Földrajz Tanszékének alapítója
- Ján Majzon szlovák nemzeti író
- Roskovszky Pantaleon József (1734–1789, ferences szerzetespap, magyar barokk zeneszerző, 1761–1765 között Újvárban működött
- Simko Béla (1796–1805) katolikus pap, szlovák költő, újvári káplán
- Tido J. Gašpar szlovák újságíró, író, a fasiszta Szlovák Állam propaganda-igazgatója, főideológusa
- Turchányi Imre (1889-1955) ügyvéd, földbirtokos, politikus, országgyűlési képviselő
- Wolfgang Vozár (1746–1800), ferences szerzetespap, Roskovský tanítványa, zeneszerző
- Boris Zala politikus, parlamenti képviselő
- Itt tanult Mennyey József (1823-1889) pedagógus, királyi tanácsos, megyei tanfelügyelő.
- Itt szolgált Horváth József (1735 körül-1808) római katolikus plébános
- Itt szolgált Kovács József teológus, tanár, szentszéki ülnök
- Itt szolgált Krammer Jenő (1900-1973) irodalomtörténész, egyetemi tanár, pedagógiai író, szociálpszichológus
- Itt szolgált Majer Imre (1865-1936) pápai prelátus, bélai címzetes apát, apát-plébános
- Itt szolgált Mészáros Ferenc líceumi tanár
- Itt szolgált Rendek József (1810-1875) esztergomi kanonok, táblabíró, egyházi író
- Itt szolgált Szecsányi Gyula (1851-1923) katolikus esperes, plébános, tanfelügyelő
- Itt szolgált Prenner Béla (1894-1983) plébános, szentszéki bíró
- Itt szolgált Czigány Imre (1917-1985) plébános, meghurcolt magyar pap.

### A város díszpolgárai
- Bauer Győző akadémikus, a Csemadok egykori országos elnöke
- Melánia Olláryová énekesnő, a Szlovák Rádió egykori zenei szerkesztője

## Testvérvárosai
- Fonyód, Magyarország
- Tótkomlós, Magyarország (1993)
- Znojmo, Csehország
- Tábor, Csehország
- Newcastle upon Tyne [forrás?]

## Baráti városok
- Tatabánya, Magyarország